# Persépolis
Persépolis (en griego antiguo: Περσέπολις, Persépolis, literalmente ‘la ciudad persa’; en persa antiguo: 𐎱𐎠𐎼𐎿𐎠, romanizado: Pars; en persa: تخت جمشید‎, Tajt-e Yamshid ‘el trono de Jamshid’) fue la capital del Imperio persa durante la época aqueménida. Se encuentra a unos 70 km de la ciudad iraní de Marvdasht (provincia de Fars), al pie del monte Kuh-e Rahmat cerca del lugar en que el río Pulwar desemboca en el Kur (Kyrus). Dista en torno a 75 km de la ciudad de Shiraz.
Su edificación comenzó entre 518 y 515 a. C. por orden de Darío I, como parte de un vasto programa de construcciones monumentales enfocadas a enfatizar la unidad y diversidad del Imperio persa aqueménida, la legitimidad del poder real y mostrar la grandeza de su reino. Las obras de Persépolis atrajeron trabajadores y artesanos venidos de todas las satrapías del imperio y por ello su arquitectura resultó de una combinación original de formas de estas provincias que crearon un estilo arquitectónico persa ya antes esbozado en Pasargada y que también se encuentra en Susa y Ecbatana. Esta combinación de saberes marcó igualmente el resto de las artes persas, como la escultura y la orfebrería. La construcción de Persépolis continuó durante dos siglos, hasta la conquista del imperio y la destrucción parcial de la ciudad por Alejandro Magno en 331 a. C.
El sitio fue visitado a lo largo de los siglos por viajeros occidentales, pero no fue hasta el siglo XVII que las ruinas se certificaron como la antigua capital aqueménida. Numerosas expediciones arqueológicas han permitido comprender mejor las estructuras, su aspecto original y las funciones que cumplieron.
Persépolis comprende un enorme complejo palaciego sobre una terraza monumental que soporta múltiples edificios hipóstilos que tuvieron funciones protocolarias, rituales, emblemáticas o administrativas precisas: audiencias, apartamentos reales, administración del tesoro o recepción. Cerca de la terraza había otros elementos: tumbas reales, altares y jardines. También estaban las casas de la ciudad baja, de la que casi nada queda visible actualmente.  Muchos bajorrelieves esculpidos en las escalinatas y puertas del palacio representan la diversidad de los pueblos que componían el imperio. Otros consagran la imagen de un poder real protector, soberano, legítimo y absoluto, donde se designa a Jerjes I como sucesor legítimo de Darío I el Grande. Las múltiples inscripciones reales en escritura cuneiforme de Persépolis están redactadas en persa antiguo, acadio o elamita. Están grabadas en varios lugares del sitio, destinadas a los mismos fines y especifican qué reyes ordenaron el levantamiento de los edificios.
La idea de que Persépolis tenía una ocupación únicamente anual y ritual dedicada a la recepción por el rey de los tributos ofrecidos por las naciones del imperio durante las ceremonias del Año Nuevo persa ha prevalecido durante mucho tiempo. Ahora sabemos con seguridad que la ciudad estaba permanentemente ocupada y que tenía un papel administrativo y político central para el gobierno del imperio. Los muchos archivos inscritos en tablillas de arcilla descubiertos en los edificios del tesoro y en las fortificaciones han permitido establecer estas funciones y proporcionan información valiosa sobre la administración imperial aqueménida y la construcción del complejo. Persépolis está inscrita  en la lista del Patrimonio de la Humanidad de la Unesco desde 1979.

## Historia
| Probable historia de las construcciones |
| Primer periodo: Darío I (518 a 490 a. C.) - Terraza - Apadana (palacio, escalera Este) - Tesoro                                                                                                  |
| Segundo periodo: Darío I - Jerjes I (490 a 480 a. C.) - Tachara - Escalera de Persépolis - Puerta de todas las Naciones - Apadana (escalera norte)                                               |
| Tercer periodo: Jerjes I (480 a 470 a. C.) - Hadish - Harén - Tripylon - Palacio D |
| Cuarto periodo: Artajerjes I - Palacio de las Cien Columnas - Palacio de Artajerjes I - Guarnición                                                                                               |
| Quinto periodo - Tumba de Artajerjes II - Palacio de Artajerjes III - Sala de las Treinta y Dos Columnas - Tumba de Artajerjes III - Vía de las procesiones - Puerta inacabada - Tumba inacabada |
| Desconocido - Construcciones del sur |

Tras continuar las obras de Ciro II en Pasargadas y paralelamente a las grandes obras de construcción emprendidas en Susa, Darío I decidió establecer una nueva capital, pero hacia 512 a. C. el rey Darío I el Grande emprendió la construcción de este masivo complejo palaciego, ampliado posteriormente por su hijo Jerjes I y su nieto Artajerjes I. Esta decisión se interpreta generalmente como un deseo de distinguirse de la rama más antigua de los aqueménidas, a la que Pasargada estaba estrechamente vinculada. Para ello eligió una ciudad que desde entonces se ha identificado como Uvādaicaya (Matteziš en babilonio). Esta ciudad ya debía de tener cierta importancia política, puesto que fue aquí donde Darío hizo ejecutar a Vahyazdāta, su principal oponente persa, en 521 a. C. Además, se atestigua la presencia de palacios y puertas monumentales que datan de Ciro y Cambises II, así como una tumba inacabada probablemente destinada a Cambises. Las tablillas babilónicas demuestran que se trataba de un centro urbano desarrollado, activo y populoso, con vínculos comerciales con Babilonia, capaz de proporcionar los recursos logísticos y alimentarios para un emplazamiento de esta envergadura. Pierre Briant, historiador de la Persia aqueménida, señala que la ejecución cronológicamente próxima de grandes proyectos en Susa (Elam) y Persépolis exigió la movilización de considerables recursos. De hecho, estos edificios formaban parte de un plan global de remodelación de las residencias reales para mostrar a todo el mundo que «la llegada del nuevo rey marcaba la reconstrucción del imperio».
Darío eligió como lugar de construcción el lugar bajo de la formación rocosa de Kuh-e Rahmat, que se convirtió así en el símbolo de la dinastía aqueménida. Construyó la Terraza, los palacios (Apadana, Tachara), las Salas del Tesoro y las murallas orientales. Es difícil datar con precisión la construcción de cada monumento. El único indicio irrefutable lo proporcionan las tablillas halladas en el yacimiento, que atestiguan una actividad al menos tan antigua como , cuando se estaban construyendo las fortificaciones. Sin embargo, la mayoría de los edificios pueden atribuirse a los periodos correspondientes a los reinados de los distintos soberanos. Las construcciones de Darío fueron completadas y ampliadas por sus sucesores: su hijo Jerjes I añadió al complejo la Puerta de Todas las Naciones, el Hadish y el Tripylon. Bajo Artajerjes I en 460 a. C., había 1149 artesanos presentes en las obras. El emplazamiento permaneció en construcción al menos hasta 424 a. C., y quizá incluso hasta la caída del Imperio aqueménida: una puerta quedó inacabada, al igual que un palacio atribuido a Artajerjes III. La construcción de Persépolis parece haber sido llevada a cabo en su totalidad por trabajadores procedentes de todos los países del Imperio: Babilonia, Caria, Jonia o Egipto.
Sobre este punto, cabe señalar que Egipto fue conquistado en 525 a. C. por Cambises II, donde se hizo faraón, masacró a la élite y destruyó templos. La llegada de artesanos de distintas partes de un Imperio tan recientemente conquistado, aunque fueran pagados, sugiere un desplazamiento forzoso con o sin la familia (punto sobre el que solo puede haber suposiciones). Por otra parte, dado que en el Imperio aqueménida se ha demostrado la práctica de la esclavitud (bajorrelieves y tablillas), nada indica que las canteras de las que procedían las piedras o los bosques de los que procedía la madera no fueran explotados por esclavos, o que las materias primas y las finanzas no procedieran de los tributos de guerra de las conquistas recientes (incluida la venta de esclavos).

### Construcción
Tras haber continuado la obra de Ciro II en Pasargada y paralelamente a los importantes trabajos de construcción emprendidos en Susa, Darío I decidió establecer una nueva capital; esta decisión es generalmente interpretada como una voluntad de distinguirse de la rama principal de los aqueménidas, a la que Pasargada estaba fuertemente ligada.
Eligió para eso una ciudad que ha sido identificada con Uvādaicaya (Mattezsi en babilonio). Esta ciudad debía tener ya cierta importancia política, puesto que Darío hizo ejecutar a Vahyazdāta, su principal opositor persa, en 521 a. C. Por otro lado, se atestigua la presencia de palacios y de puertas monumentales que se remontan a Ciro y Cambises II, así como una tumba inacabada probablemente destinada a Cambises.
Las tablillas babilonias muestran que se trataba de un centro urbano desarrollado, activo y poblado, que tenía relaciones comerciales con Babilonia y era capaz de asegurar los medios logísticos y alimenticios para una obra de esta magnitud. Pierre Briant, historiador de la Persia aqueménida, apunta que la puesta en práctica, cronológicamente cercana, de obras importantes en Susa y Persépolis supuso la movilización de medios considerables. De hecho, estas construcciones entran en el marco de un plan global de reajuste de las residencias reales con vistas a enseñar a todos que «el advenimiento del nuevo rey marca una refundación del imperio».

Capitales aqueménidas.

Darío eligió como emplazamiento para su nueva construcción la parte baja de la formación rocosa del Kuh-e Rahmat, que se convirtió así en el símbolo de la dinastía aqueménida. Hizo erigir la terraza, los palacios (Apadana, Tachara), las salas del Tesoro, así como las murallas. Es difícil datar con precisión la construcción de cada monumento. La única indicación irrefutable es suministrada por las tablillas encontradas en el sitio que atestiguan la existencia de actividad constructiva al menos desde 509 a. C., cuando se produjo la construcción de las fortificaciones.
Se puede atribuir, en cambio, la mayoría de las construcciones a los períodos correspondientes a los reinados de los soberanos posteriores.
Las construcciones de Darío fueron luego acabadas y completadas por sus sucesores: su hijo Jerjes I añadió al complejo la Puerta de todas las Naciones, el Hadish, o incluso el Tripylon, y bajo Artajerjes I en 460 a. C., 1149 artesanos se encontraban presentes en las obras. El sitio permaneció en construcción hasta, por lo menos, 424 a. C., y quizás hasta la caída del Imperio persa: una puerta quedó inacabada, así como un palacio atribuido a Artajerjes III.
Al contrario de otras construcciones monumentales antiguas, griegas o romanas, la construcción de Persépolis no se llevó a cabo con mano de obra esclava, sino que trabajaron en ella obreros provenientes de todos los países del imperio: Babilonia, Caria, Jonia o Egipto.

### Destrucción

El Imperio aqueménida

Protegida por su ubicación en el corazón del Imperio aqueménida, Persépolis no contaba con defensas sólidas. Además, la posición al pie del Kuh-e Ramat representa un punto flaco a causa del débil desnivel al este, entre la terraza y el suelo. Este lado estaba protegido por una muralla y por torres.
La información acerca de la conquista y destrucción de Persépolis por Alejandro Magno procede principalmente de los textos de historiadores antiguos, especialmente Plutarco, Diodoro Sículo, y Quinto Curcio Rufo.
Ciertos elementos arqueológicos corroboran sus juicios, pero su versión de la destrucción de la ciudad es discutida: Duruy la pone en duda, pues «vemos que poco tiempo después de la muerte del conquistador, el sátrapa Peucestas sacrifica allí a las almas de Filipo II y de Alejandro».

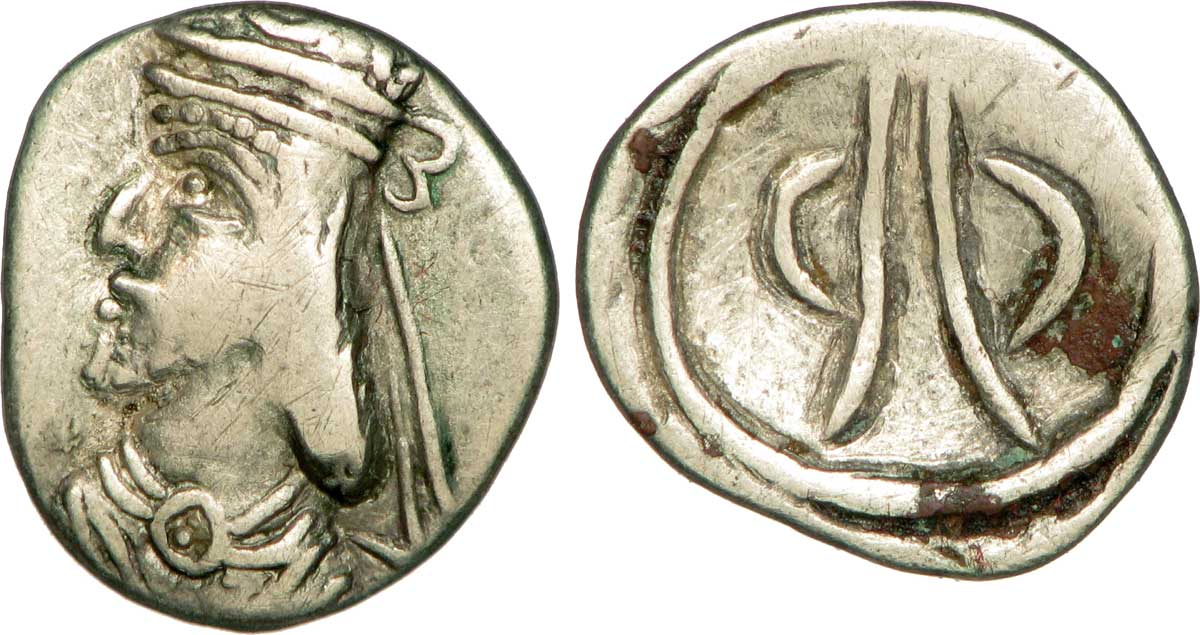
Hemidracma del reino de Persia, datado c. 100 a. C. - 100 d. C.

Según Plutarco, Diodoro Sículo y Quinto Curcio Rufo, la caída de Persépolis fue seguida de la matanza de sus habitantes y del saqueo de sus riquezas. Tiridatas, guardia del tesoro, hizo llevar ante Alejandro, cuyo ejército se acercaba, una carta de rendición en la que le ofrecía entrar en Persépolis como vencedor. De este modo, Alejandro podría hacerse rápidamente con las riquezas de la ciudad. Los textos, sin embargo, no mencionan su respuesta. Diodoro y Quinto Curcio Rufo se refieren, así mismo, al encuentro del ejército macedonio con un grupo de cuatro mil prisioneros griegos mutilados, o que habían sufrido malos tratos por parte de los persas, en camino hacia Persépolis. 

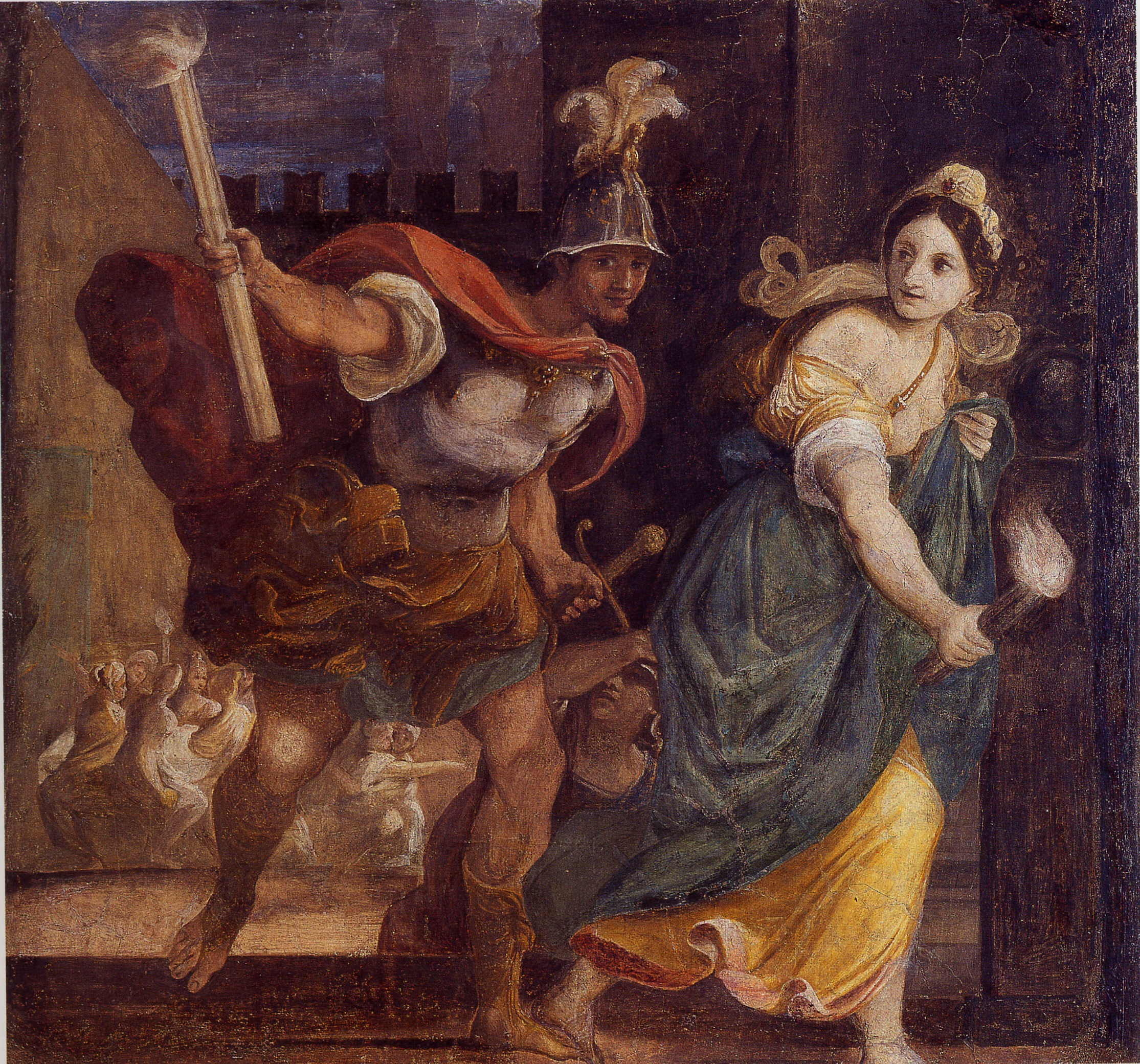
Alejandro y Tais incendiando Persépolis. Pintura de Lodovico Carracci

Tras haber tomado la ciudad en 331 a. C., Alejandro dejó allí una parte de su ejército y continuó su marcha. No regresó a Persépolis hasta algún tiempo después. Al final de un día de borrachera en honor de la victoria, Persépolis fue incendiada por orden del conquistador en mayo de 330 a. C. Las razones que motivaron esta destrucción son controvertidas. Plutarco y Diodoro relatan que un Alejandro borracho de vino habría lanzado la primera antorcha sobre el palacio de Jerjes a instigación de Tais, más tarde esposa de Ptolomeo, quien lanzó la segunda. Tais habría incitado a Alejandro y sus compañeros de armas a vengar así la destrucción aqueménida de Atenas por Jerjes I. Esta hipótesis podría ser corroborada por la intensidad de las destrucciones del Tripylon y del Hadish, que muestra que estos edificios construidos por Jerjes sufrieron en el incendio más que otros. Algunos autores afirman que el encuentro de los prisioneros mutilados, que provocaron la cólera y la tristeza del soberano, constituyó un motivo suplementario de represalias.
En realidad, los historiadores suelen sostener hoy en día que la razón de la destrucción de Persépolis fue aparentemente de orden político, reflejándose una decisión meditada por parte de Alejandro. Cuando el vencedor había ordenado salvar las ciudades tomadas y especialmente Babilonia, no ahorrando ningún gesto para reconciliarse con la población persa, hizo en Persépolis un gesto de alto alcance simbólico dictado por el contexto persa: el corazón ideológico del poder aqueménida se hallaba siempre en las capitales persas. Habiendo hecho la población un acto de sumisión forzada o voluntaria, seguía, sin embargo, vinculada ideológicamente a Darío III, el soberano legítimo, y estaba en malos términos con los conquistadores. La decisión fue, pues, incendiar el santuario dinástico persa para hacer patente a la población el cambio de poder. Duruy dice que así «Alejandro quiso anunciar a todo el Oriente, mediante esta destrucción del santuario nacional, el fin del dominio persa».La conquista de Persépolis supuso la caída del viejo orden mundial aqueménida y el comienzo de un nuevo orden en manos de Alejandro.
Los escritos antiguos mencionan el arrepentimiento expresado más tarde por un Alejandro apenado por su comportamiento. Para Briant, este arrepentimiento implica, de hecho, que Alejandro reconocía su fracaso político. La destrucción de Persépolis marca el fin del símbolo del poder aqueménida. El primer Imperio persa desapareció completamente con la muerte de Darío III, último emperador de su dinastía. La helenización comenzó con los seléucidas. Persépolis continuó, sin embargo, siendo utilizada por las dinastías persas sucesivas. Al pie de la terraza se encuentra un templo, quizás construido por los aqueménidas, y reutilizado por los seléucidas, luego por los fratadaras (guardianes del fuego).
La ciudad baja fue abandonada progresivamente en beneficio de su vecina Istajr en la época parta. Los grafitis atribuibles a los últimos reyes de Persia bajo los partos o al principio de la época sasánida muestran que el sitio había quedado, sin embargo, ligado a la monarquía persa, al menos simbólicamente. Por otra parte, una inscripción en pahlavi relata que un hijo de Ormuz I u Ormuz II dio un banquete y procedió a ofrecer un servicio de culto en Persépolis, que pudo seguir como lugar de culto varios siglos después del incendio de 330 a. C. Persépolis sirvió igualmente de referencia arquitectónica para ciertos elementos de las construcciones sasánidas como el palacio de Firuzabad.

### Primeras visitas a las ruinas: la época de los viajeros

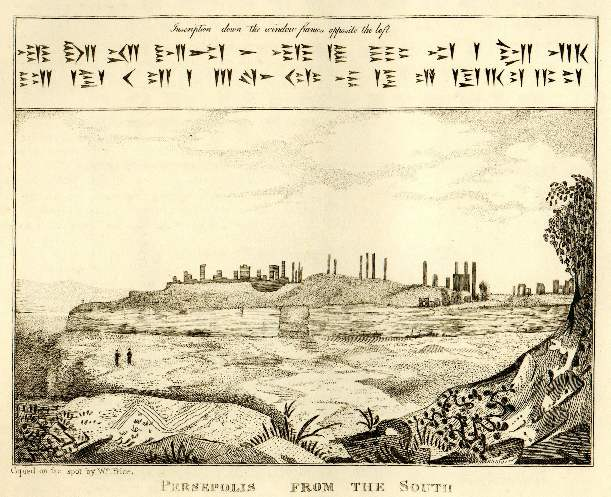
Persépolis vista desde el sur, por Jean Chardin (1711)

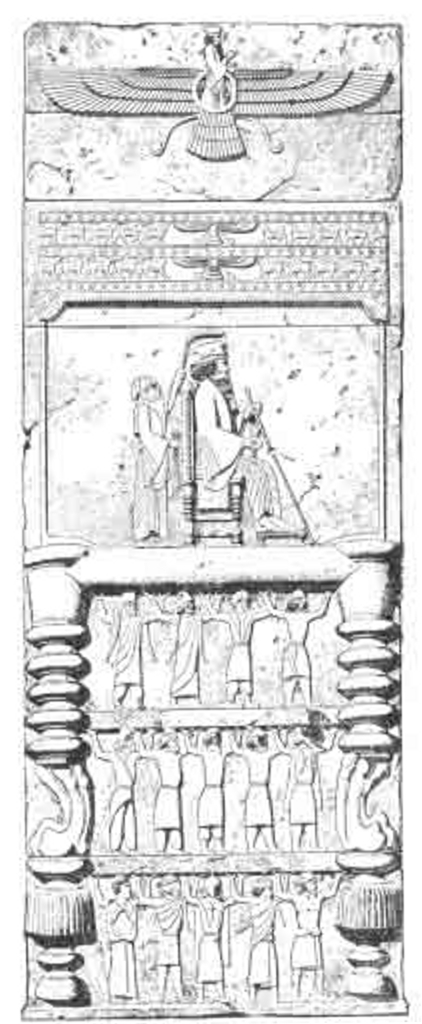
Bajorrelieve, por Eugène Flandin (1840)

Las ruinas fueron conocidas por los sasánidas por el nombre persa medio de st stwny («las cien columnas»), y desde el siglo XIII por el de Chehel minār («las cuarenta columnas»). El nombre actual de Tajt-e Yamshid parece provenir de una interpretación de los relieves que los relaciona con las hazañas del héroe mítico Jamshid. El sitio fue objeto de numerosas visitas por los occidentales del siglo XIV al siglo XVIII. Las simples observaciones anecdóticas de los comienzos fueron sustituidas progresivamente por trabajos cada vez más descriptivos::
- De paso hacia Catay en 1318, un monje viajero, de nombre Odorico, pasó por  Chehel minār sin detenerse en las ruinas. Es el primer europeo en mencionar el sitio. Le siguió, en 1474, un viajero veneciano, Giosafat Barbaro.

- El misionero portugués Antonio de Gouvea visitó el lugar en 1602. Observó las inscripciones cuneiformes y las representaciones de «animales con cabezas humanas».

- El embajador de España ante Abás el Grande, García de Silva Figueroa, describió por extenso el sitio arqueológico en una carta al marqués de Bedmar en 1619. Apoyándose en textos griegos, encontró claramente la relación entre Persépolis y Chehel Minār.

- De 1615 a 1626, el romano Pietro Della Valle visitó numerosos países de Oriente. Trajo de Persépolis copias de inscripciones cuneiformes que servirían más tarde para descifrar la escritura. Le siguieron los ingleses Dodmore Cotton y Thomas Herbert de 1628 a 1629, cuyo viaje tuvo por objeto estudiar y descifrar las escrituras orientales.

- De 1664 a 1667, Persépolis fue visitada por los franceses Jean de Thévenot y Jean Chardin. Thévenot anotó erróneamente en su obra Voyage au Levant que estas ruinas eran demasiado pequeñas para ser la morada de los reyes de la antigua Persia. Chardin atribuyó claramente el sitio a Persépolis. Se agregan los servicios del dibujante Guillaume-Joseph Grelot, que describe la ciudad real en una obra cuya calidad es alabada por Rousseau. ̝

- En 1694, el italiano Giovanni Francesco Gemelli-Carreri anotó las dimensiones de todas las ruinas a las que llega y estudió las inscripciones.

- En 1704, el neerlandés Cornelis de Bruijn observó y dibujó las ruinas. Publicó sus trabajos en 1711: Reizen over Moskovie, door Persie en Indie, después en 1718 en francés: Voyages de Corneille le Brun par la Moscovie, en Perse, et aux Indes Orientales.

### Misiones arqueológicas: la época de los científicos

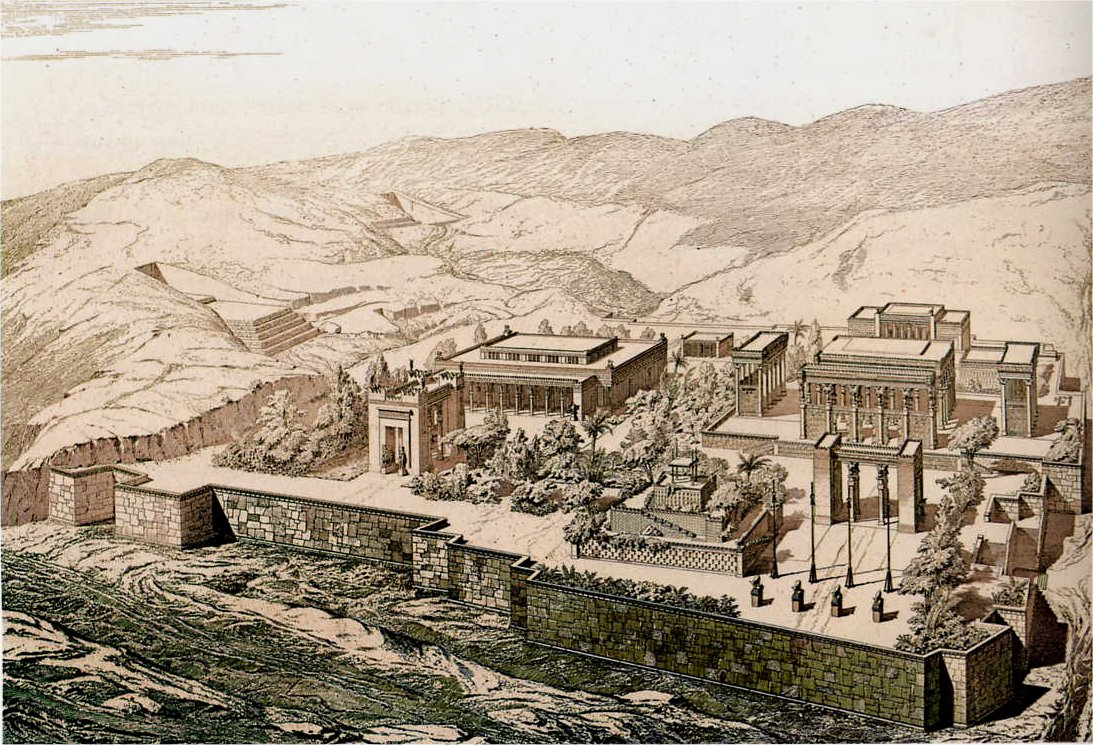
Persépolis a vista de pájaro, por Charles Chipiez (1884).

Los siglos XIX y XX vieron multiplicarse las misiones científicas a Persépolis:
- En 1839, comte Jaubert, el eminente arqueólogo Charles Texier, el conde Roger de La Bourdonnaye y el conde Philibert Bernard de La Guiche dirigieron una expedición en la primavera de 1839 y realizaron una descripción detallada y estudios precisos del yacimiento de Persépolis.[31]

- En 1840 y 1841, el pintor Eugène Flandin y el arquitecto Pascal Coste, adscritos a la embajada francesa, visitaron varias ruinas de Persia, entre ellas Persépolis. Elaboraron un estudio topográfico y descriptivo.

- Las primeras y verdaderas excavaciones arqueológicas fueron realizadas en 1878. Motamed-Od Dowleh Farhad Mirza, gobernador de Fars, dirigió los trabajos que sacaron a la luz una parte del Palacio de las cien columnas.

- Poco después, Charles Chipiez y Georges Perrot hicieron una exploración muy importante del sitio. Gracias a un estudio arquitectónico de las ruinas y de los restos excavados, Chipiez dibujó sorprendentes reconstrucciones de los palacios y monumentos tal y como, según su opinión, debieron de ser en la época aqueménida.

- Franz Stolze exploró los sitios arqueológicos de Fars y publicó el resultado en 1882.

- Jane y Marcel Dieulafoy efectuaron dos misiones arqueológicas en Persia (1881-82 y 1884-86. Exploraron Persépolis, de la que regresaron por primera vez con documentos fotográficos. Realizaron reconstrucciones y trajeron numerosas piezas arqueológicas.

- De 1931 a 1939, se llevaron a cabo excavaciones por Ernst Herzfeld y luego por Erich Friedrich Schmidt, comisionadas por el Instituto Oriental de Chicago de la Universidad de Chicago.

- Durante los años 1940, el francés André Godard, y luego el iraní A. Sami, prosiguieron las excavaciones por cuenta del Servicio Arqueológico Iraní (IAS). Luego, el IAS, bajo la dirección de A. Tajvidi, dirigió los trabajos de excavación y de restauración parcial en cooperación con los italianos Giuseppe y Ann Britt Tilia, del Istituto Italiano per il Medio ed Estremo Oriente. Estas excavaciones han revelado la existencia probable de otros dos palacios atribuidos a Artajerjes I y Artajerjes III, que han desaparecido.

- Entre 2008 y 2016, un equipo italo-iraní dirigido por Pierfrancesco Callieri y Alireza Askari Chaverdi descubrió la ciudad baja al pie de la terraza de Persépolis y una puerta monumental construida antes del reinado de Dario I.

No han sido aún excavadas todas las estructuras de Persépolis. Quedan dos montículos al este del Hadish y del Tachara, cuyos orígenes siguen siendo desconocidos.

### Historia reciente
En 1971 tuvieron lugar en Persépolis ceremonias fastuosas durante tres días con motivo de la celebración de los 2500 años de la monarquía. El sah Mohammad Reza Pahlevi invitó a numerosas personalidades internacionales. El fasto de las ceremonias, que movilizaron más de 200 servidores venidos de Francia para los banquetes, suscitó polémica en la prensa y contribuyó a empañar la imagen del sah. El monto de los gastos fue evaluado en más de 22 millones de dólares, y la financiación fue realizada en detrimento de otros proyectos urbanísticos o sociales. Además, las fiestas fueron acompañadas por la represión de los opositores al sah.

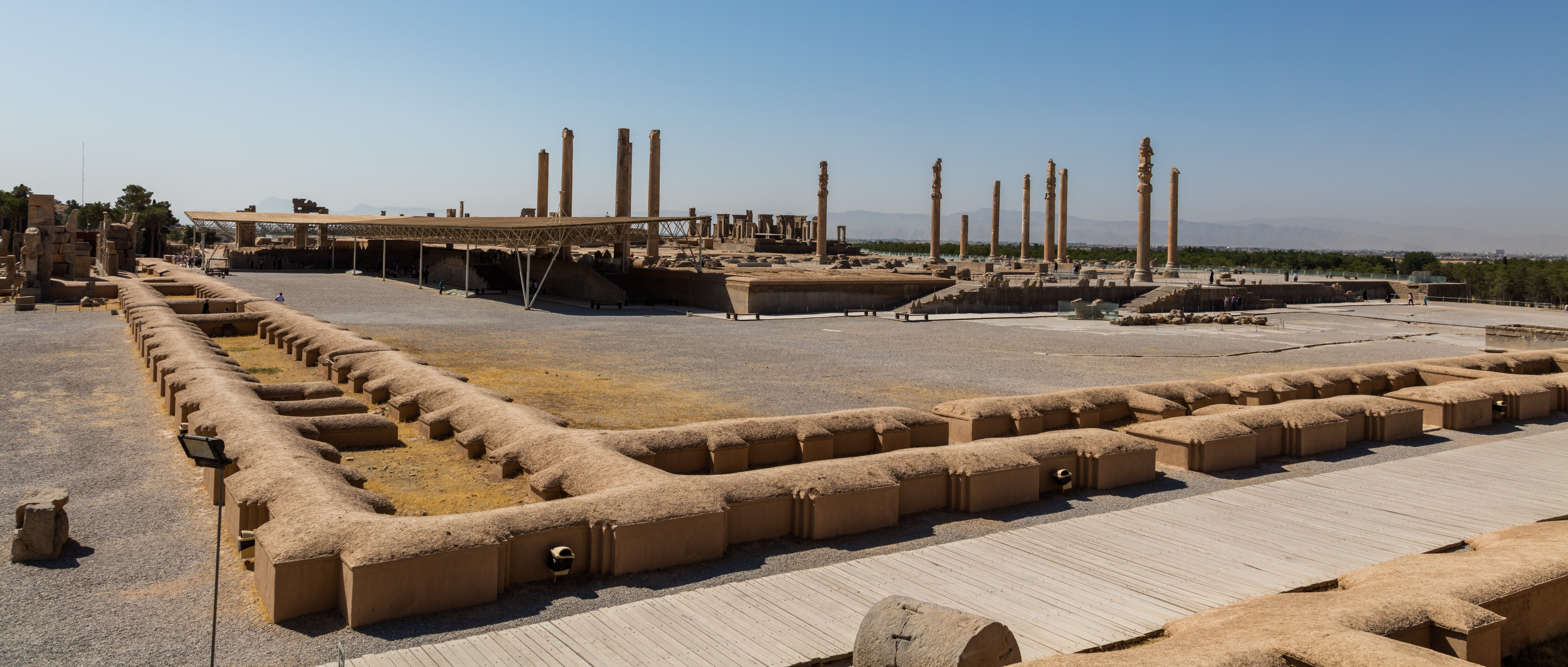
Persépolis, vista de Kuh-e Rahmat

Después de la revolución iraní y con el fin de erradicar una fuerte referencia cultural al período pre-islámico y a la monarquía, el ayatolá Sadeq Jaljalí intentó con sus partidarios arrasar Persépolis por medio de buldóceres. La intervención de Nosratollah Amini, gobernador de la  provincia de Fars, y la movilización de los habitantes de Shiraz, interponiéndose delante de los artefactos, permitieron salvar el sitio de la destrucción.
Persépolis es un medio frágil cuya preservación puede estar comprometida por la actividad humana. Se ha planteado la nocividad de ciertos componentes químicos de polución agrícola. Un programa de protección del sitio ha comenzado recientemente, con miras a limitar las degradaciones ligadas a la erosión y al paso de visitantes: han sido puestas unas cubiertas para proteger ciertos elementos, como la escalera este de la Apadana, y está previsto recubrir el suelo de los lugares de paso. La construcción de una barrera próxima a Pasargada ha motivado una polémica entre el ministerio iraní de Arqueología y el ministerio de Cultura y del patrimonio.[cita requerida] La subida de las aguas podría dañar numerosos sitios arqueológicos de la región, como Persépolis. Además, la construcción de una línea ferroviaria, cuyo trazado podría pasar por las proximidades de Persépolis y Naqsh-e Rostam, hace temer daños. Las acciones legales emprendidas por la Oficina de Fars de la Organización de Patrimonio Cultural y Turismo ya han provocado la condena del Ministerio de Transporte. Al mismo tiempo, se está tramitando una solicitud para incluir los yacimientos vecinos de Naqsh-e Rostam, Naqsh-e Rajab, Ishtakr y Kuh-e Ramat en la clasificación de Persépolis de la Unesco,
Asimismo, Persépolis es regularmente víctima de robos relacionados con el tráfico de antigüedades. Está prevista una ampliación del museo, aún no definida con exactitud: la clasificación del sitio como patrimonio mundial prohíbe cualquier modificación.

## El arte persepolitano

### Arquitectura
Los persas no poseían un bagaje arquitectónico propio: se trataba de un pueblo seminómada de pastores y jinetes. Ahora bien, desde su fundación por Ciro II, el Imperio persa se dota de construcciones monumentales. Al principio, inspiradas en los pueblos conquistados, los arquitectos aqueménidas integran estas influencias y proponen rápidamente un arte original. Si en Pasargada, el plan general muestra aún influencias nómadas con sus edificios estirados, dispersos en un inmenso parque, cincuenta años más tarde el de Persépolis es prueba de racionalización y de equilibrio: el plano cuadrado es sistematizado, las columnas son estrictamente colocadas (6×6 en la Apadana, 10×10 en el palacio de las Cien Columnas...), y comprende la mayor parte de las pequeñas salas del Harén y los anexos de los palacios. Las transiciones de los pórticos a los lados son unidas por torres angulares en la Apadana. Las dos grandes puertas y los diferentes pasos distribuyen la circulación hacia los edificios principales.
Estas realizaciones son creaciones originales, cuyo estilo resulta de la combinación de elementos resultantes de civilizaciones sometidas. No se trata de una hibridación, sino más bien de una fusión de estilos que crean uno nuevo. Resultante del saber hacer de los arquitectos y obreros de todo el imperio, la arquitectura persa es utilitaria, ritual y emblemática. Persépolis muestra así numerosos elementos que atestiguan estas fuentes múltiples.
De hecho, con la inclusión de Jonia en las satrapías del imperio, la arquitectura persa aqueménida está marcada por una fuerte influencia griega jónica, particularmente visible en las salas hipóstilas y los pórticos de los palacios de Persépolis. El auge del estilo jónico en Grecia es quebrado de golpe después de la invasión persa, pero se expresa de manera brillante en Persia, por medio de monumentos grandiosos. Arquitectos lidios y jonios son contratados en las obras de Pasargada, más tarde en las de Persépolis y Susa, quienes realizan los principales elementos, y se encuentran así grafitis en griego en las canteras próximas a Persépolis, que mencionan los nombres de los jefes canteros. Juegan un papel principal en la eclosión del estilo persa. La participación de griegos en la erección de columnas y en el ornamento de palacios en Persia se menciona en la inscripción de Susa, así como por Plinio el Viejo. Las columnas de Persépolis son efectivamente de estilo jónico, con un fuste acanalado y delgado: el diámetro es inferior a la décima parte de la altura, ninguna columna de Persépolis es más ancha de 1.9 m. Algunos capiteles llevan grifos inspirados en los grifos de bronce arcaicos griegos.
Entre los elementos de estilo faraónico egipcio fácilmente reconocibles, se pueden citar los sostenes de las cornisas que sobresalen en las puertas, así como el nacimiento de los capiteles. Algunos atribuyen también a los egipcios el aporte del pórtico.
La influencia de Mesopotamia está muy presente, en particular en la fórmula palatina asociada a dos palacios, uno para la audiencia pública y otro para la audiencia privada. Esta influencia es también visible en los motivos de palmetas o de rosetones florales que decoran relieves y palacio, o en los merlones dentados que recuerdan la forma de los zigurats, y que adornan las escaleras de los palacios. Los relieves esmaltados y policromos son de inspiración babilonia. Los ortostatos adornados con bajorrelieves de la Apadana, los hombres-toros alados de las puertas son de estilo asirio.
Presente en el Medio oriente antes de los persas, el principio de los espacios internos creados para los soportes y techos de madera, la sala hipóstila llega a ser el elemento central del palacio. El aporte de técnicas griegas permite a la arquitectura persa llevar a buen término diferentes construcciones donde el espacio tiene funciones diferentes: La apertura de grandes espacios mediante columnas altas y esbeltas fue una revolución arquitectónica exclusiva de Persia. Las salas hipóstilas se diseñaron para las multitudes y no sólo para los sacerdotes, como en Grecia y Egipto.

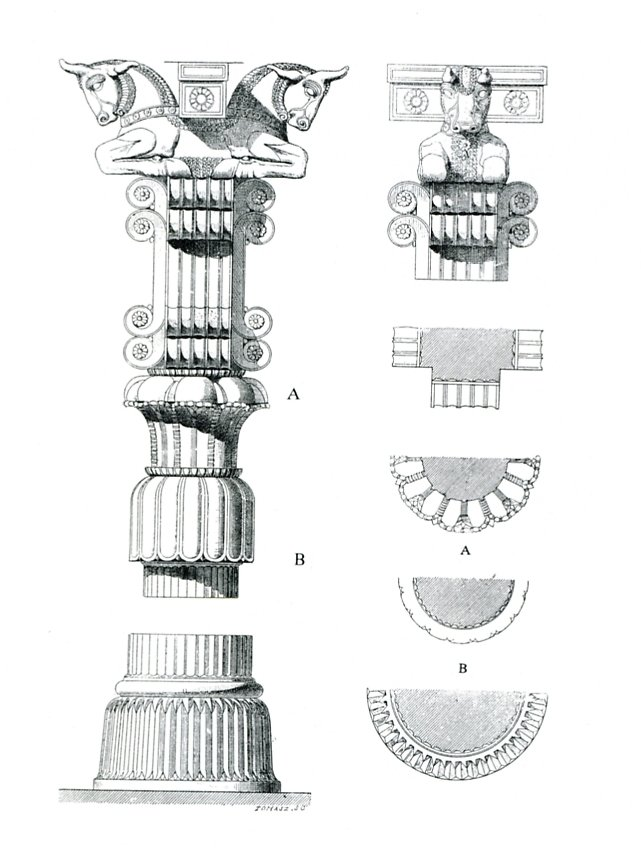
Columna de la Apadana, por Eugène Flandin, 1840

La mayoría de las columnas eran de madera, y reposaban eventualmente sobre una base de piedra; todas han desaparecido. Solo cuando la altura era demasiado importante era utilizada la piedra: en la Apadana, en la Puerta de las Naciones. Las columnas de piedra que han subsistido son muy heterogéneas y muestran una influencia de las diferentes civilizaciones del imperio, lo que no es quizás inocente: la base campaniforme es una creación aqueménida, pero sin duda de inspiración hitita; el fuste acanalado es jonio;  el capitel, de una altura desmedida que puede ir hasta un tercio de la columna, comienza por un capitel de estilo egipcio seguido de un pilar cuadrado de doble voluta, una creación iraní inspirada en motivos asirios; el conjunto es coronado con una imposta teriomorfa, otro motivo importado, de Mesopotamia, pero su función de sostén de vigas es inédita. Se puede ver allí un resumen de la diversidad del imperio.
Como todos los palacios aqueménidas, los de Persépolis tenían sistemáticamente los muros de adobe, lo que puede parecer sorprendente en una región donde la piedra de construcción está disponible en cantidad. Es, de hecho, una característica común a todos los pueblos de Oriente, que han reservado los muros de piedra a los templos y a las murallas. Ningún muro de Persépolis ha sobrevivido pues, los elementos aún en pie son los chambranas de las puertas y las columnas de piedra.
Aunque su construcción se haya extendido durante dos siglos, Persépolis muestra una notable unidad de estilo que caracteriza al arte aqueménida: iniciado en Pasargada, acabado bajo Darío en Persépolis, no se notan evoluciones notables tanto en la arquitectura como en las decoraciones o en las técnicas. Solo las últimas tumbas reales han perdido la distinción respecto a las de Naqsh-e Rostam, sin duda por falta de sitio, pero sus bajorrelieves son estrictamente idénticos al de Darío.

### Escultura

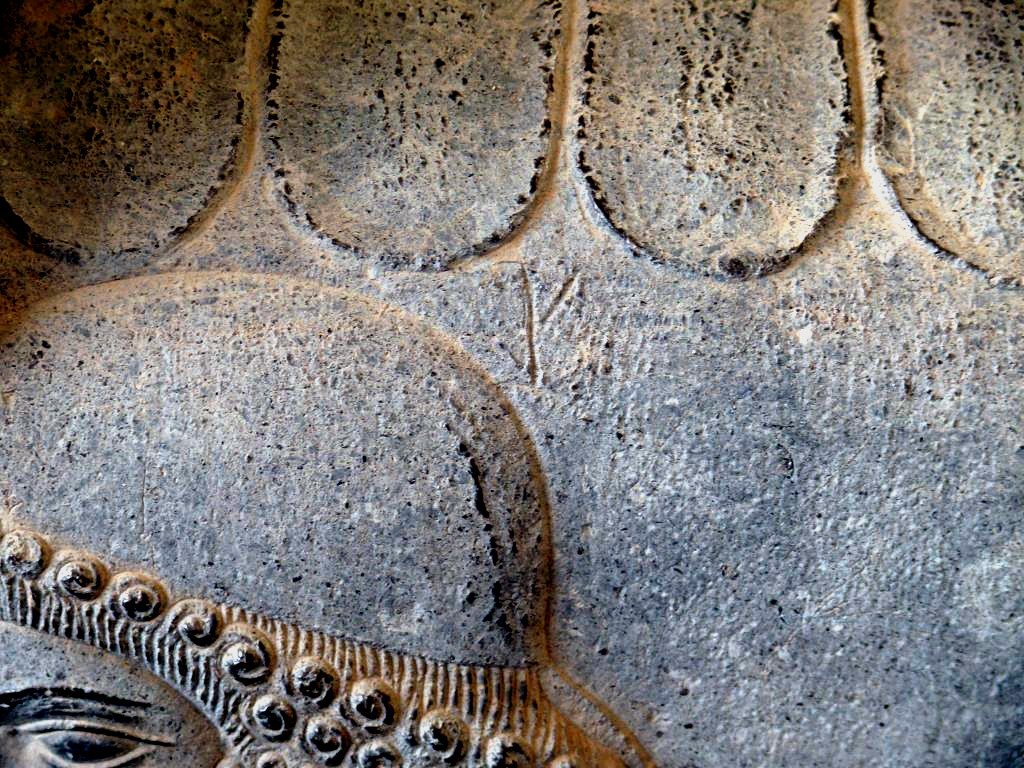
Detalle con la firma del artista (Tripylon).

La forma más conocida y más extendida de la escultura aqueménida es el bajorrelieve, expresándose particularmente en Persépolis. Decoran sistemáticamente las escaleras, los lados de las plataformas de los palacios y el interior de los vanos. Se supone igualmente que eran utilizados en la decoración de las salas hipóstilas. Se pueden ver las inspiraciones egipcias y asirias, incluso griega por la fineza de la ejecución, sabiendo que muchos artesanos y esclavos procedían de estas regiones.. Se encuentra la mayoría de los estereotipos de las representaciones orientales antiguas: todos los personajes son representados de perfil. Si la perspectiva está presente de vez en cuando, los diferentes planos son reflejados generalmente uno bajo otro. Las proporciones entre los personajes, los animales y los árboles no son respetados. Además, el principio de isocefalia es aplicado estrictamente, incluso en diferentes peldaños de las escaleras. Los temas representados se componen de los desfiles de representantes de los pueblos del imperio, de nobles persas, de guardias, de escenas de audiencia, de representaciones reales y de figuras de combates que oponen un héroe real a animales reales o imaginarios. Estos bajorrelieves son notables por su calidad de ejecución, cada detalle es reflejado con una gran fineza.

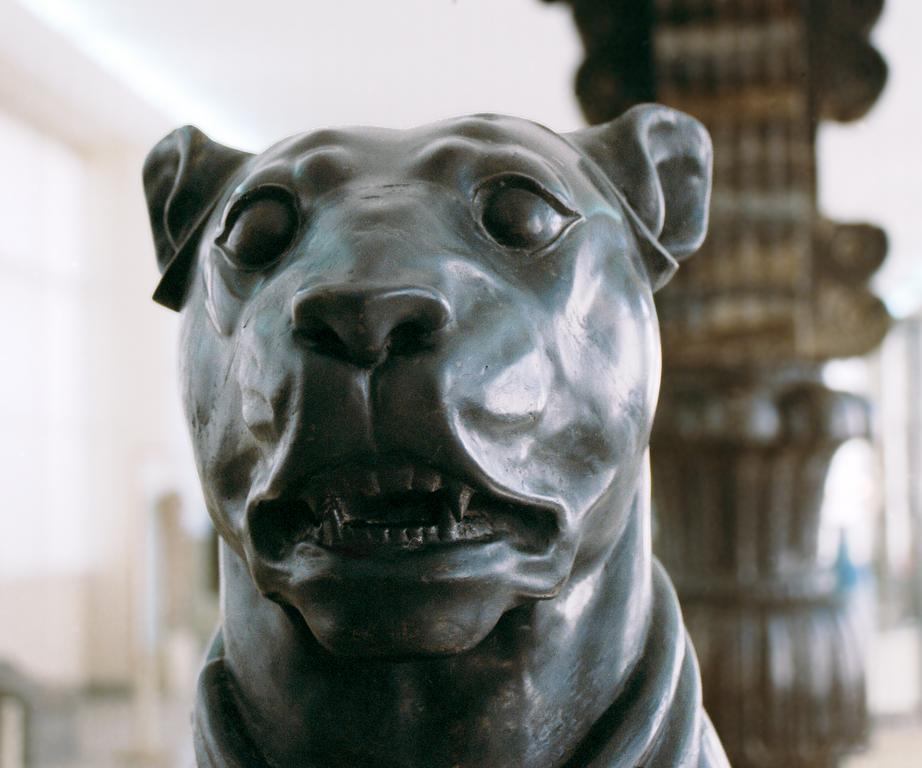
Estatua de un perro, proveniente de la torre sudeste de la Apadana, Museo Nacional de Irán.

Se conoce muy poco de las esculturas aqueménidas de bulto redondo, la de Darío, encontrada en Susa, es la más conocida, pero no se trata sin embargo de un ejemplo único. Heródoto y Plutarco hacen referencia, respectivamente, a una estatua de oro de Artistona (esposa real de Darío I) y a una gran estatua de Jerjes I en Persépolis.
Sin embargo, numerosos elementos de la decoración pueden ser considerados como altorrelieves. Es utilizado, sobre todo, para representaciones de animales reales o mitológicos, a menudo incluso como elementos arquitectónicos en las puertas y los capiteles. Son esencialmente toros, que son representados como guardianes de las puertas, así como en el pórtico de la sala de las Cien Columnas. Los capiteles de las columnas acaban en impostas de prótomes de animales: toros, león, grifos... Los animales están muy estilizados, sin ninguna variación. Algunas estatuas en altorrelieve han sido encontradas, como la que representa un perro, que decoraba una torre angular de la Apadana.

### Policromía
La utilización de colores ha sido desestimada, a menudo, debido a las numerosas alteraciones que sufren los pigmentos durante el tiempo. Intemperie, fragilidad de las capas, o perecibilidad de los pigmentos orgánicos, son las razones principales. Otras degradaciones pueden sobrevenir debido a manipulaciones, tratamientos de conservación, y de renovación de las obras. Limpiezas, aplicaciones de barniz, capas protectoras, incluso retoques coloreados han sido la causa de la aparición de falsos tintes, o de degradación de objetos. Estas manipulaciones, como la evidencia de componentes artificiales de pinturas modernas sobre ciertas obras empujan a los científicos a examinar con prudencia y minucia todo descubrimiento de rastros coloreados en las esculturas y objetos aqueménidas.
La evidencia de múltiples colores en numerosas obras en la mayoría de los palacios y edificios persepolitanos atestiguan la riqueza y la omnipresencia de pinturas policromas en Persépolis.No se trata sólo de pruebas basadas en restos persistentes de pigmento en los objetos, sino de pruebas consistentes, como aglomerados de pintura que forman grumos, colores que se han fijado en masa en cuencos encontrados en muchos lugares del yacimiento.
Dichos colores eran utilizados no solo en los elementos arquitectónicos (muros, relieves, columnas, puertas, suelos, escaleras, estatuas), sino también en los tejidos y otras decoraciones. Ladrillos barnizados, revestimiento de suelos de cal coloreada con ocre rojo o suelos yesosos verde grisáceos, columnas pintadas y otras colgaduras engalanaban así de múltiples colores los interiores y exteriores de los palacios. Pocos rastros de color rojo han sido encontrados en la estatua de Darío conservada en el Museo nacional de Teherán.

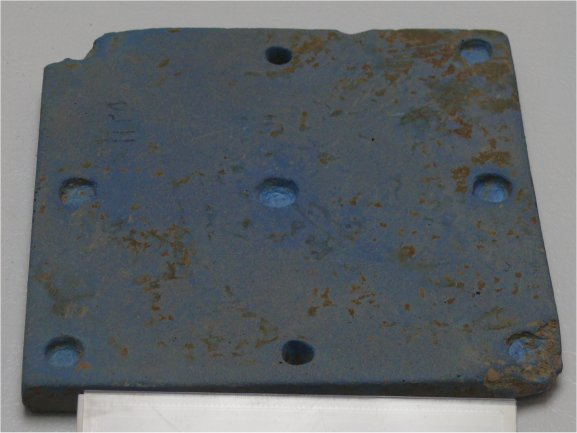
Azulejo esmaltado, Museo de Persépolis.

La gran paleta de los colores encontrada da una idea de la riqueza polícroma: negro (asfalto), rojo, (vidrio rojo opaco, bermellón, hematites de ocre rojo), verde, azul egipcio, blanco, amarillo (ocre o dorado). La utilización de pigmentos vegetales es evocada, pero no ha sido demostrada.
Puede, sin embargo, ser difícil reconstituir con precisión la verdadera paleta de colores presente en un lugar preciso, varios relieves o palacios restaurados utilizan piezas o fragmentos procedentes de varios lugares. El examen de las diferencias entre ciertos relieves y sus dibujos anteriores por Flandin, ha permitido, por ejemplo, poner en evidencia los errores de restauraciones de una esfinge.

## Complejo palacial

### Terraza

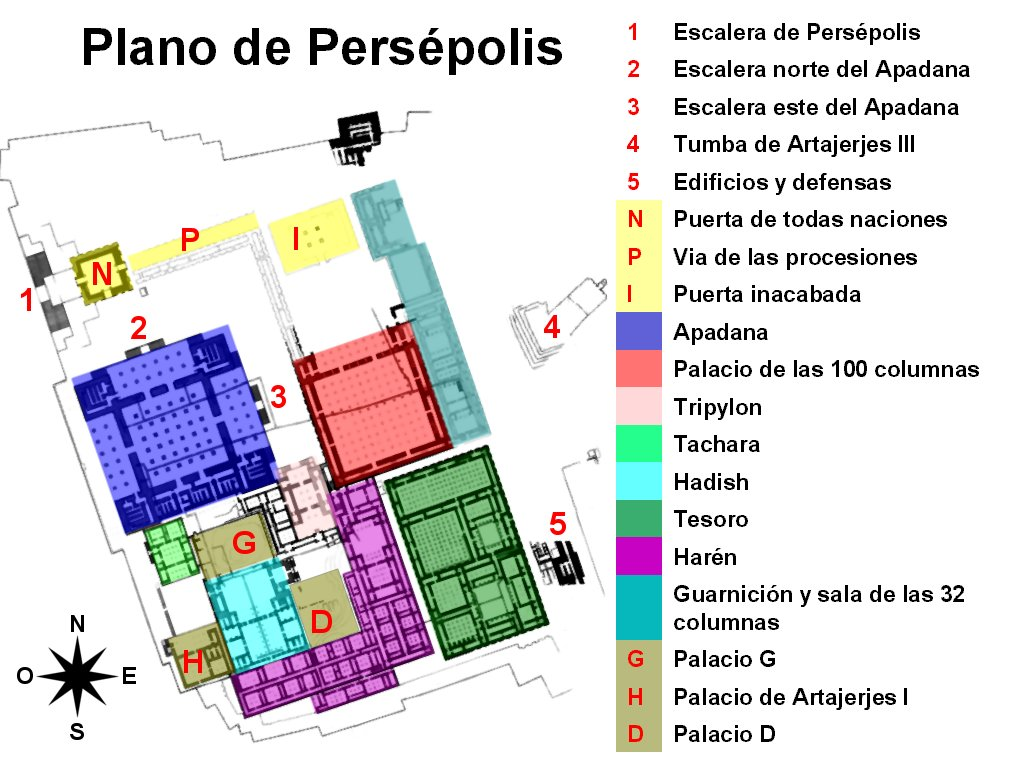
Plano de Persépolis

El complejo palatino de Persépolis descansa sobre una terraza de 450×300 m, (125 000m ⋅2) y 14 m de alto, que presenta cuatro niveles de 2 m. La entrada desemboca en el nivel reservado a las delegaciones. Los barrios de los nobles están en un nivel superior. Los barrios reservados al servicio y a la administración están situados en el nivel más bajo. Los barrios reales están en nivel más alto, visibles para todos. La piedra más utilizada para la construcción es la caliza gris. La organización de las construcciones sigue un plano rigurosamente ortogonal o hipodámico.
El lado este de la terraza está formado por el Kuh-e Rahmat, en cuya pared rocosa están excavadas las sepulturas reales que dominan el yacimiento. Los otros tres lados están formados por un muro de contención cuya altura varía de 5 a 14 m. El muro está compuesto por enormes piedras talladas, ajustadas sin mortero y fijadas por medio de clavijas metálicas. La fachada oeste constituye la entrada del complejo y presenta el acceso principal a la terraza bajo la forma de una escalera monumental.
La nivelación del suelo rocoso está asegurado por el relleno de las depresiones con tierra y piedras. El aterrazamiento final está realizado por medio de pesadas piedras unidas entre ellas por clavijas metálicas. En el curso de esta primera fase preparatoria, la red de drenaje y de abducción de agua es puesta en marcha, a veces tallada en la misma roca. Los bloques han sido tallados y formateados con la ayuda de buriles y con herramientas mineras, permitiendo la fragmentación de las piedras en superficies planas. El levantamiento y posicionamiento de las piedras han sido asegurados por medio de tablas.
En la fachada sur, han sido encontradas inscripciones cuneiformes trilingües. El texto, redactado en elamita, es comparado con una inscripción del palacio de Susa. Estas inscripciones podrían corresponder al emplazamiento de la entrada inicial del complejo, antes de la construcción de la escalera monumental y la adición de la Puerta de todas las Naciones.

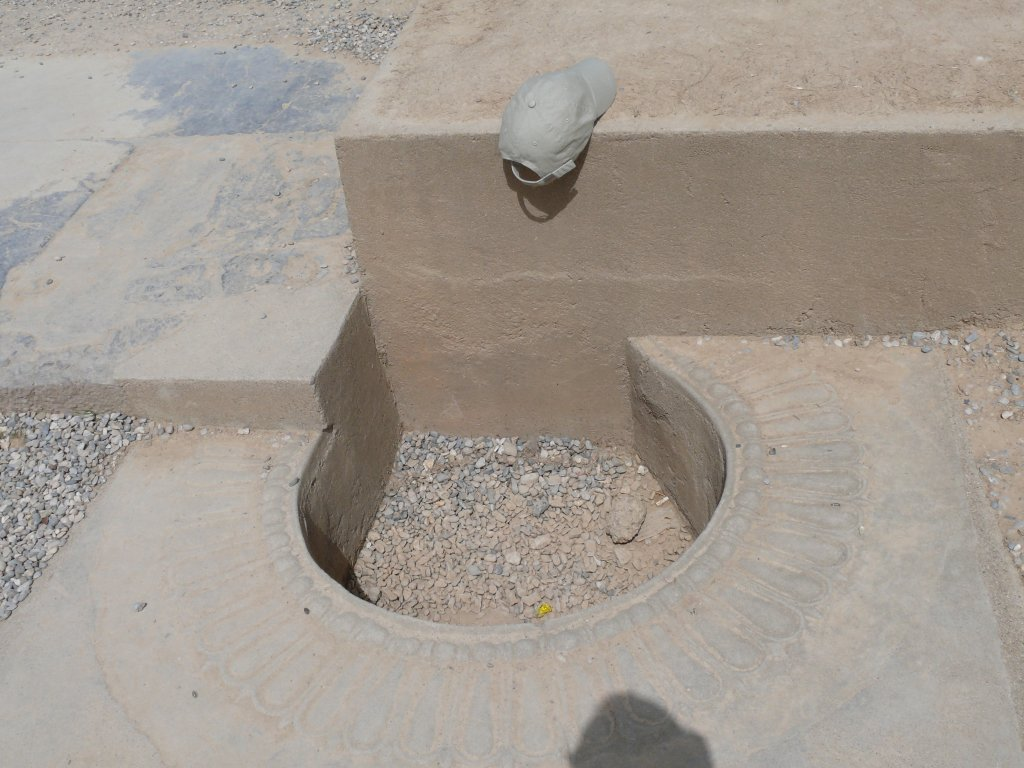
Hueco de pivote para bisagra de puerta.

La configuración de la terraza sugiere que su concepción ha tomado en cuenta imperativos de defensa del sitio en caso de ataque. Un muro y las torres constituían el perímetro, reforzado en el este por un terraplén y por torres. La angularidad de los muros permite a los defensores cubrir un máximo de campo visual del exterior. La terraza soporta un número impresionante de construcciones colosales, realizadas en caliza gris procedente de la montaña adyacente. Estas construcciones se distinguen por la gran utilización de columnatas y de pilares, de las que un buen número ha quedado en pie. Los espacios hipóstilos son constantes, cualquiera que sea su dimensión. Asocian las salas que cuentan con noventa y nueve, cien, treinta y dos, o dieciséis columnas, seguidas de arreglos variables (20 x 5 para una sala del Tesoro, 10 x 10 para el Palacio de las cien columnas). Algunas de estas construcciones no han sido acabadas. Los materiales y restos utilizados por los obreros han sido encontrados también, no habiendo sido limpiados. Fragmentos de recipientes que sirvieron para almacenar pintura han sido sacados a la luz por casualidad en 2005 cerca de la Apadana. Confirman los indicios ya conocidos que atestiguan la utilización de pinturas para la decoración de los palacios.

### Escalera principal (o escalera de Persépolis)

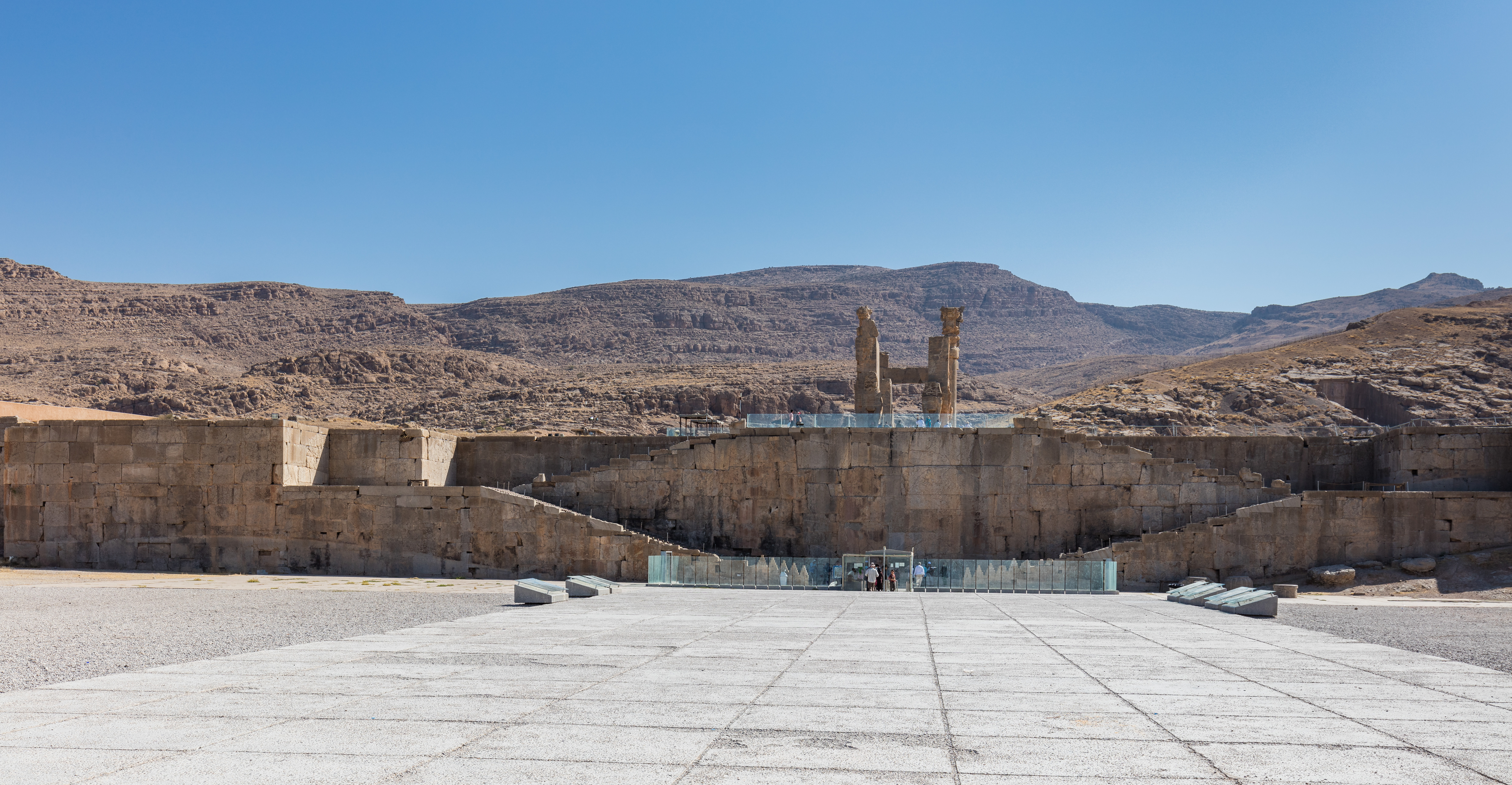
Escalera principal.

El acceso a la terraza se hace por la fachada occidental, mediante de una escalera monumental, simétrica y de dos tramos divergentes que luego convergen. Este acceso, añadido por Jerjes, reemplaza el acceso original del sur de la terraza. La escalera se convierte entonces en la única entrada importante. Unos accesos secundarios pudieron existir en el tramo este, cuya altura era menor debido a la inclinación del suelo. Está construida con bloques de piedra tallada unidos por clavijas.Cada tramo tiene 111 escalones, de 6,9 m de ancho y 31 cm de profundidad, con una pendiente de 10 cm. La escasa pendiente permite el acceso de jinetes y caballos. Algunas piedras permitieron la talla de cinco escalones. La escalera se cerraba en la parte superior con puertas de madera cuyas bisagras pivotaban en huecos excavados en el suelo. Conduce a un pequeño patio que da a la puerta de todas las naciones.

### Puerta de todas las Naciones
La Puerta de todas las naciones, o Puerta de Jerjes, fue construida por Jerjes I, hijo de Darío. La supuesta fecha de su construcción es 475 a. C..
La entrada occidental, guardada por dos toros colosales que componen los montantes, mide 5.5 m de alto y es de inspiración asiria. Da sobre un vestíbulo central de 24,7 m². Los bancos de mármol se alinean en las paredes del vestíbulo, que originalmente estaba cubierto. El tejado era soportado por cuatro columnas de 18,3 m de alto, simbolizando palmeras, y cuyas cúspides esculpidas representaban hojas de palma estilizadas. En la entrada occidental se suman dos salidas: una hacia el sur, que se abre sobre el patio de la Apadana, y otra hacia el este, que se abre sobre la vía de las procesiones. Esta última es guardada por un par de estatuas colosales que representan hombres-toro alados, o lammasus. Estas figuras protectoras están también presentes en los capiteles de las columnas del Tripylon. Se observan restos de pies en la base de los montantes de la puerta inacabada. Cada entrada de la Puerta de todas las Naciones era cerrada por una puerta de madera de dos batientes, cuyas charnelas pivotaban en los alvéolos practicados en el suelo. Las puertas estaban adornadas con metales preciosos.

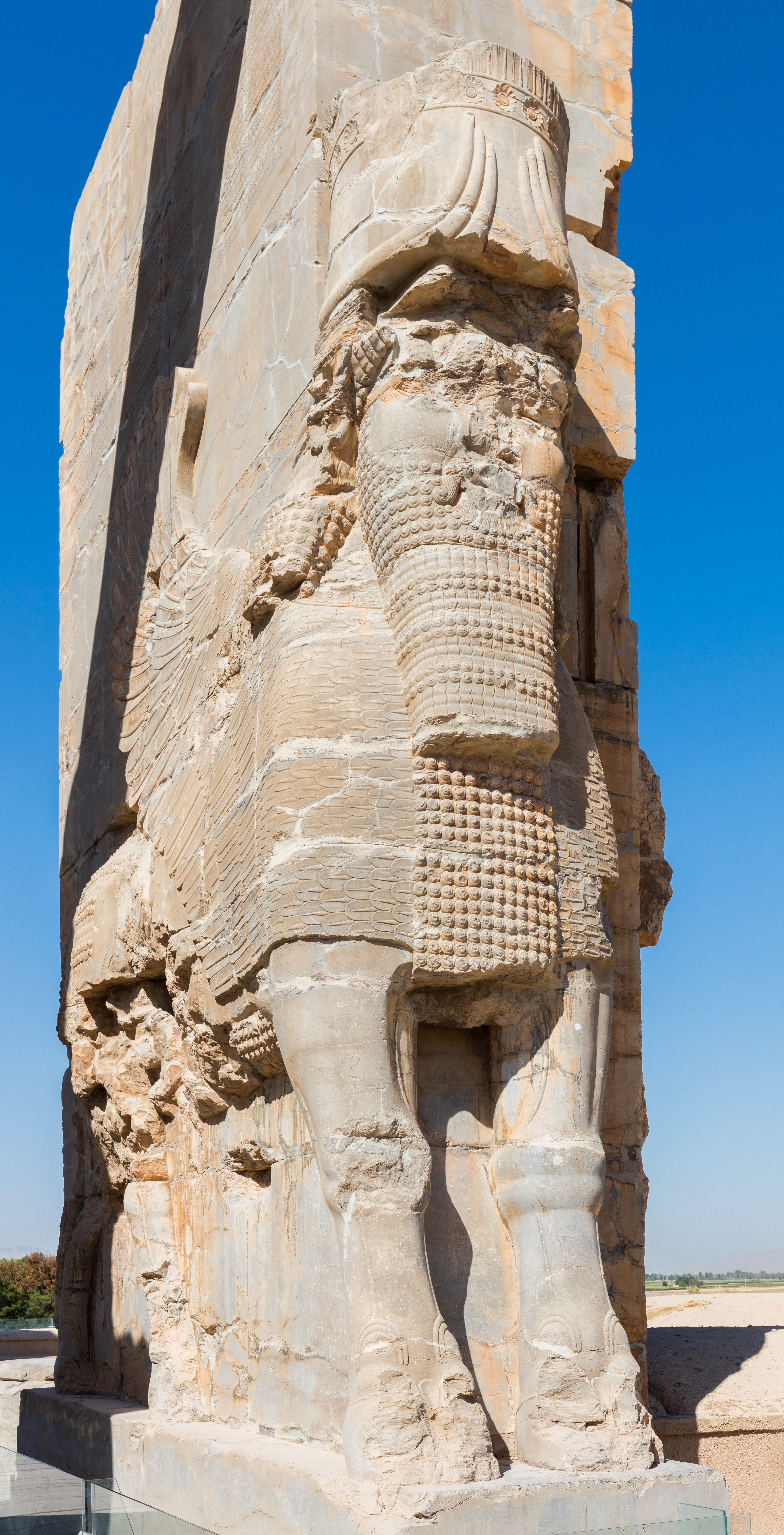
Toros de la Puerta de las naciones (acceso oeste)
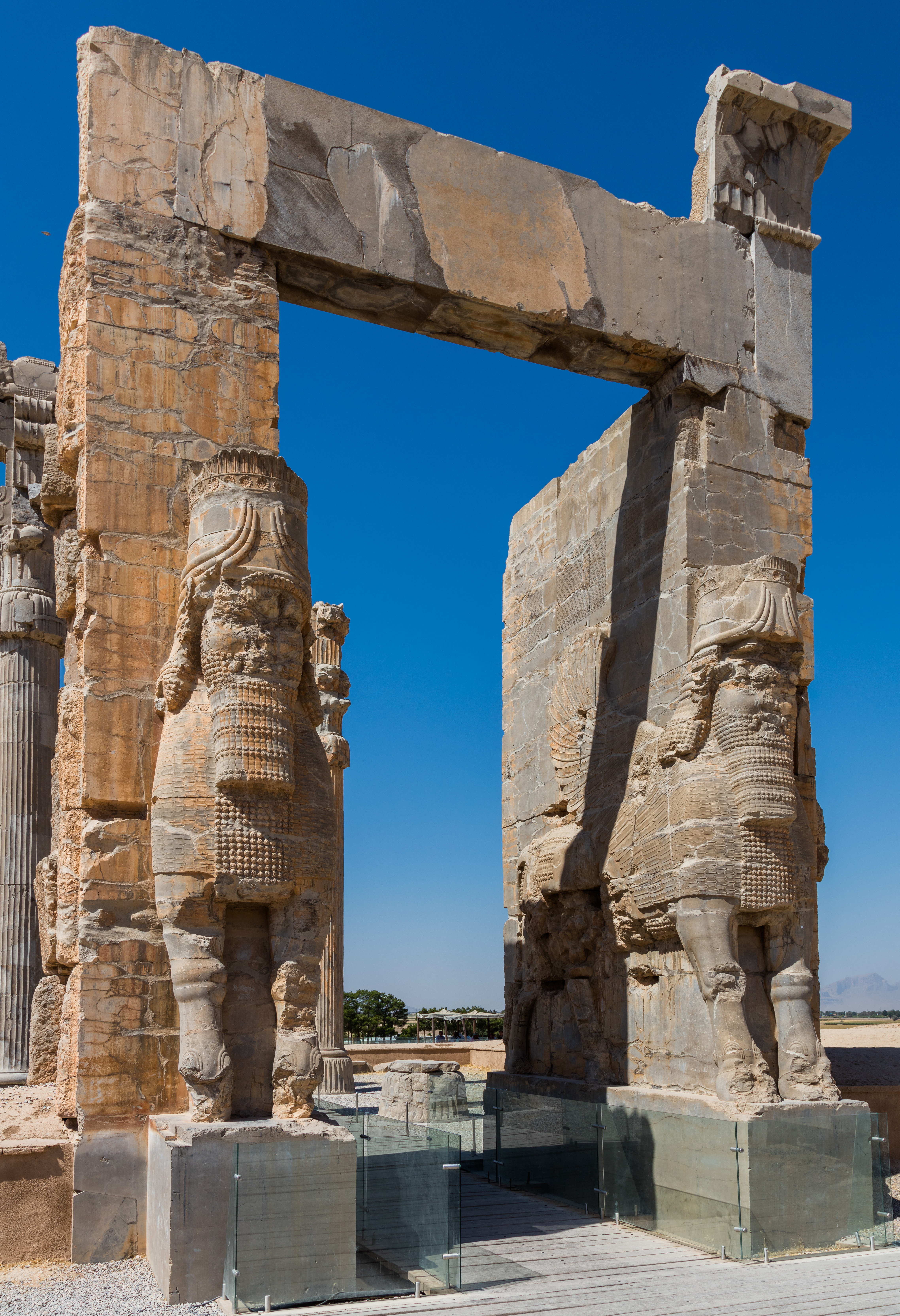
Puerta de las naciones (vista oeste)
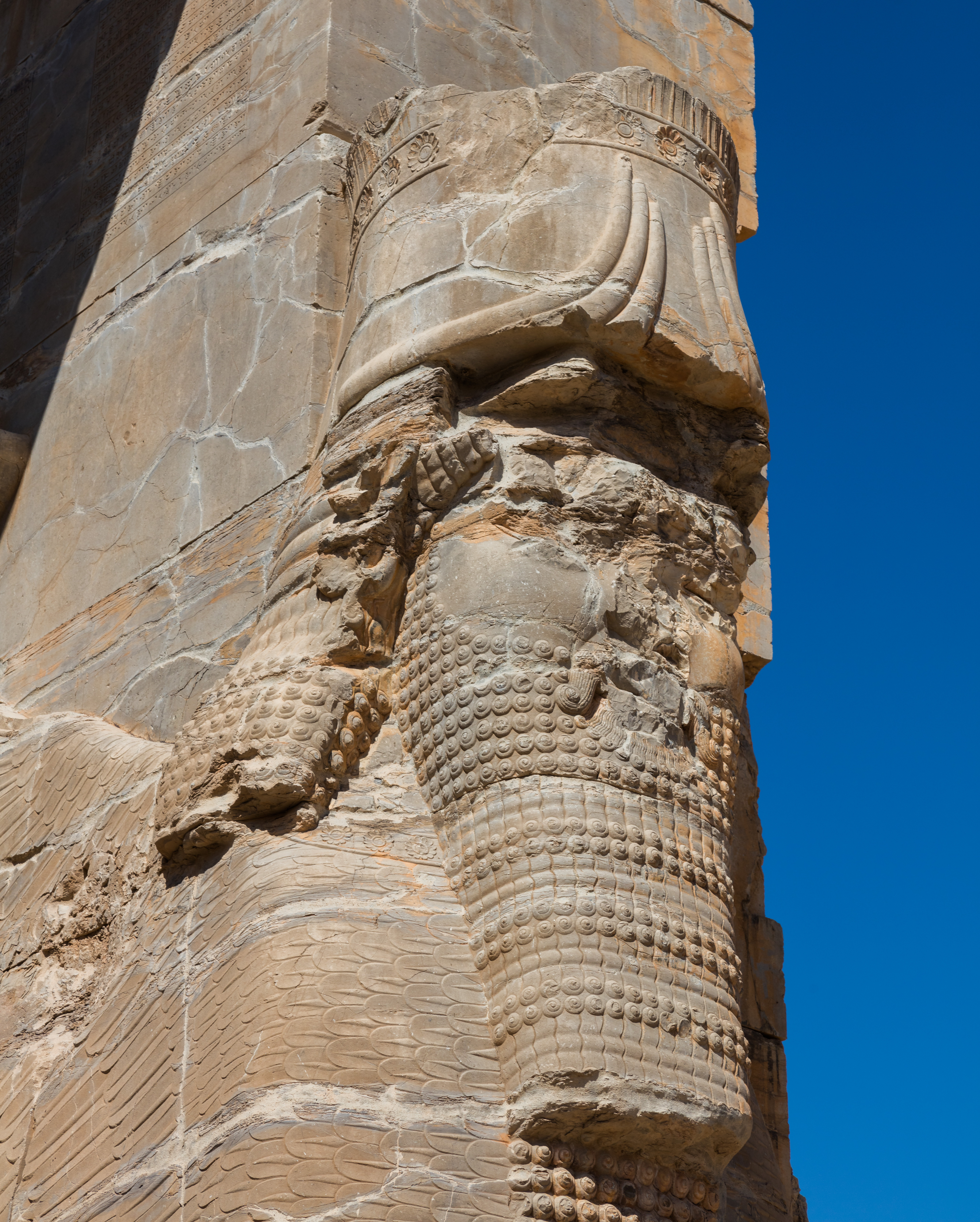
Detalle de uno de los toros
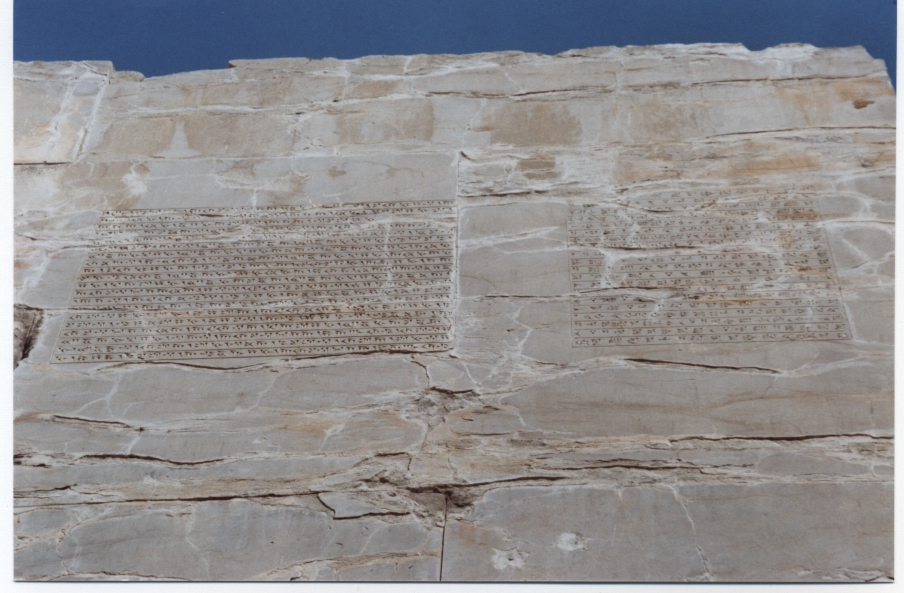
Puerta de las naciones: Inscripción cuneiforme de Jerjes
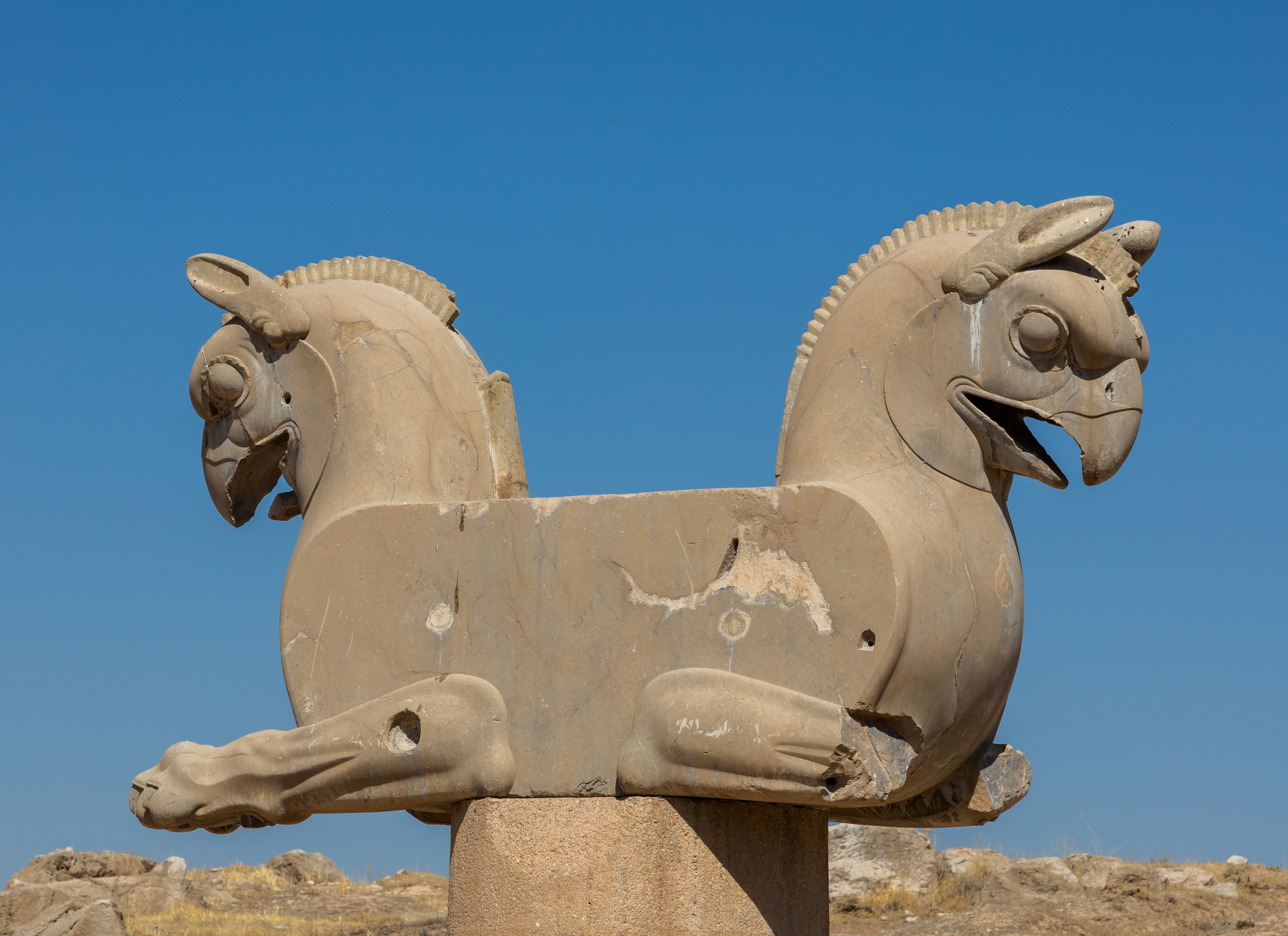
Capitel de columna con prótomos de grifos (vía procesional)

Una inscripción cuneiforme está grabada encima de los toros de la fachada occidental, en las tres lenguas principales del imperio (antiguo idioma persa, babilonio, y elamita):
{{cita|Ahuramazda es un gran dios que creó esta tierra, que creó el cielo, que creó al hombre, que creó la felicidad del hombre, que hizo a Jerjes rey, rey de muchos, señor de muchos.

«Yo soy Jerjes, el gran rey, rey de reyes, el rey de los pueblos con numerosos orígenes, el rey de esta gran tierra, el hijo del rey Darío, el aqueménida.

El rey Jerjes declara: «Gracias a Ahuramazda, yo he hecho este Pórtico de todos los pueblos; hay muchas cosas buenas que han sido hechas en Persia, que yo he hecho y que mi padre ha hecho. Todo lo que ha sido hecho más allá, que parece bueno, todo eso lo hemos hecho gracias a Ahuramazda.

El rey Jerjes declara: «Que Ahuramazda me protege, así como a mi reino, y lo que yo he hecho, y lo que mi padre ha hecho, que Ahuramazda lo proteja también.
Esta inscripción permite pensar que la Puerta de todas las Naciones fue llamada así por Jerjes en referencia a los múltiples pueblos y reinos que formaban el imperio aqueménida. Esta inscripción se halla también encima de los lammasus.

### Vía de las procesiones y Puerta inacabada
Bordeando de oeste a este la parte norte de la terraza, la vía de las procesiones lleva de la Puerta de todas las Naciones a una construcción similar: la Puerta inacabada, también llamada el Palacio inacabado, llamada así porque no estaba acabada cuando la destrucción del sitio por Alejandro. Esta puerta se encuentra en el ángulo nordeste de la terraza, y tiene cuatro columnas. Desemboca en un patio que se abre sobre el Palacio de las Cien columnas. La rodeaba un doble muro por sus dos lados, protegiendo la Apadana y los palacios particulares de las miradas. Hoy solo queda la parte baja de estos muros, pero algunos piensan que alcanzaban la altura de las estatuas de lammasus. Puede observarse, en una estancia en un lado de la vía, dos cabezas de grifos parcialmente restaurados que parecen no haber estado sobre las columnas, quizás destinados a una construcción ulterior.

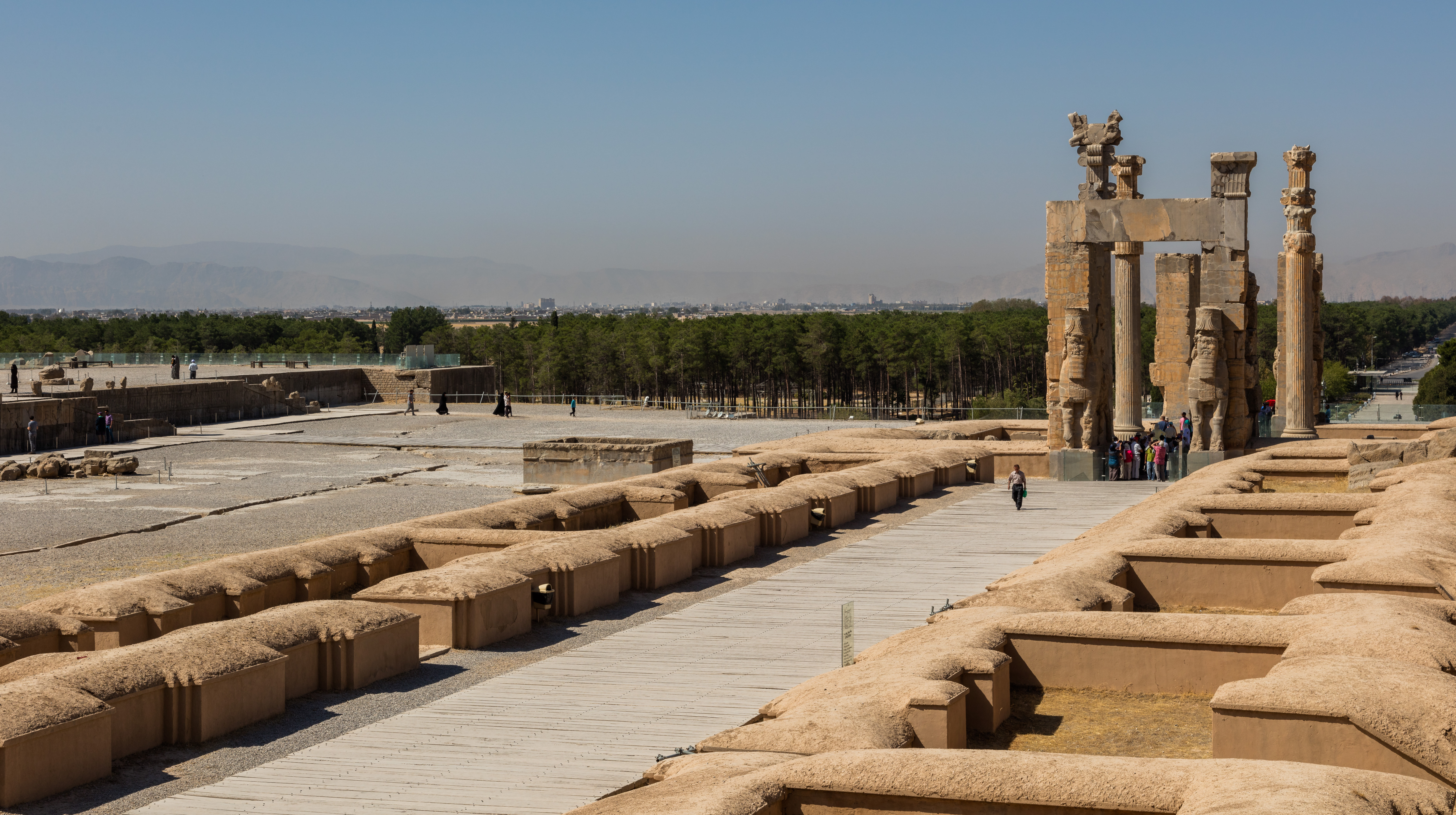
Vía de las procesiones (vista este)
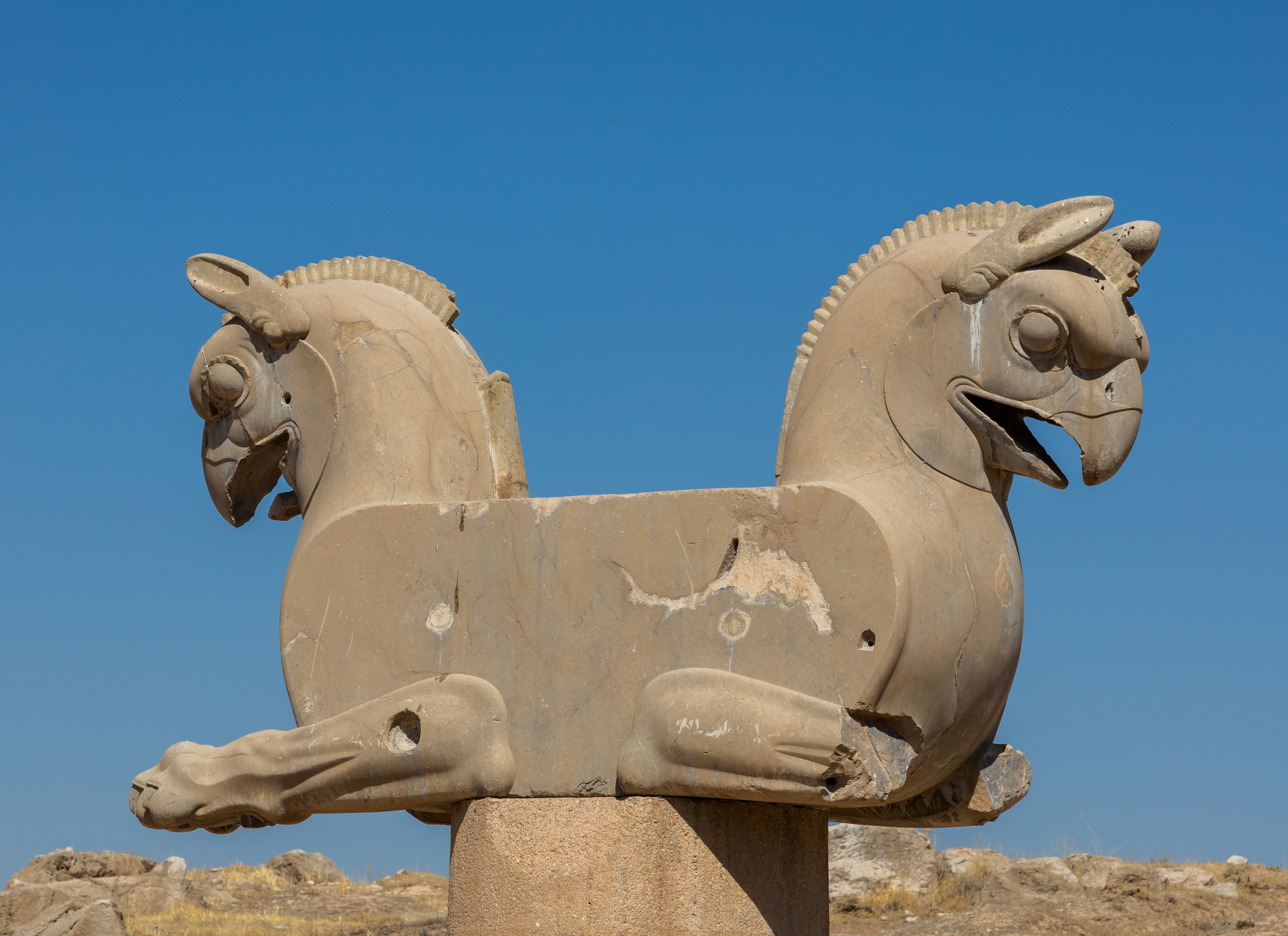
Capitel de columna con prótomos de grifos (vía de las procesiones)
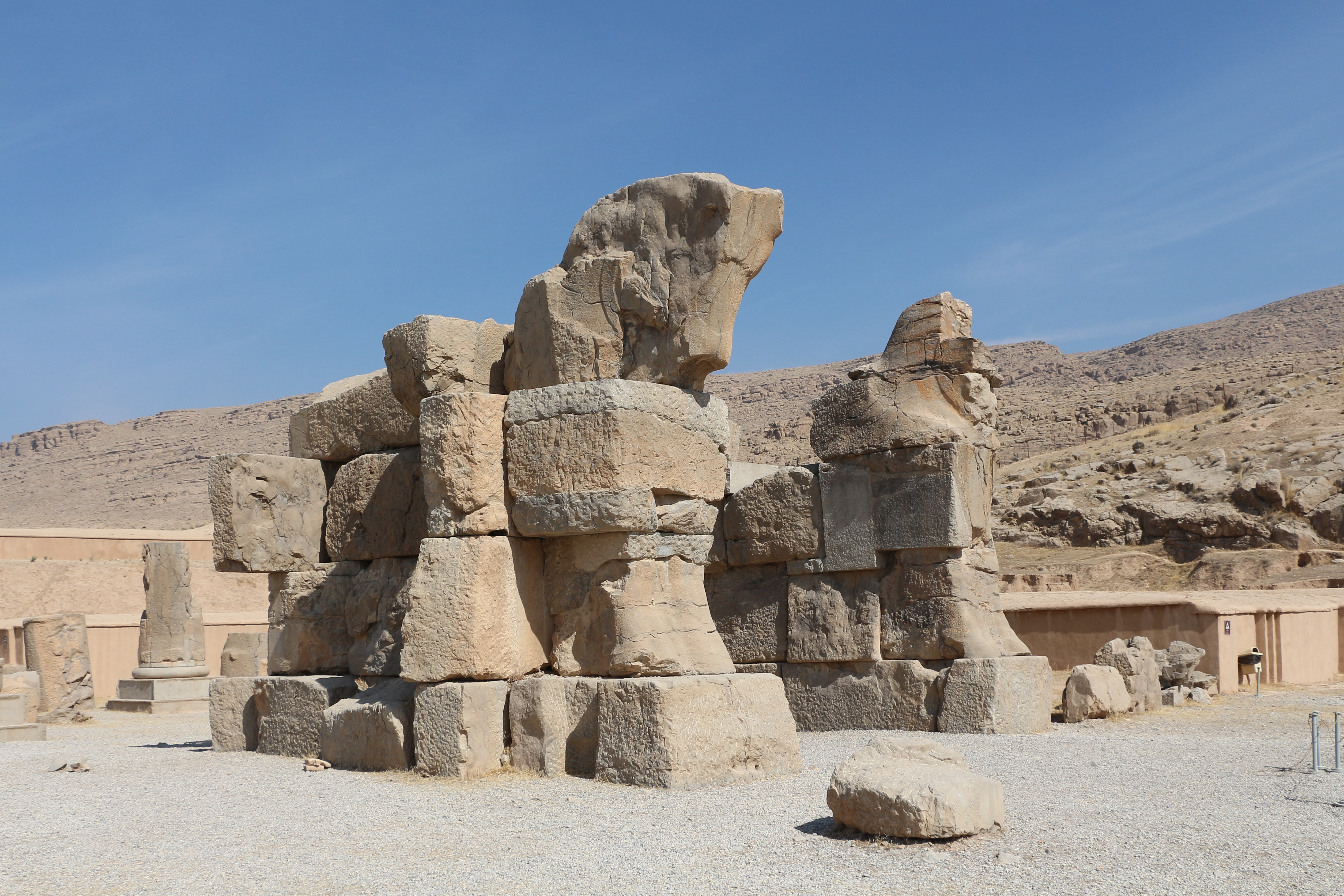
Puerta inacabada (vista sur)

### Apadana (o Sala de audiencias de Darío)
La Apadana fue construida por Darío el Grande. La fecha del comienzo de su construcción sería 515 a. C., según dos tablillas de oro y de plata encontradas en los cofres de piedra insertados en los cimientos. Darío había hecho grabar su nombre y el detalle de su imperio. La construcción duró mucho tiempo y habría sido acabada por Jerjes I. La Apadana es, con el Palacio de las Cien Columnas, la más grande y más compleja de las construcciones monumentales de Persépolis. Se encuentra en el centro de la parte occidental de la terraza. Situada en un nivel alto, es accesible a partir de la terraza, por dos escaleras monumentales de doble rampas simétricas y paralelas, que flanquean el basamento de los lados norte y este.

#### Palacio
El palacio tiene una planta cuadrada de 60,5 m de lado. Consta de treinta y seis columnas de las que trece están aún en pie. Las columnas, de cerca de 20 m de alto, fueron erigidas probablemente por medio de rampas de tierra que permitían llevarlas luego de colocar las piedras a la altura requerida. Las rampas debieron ser elevadas a la vez que el avance de las columnas, después la tierra era evacuada. Testimonian la influencia jonia: las columnas de la Apadana presentan el mismo diámetro y una altura similar a las del Hereo de Samos, además, presentan acanaladuras similares.

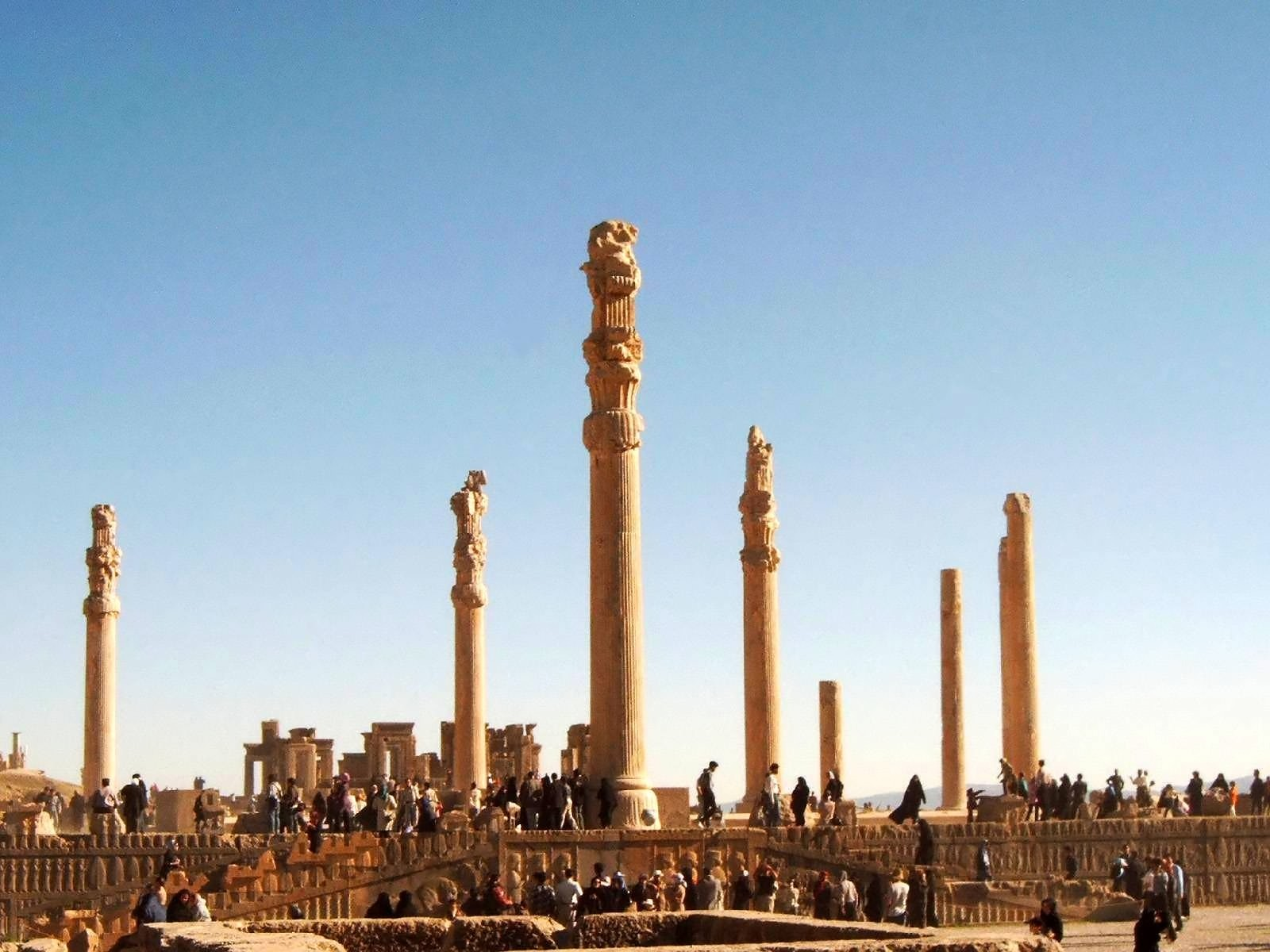
Columnas y elementos de columnas (Apadana)
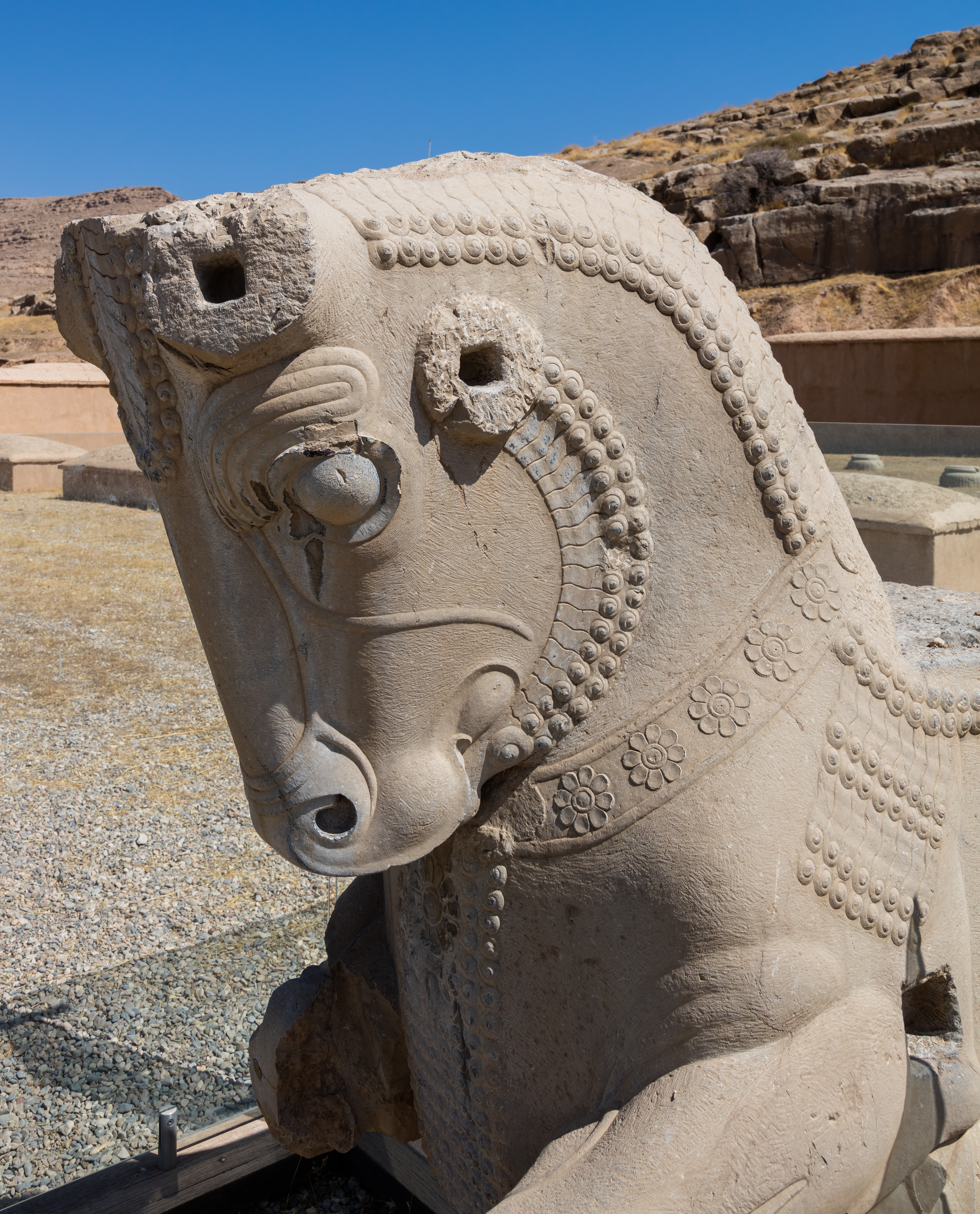
Capitel de columna con prótomo de toro (Apadana)

Los planos iniciales del palacio eran más simples: habiendo sido construidas después la escalera de Persépolis y la Puerta de todas las Naciones, llegó a ser necesario un acceso al palacio por el norte. Eso explica el añadido de una escalera en el lado norte del basamento. La parte central, una gran sala hipóstila de forma cuadrada, constaba de 36 columnas ordenadas en seis filas. Estaba rodeada al oeste, al norte y al este, por tres pórticos rectangulares con doce columnas cada uno, dispuestas en dos filas. La parte sur consistía en una serie de pequeñas salas, y se abría sobre el palacio de Darío, el Tachara. Las esquinas estaban ocupadas por cuatro torres. Estos elementos angulares reforzaban eficazmente los espacios interiores del palacio.
El techo era sostenido por vigas que descansaban sobre prótomos de toros y de leones. Opuestos, los prótomos formaban un banco sobre el que había sido puesta una viga principal. Las dos cabezas formaban así una protrusión, lateralmente, de alrededor de un metro. Unos vigas transversales habían sido puestas directamente sobre las cabezas, estabilizadas por las orejas o los cuernos del animal esculpido. Estos elementos de animales fueron fijados con plomo. Las vigas transversales unían las columnas de las filas vecinas. Los restantes espacios estaban cubiertos por vigas secundarias. El conjunto fue calafateado y cubierto por una capa de mortero de barro seco. Las vigas eran de encina, de ébano, y de cedro del Líbano. La utilización de tejados ligeros de cedro junto a las técnicas de las columnatas jonias, permitían la liberación de un espacio importante: la separación de las filas de columnas de la Apadana es de 8,9 m, para una relación entre diámetro de las columnas y distancia entre los fustes de solo 1×3,6 m. En comparación, la de la sala hipóstila del templo de Karnak es de 1×1,2 m.
El conjunto estaba pintado ricamente como lo atestiguan los múltiples rastros de pigmentos encontrados sobre las bases de algunas columnas, los muros y los bajorrelieves de las escaleras. El interior de la garganta de un león esculpido todavía posee distinto restos de color rojo. Cubiertos de una capa de estuco del que se han encontrado fragmentos, los muros eran adornados con colgaduras bordadas de oro, enlosados de cerámicas, y decorados con pinturas que representan a leones, toros, flores y plantas. Las puertas de madera y las vigas llevaban placas de oro, incrustaciones de marfil y de metales preciosos. Los adornos de los capiteles de las columnas difieren según su posición: toros para las columnas del vestíbulo central y del pórtico norte, y otras figuras de animales para los pórticos este y oeste

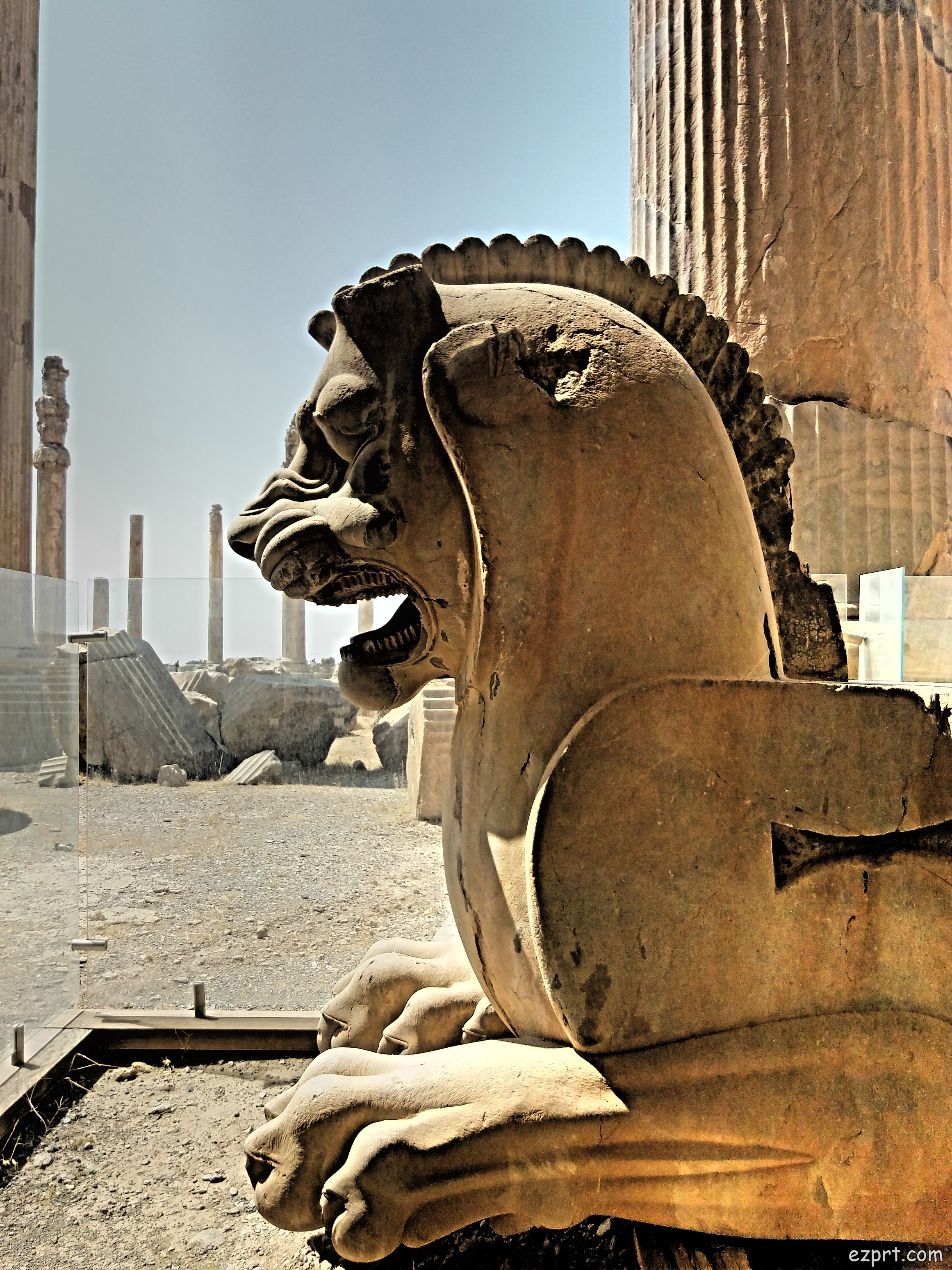
Capitel de columna con prótome de león (Apadana)
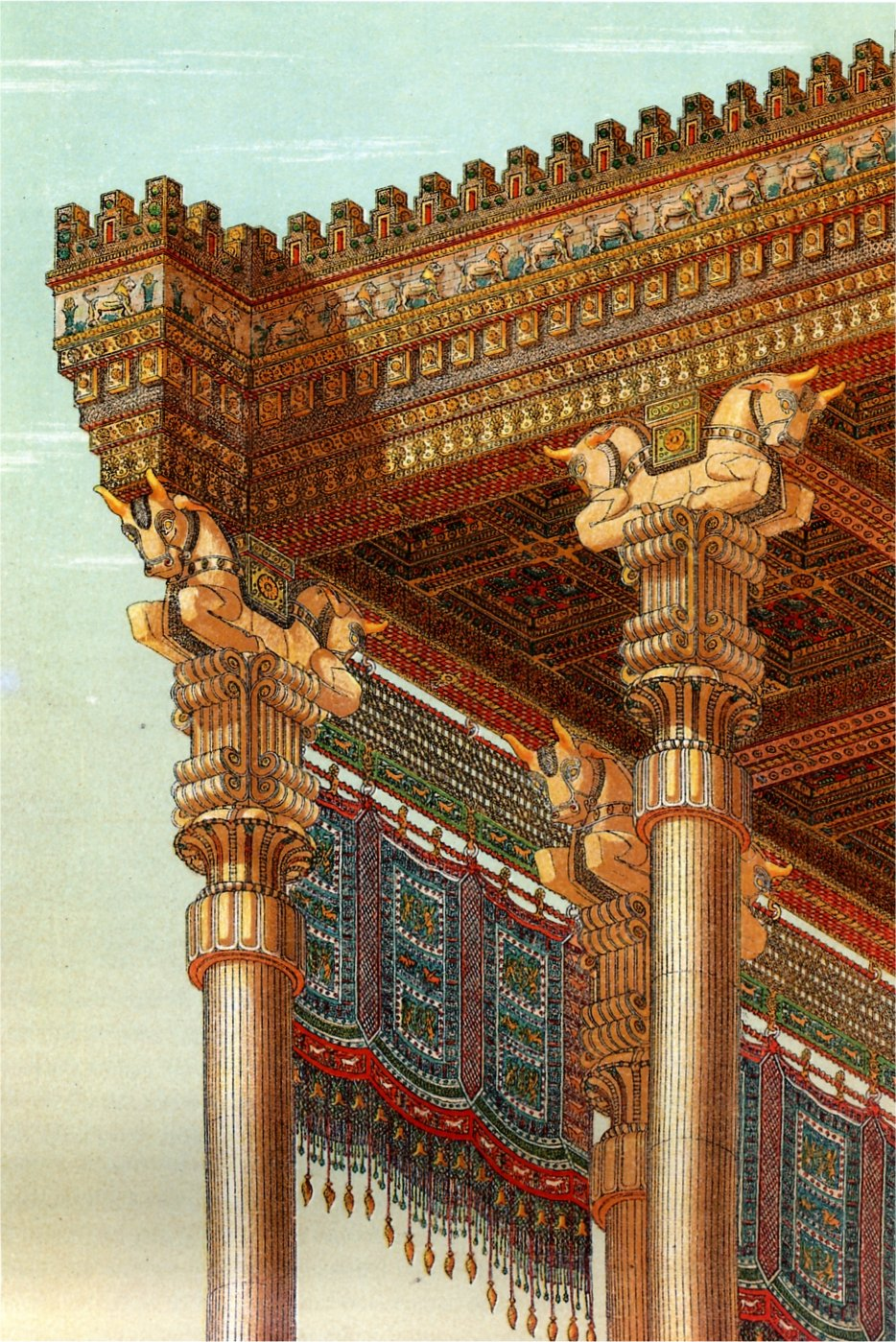
Tejado de la Apadana, por Charles Chipiez (1884)
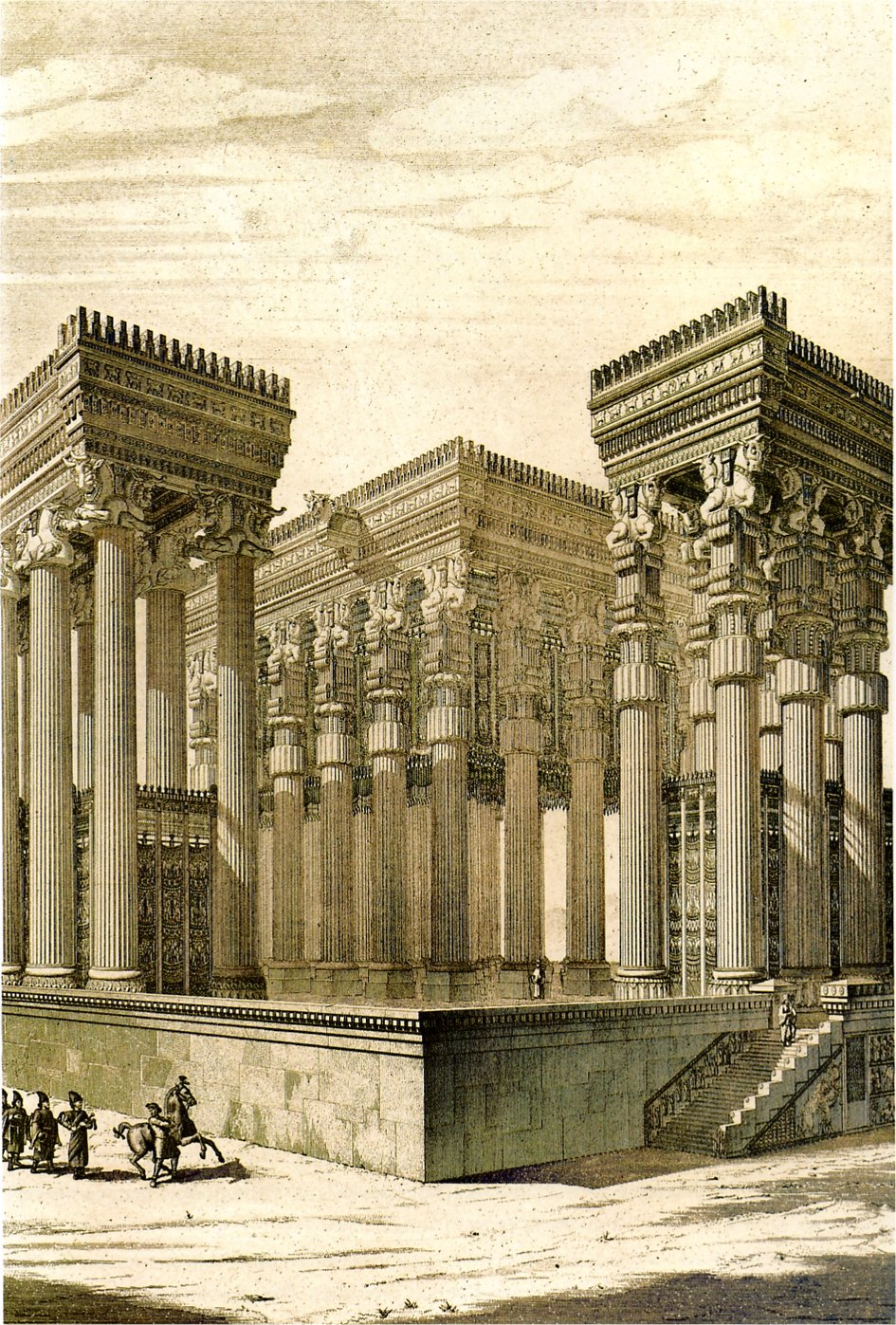
Reconstrucción de la Apadana, por Charles Chipiez (1884)
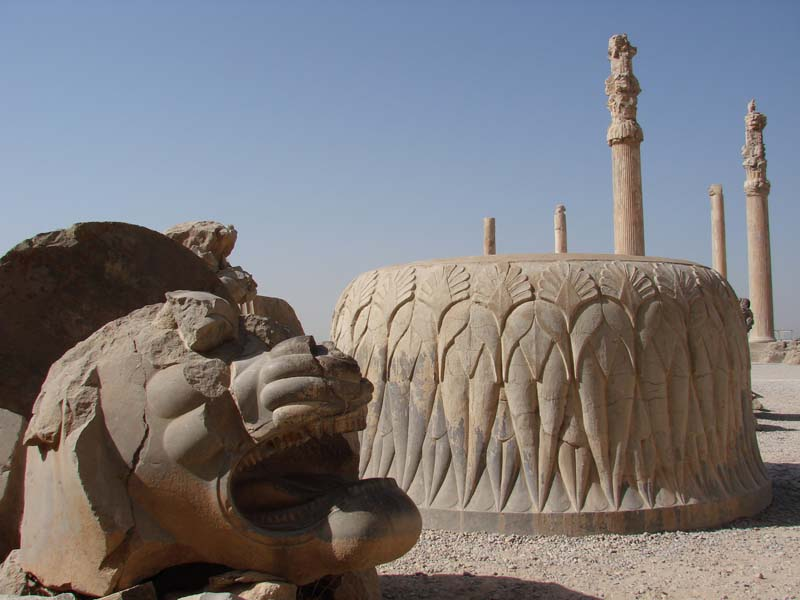
Cabeza de león y base campaniforme de columna (Apadana)
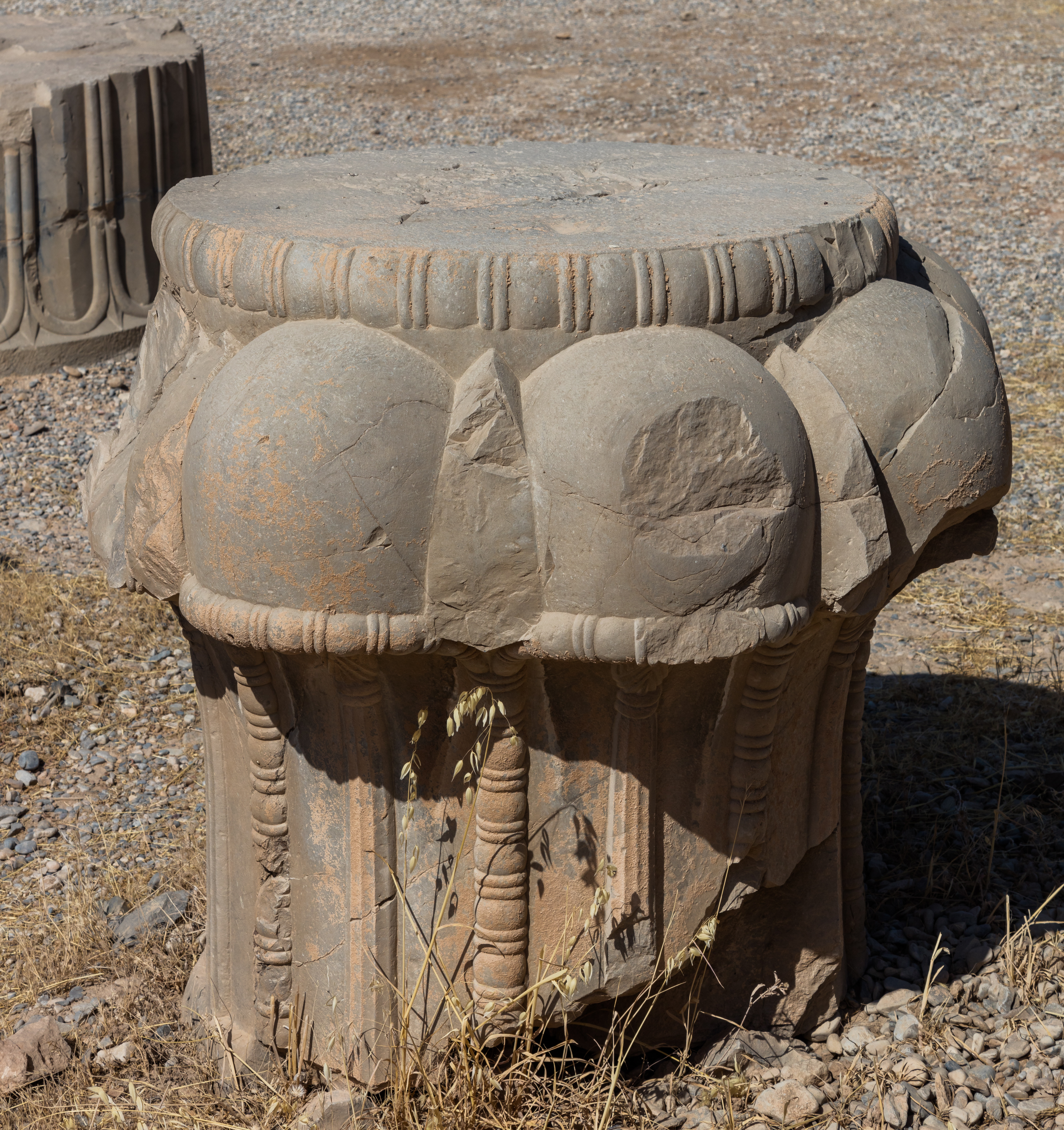
Detalle de una columna

Según el arqueólogo David Stronach, la configuración de un palacio como la Apadana responde a dos funciones principales. Sus dimensiones podrían permitir la recepción de diez mil personas, lo que facilitaba la audiencia del rey. Por otra parte, su altura permitía al rey observar las ceremonias y desfiles que tenían lugar en la llanura. Las excavaciones realizadas en Susa, en un palacio realizado también por Darío I, han sacado a la luz una losa de la Apadana, situada en el eje del palacio frente al muro sur. Ambos palacios tienen parecidas concepciones. Es probable la existencia de un trono fijado al suelo de la Apadana. Además, dos pasillos cercanos permitían al rey retirarse a los apartamentos y barrios reales adyacentes.
Cuando Alejandro Magno incendió Persépolis, el tejado de la Apadana se derrumbó hacia el este, protegiendo los relieves de esta parte del desgaste cerca de 2100 años. Ha sido hallada una cabeza maciza de león en un hoyo, cerca del muro que separa la Apadana del Palacio de las Cien Columnas. Su función parece haber sido sostener una viga principal del tejado. Su presencia en un hoyo situado bajo el nivel del suelo no está explicada. Se halla una réplica del pórtico de la Apadana en el museo del yacimiento y da una idea de la magnificencia del palacio.

#### Escalera este
Cubierta por los restos del tejado incendiado de la Apadana, la escalera este está muy bien preservada. Se divide en tres entreentrepaños (norte, central, y sur) y en triángulos bajo los escalones. El entrepaño norte muestra la recepción de persas y medos. El entrepaño sur muestra la recepción de personajes que proceden de las naciones sometidas. La escalera consta de múltiples símbolos de fertilidad: flores de granada, filas separadas por flores de doce pétalos, o árboles y semillas que decoran los triángulos. Los árboles, pinos y palmetas, simbolizan los jardines del palacio. Los entrepaños tienen inscripciones que indican que Darío construyó el palacio, que Jerjes lo completó y pidió a Ahura Mazda que protegiera al país de la carestía, la felonía, y los terremotos. Los personajes de los relieves ostentan un porte altivo. Los caracteres étnicos son reflejados meticulosamente, y los detalles están trabajados con fineza: pieles, barbas, pelo están representados en pequeños ricitos, trajes y animales están trabajados con minucia.
El examen de escenas inacabadas defiende una organización del trabajo, recurriendo a una especialización del obrero (rostros, peinados, aderezos). Los artistas y obreros que participaron en la construcción no disponían de ninguna libertad de creación: debían seguir de modo riguroso las orientaciones proporcionadas por los consejeros del rey. La realización de las obras seguía un programa que no dejaba lugar a la improvisación. Los frisos, inicialmente policromos, respondían a los imperativos del soberano: valoración del orden y del rigor. La estaticidad de las representaciones recuerdan a los ortostatos de los palacios asirios. La distribución por registros en filas definidas, y la rigidez de los asuntos evoca la influencia del estilo jónico severo.
Triángulos y entrepaño central. Los triángulos están ocupados por relieves que simbolizan el año nuevo: un león que devora un toro. El equinoccio de primavera mostraba un cielo donde la constelación del León estaba en el cenit, mientras que la de Tauro desaparecía en el horizonte sur. Noruz marca el comienzo de la actividad agrícola después del invierno. El significado del entrepaño central es religioso. Muestra a Ahura Mazda guardado por dos grifos con cabezas humanas, que domina a cuatro guardias persas y medos. Los persas tienen en la mano izquierda un típico escudo redondo, y las azagayas en la mano derecha. Como en los otros relieves del sitio, los guardias persas están ataviados con un largo vestido drapeado, y llevan tocados acanalados. Los medos llevan abrigos cortos y pantalones, y están tocados con gorros redondos o plisados, y a veces con coleta.
Entrepaño norte. El entrepaño norte está dividido en tres registros y muestra la recepción del año nuevo en forma de desfile. Del centro hacia la extremidad norte, el registro superior muestra a los Inmortales seguidos por una procesión real. Los Inmortales llevan un gorro, y están equipados de lanzas y de aljabas lastradas por pomos que descansan en sus pies. La procesión real se compone de un oficial medo que precede a los portadores de la silla real. La silla real es llevada por medio de correas enjaezadas al hombro, que sostienen dos bambús alojados a través de la silla. La silla estaba compuesta de un marco de madera esculpida, cuyos pies tenían forma de patas de animales. Un sirviente lleva el escabel utilizado por el rey, quien no debía tocar la tierra. Sus piernas dañadas tienen rastros de una reparación realizada con abrazaderas de hierro. La procesión sigue con el responsable medo de las cuadras reales, a la cabeza de los caballos del rey, cada uno dirigido por un paje. Los caballos están finamente trabajados dejando ver el detalle de los bocados. El cortejo es cerrado por dos carros conducidos por un elamita. Los caballos de tiro son más pequeños y más delgados que los precedentes, de otra raza. Tiran de dos carros cuyas ruedas tienen doce secciones (simbolizando los doce meses del año) y cuyos ejes están esculpidos. El primer carro difiere del otro: unos leones esculpidos sobre la caja parecen indicar que se trata de un atalaje de caza o de guerra. Los entrepaños inferior y medio muestran a los inmortales seguidos por nobles persas (tocados almenados o con plumas) y medos (tocado redondeado con una pequeña cola) alternados. Algunos llevan equipajes, otros brotes vegetales y flores de granados. Las sutiles diferencias en sus trajes y joyas sugieren funciones o estatus diferentes. Los nobles están representados discutiendo, y sonrientes. Su actitud es distendida y nada ceremoniosa. Se cogen de la mano de vez en cuando, se vuelven uno hacia el otro, o ponen la mano sobre el hombro del precedente en actitudes que simbolizan su unidad. Los inmortales del entrepaño inferior son persas; armados de lanza, arcos y aljabas, cada uno está en un peldaño de la escalera, representando la ascensión. Los del entrepaño medio llevan gorro y están armados solo con lanzas.

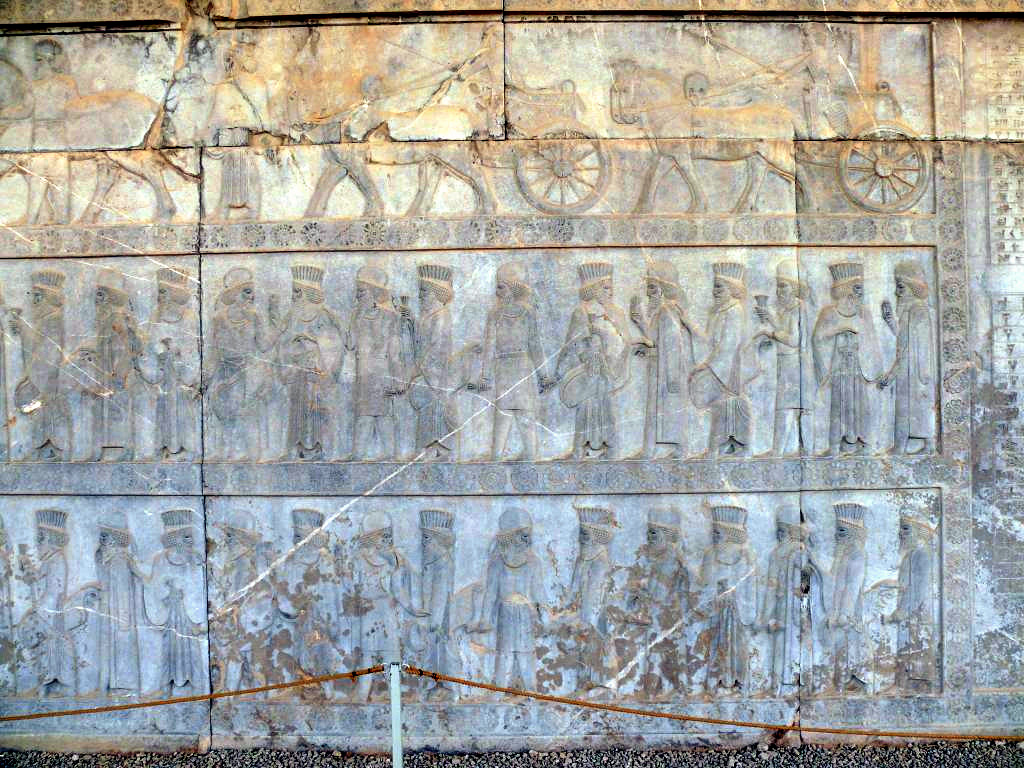
Los 3 registros del panel norte (Apadana, escalera este).
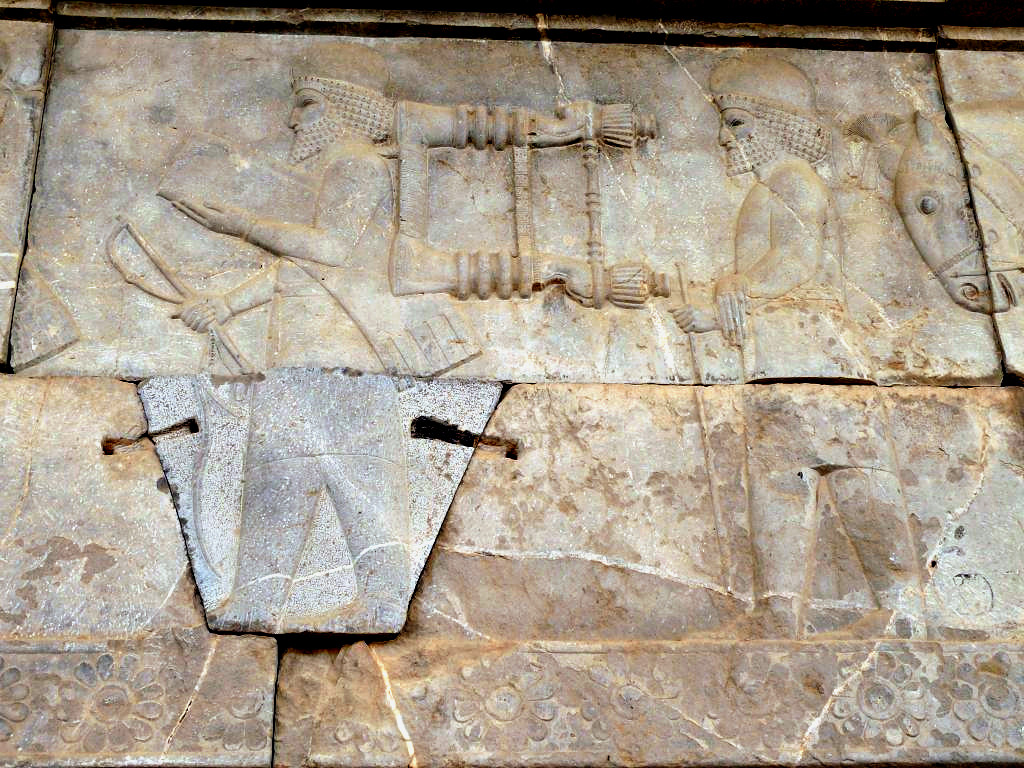
Portadores de sillas reales (reparación de época con grapas metálicas) (Apadana, escalera este).
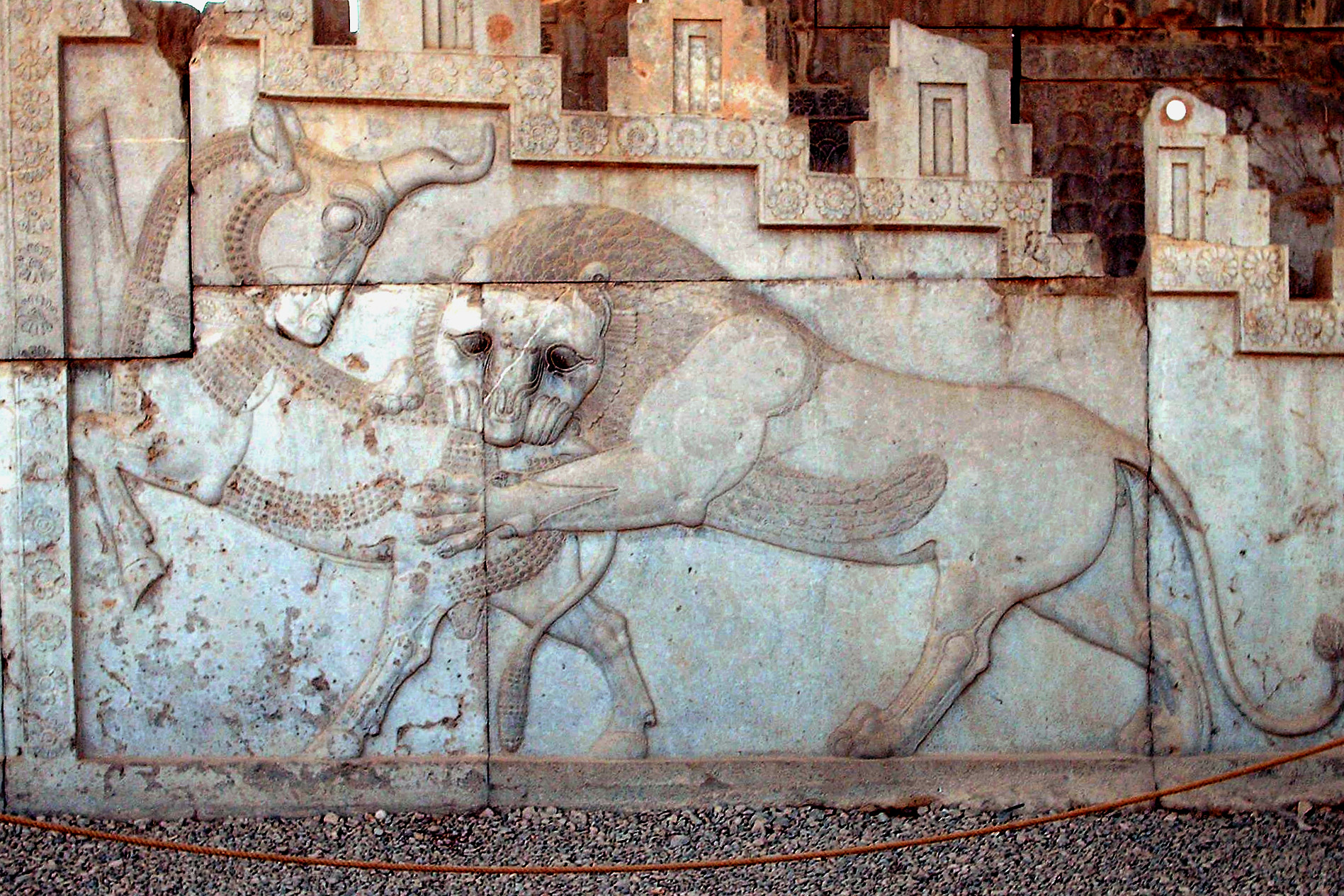
Triángulo (Apadana, escalera este).

Entrepaño sur. Es un entrepaño notable porque representa la llegada de las delegaciones que proceden de veintitrés naciones sometidas, conducidas alternativamente por guías persas y medos. Cada delegación está separada por pinos, El guía lleva al delegado a la cabeza, de la mano. La calidad del acabado difiere para cada obra: todos los relieves no han sido pulidos, y su detalle es variable. Este desfile presenta cerca de 250 personajes, cuarenta animales, y carros. De una altura de 90 cm, los registros tienen una longitud total de 145 m. Para Dutz, los símbolos de Persépolis están cargados de sentido, y su organización no es fruto del azar. La disposición de las representaciones podría corresponder a un orden protocolario, sin que pueda saberse si tal orden sigue una secuencia determinada por las filas horizontales o verticales (ver esquema). En todo caso, parecería claramente que los medos eran los primeros, y los etíopes los últimos. Además, ninguno sigue la lista secuencial de las satrapías dada por la inscripción del rey. La disposición de las delegaciones no parece seguir tampoco el orden de incorporación de los diferentes satrapías al imperio. En cambio, podría estar en función del tiempo de viaje que las separaba de Persépolis. Este razonamiento se apoya en los textos de Heródoto: «de todas las naciones, los persas honran primero a las que tienen más cerca, en segundo lugar a las que están más distantes, y tienen menos estima a las más lejanos». Se sabe por las tablillas del Tesoro que las ofrendas llevadas por las delegaciones no corresponden a un impuesto. Corresponden a regalos destinados al rey o a un uso ceremonial. En ausencia de inscripción, la identificación de las delegaciones supone siempre un problema, pues se centra sobre todo en los trajes, y ofrendas. A pesar de la similitud con otras representaciones, subsisten numerosas incertidumbres. La presencia o la ausencia, el orden de citación o de presentación, incluso la denominación de cada pueblo del imperio varía mucho, tanto en las esculturas como en las inscripciones reales. Estas últimas no constituyen un inventario administrativo realizado para la posteridad, sino que corresponden más bien a la visión ideal del imperio cuyo rey quiere dejar huella.
Reconstrucción de las delegaciones según Dutz, Stierlin  y Briant:
- 1 Medos:  conducidos por un persa, esta delegación es la más importante. Los sujetos llevan trajes, pulseras o brazaletes, una espada, copas y un vaso. Se trata probablemente de otras tribus medas que las que sirve al imperio desde su fundación, lo que explicaría el estatuto de sometidos. Al principio del imperio, tales tribus permanecieron fieles a Astiages, habiendo reunido Ciro II el Grande a las otras.
- 2 Elamitas:  Elam es persa desde la fundación del imperio por Ciro II. La delegación conducida por un medo ofrece una leona y dos leoncitos, así como espadas y arcos.
- 3 Armenios: esta delegación lleva un vaso con dos asas, finamente trabajado, y un caballo.
- 4 Aracosios: Los pantalones son aún llevados en Baluchistán. Uno de los sujetos está vestido con una piel de felino. Las ofrendas consisten en un camello y jarras.
- 5 Babilonios: esta delegación ofrece un toro, tazones, y una colgadura idéntica a las de las representaciones del Palacio de las Cien Columnas, el Tesoro o el Tripylon.
- 6 Asirios y fenicios (o lidios): este relieve está muy detallado. Las ofrendas consisten en vasos y copas labradas (vasos de bronce o de plata), con asas dobles que representan toros alados, joyas (brazaletes con broche adornados con grifos alados), y un carro enganchado con caballos de pequeña talla. Los trajes y peinados de los sujetos están muy trabajados, se distinguen incluso papillotes llevados por judíos ortodoxos. La identidad de la ropa mantiene una controversia sobre los orígenes de estas delegaciones.
- 7 Arios (o aracosios): los sujetos de este satrapía corresponden a las regiones de Herat y de Mashhad. Son prácticamente indiferenciables de los aracosios. Las ofrendas consisten en un camello y vasos.

- 8 Cilicios o asirios: que proceden del sur de Asia Menor, esta delegación ofrece dos carneros, pieles, un traje, copas y vasos. Esta representación está trabajada minuciosamente, y aparece el detalle de los trajes (cordones, cinturones y cofias).
- 9 Capadocios: caracterizados por la atadura de su capa en la parte superior del hombro; pertenecen al mismo grupo que los armenios, medos, y sagartios. Ofrecen presentes de un caballo y trajes.
- 10 Egipcios: el altorrelieve que representa esta delegación ha sido perjudicado severamente por la destrucción de la Apadana. Las partes inferiores bastan para identificar el origen de los sujetos, gracias a las características de su vestido.
- 11 Escitas (también llamados sacas): esta satrapía se extendía desde Ucrania a las estepas del norte del Cáucaso, hasta el norte de Sogdiana. Los sujetos están tocados con un típico gorro escita. Llevan un caballo, trajes, y lo que podrían ser brazaletes con broches.

- 12 Lidios o jonios: estas satrapía griegas estaban fusionadas y eran administradas desde Sardes. Los sujetos están vestidos del mismo modo. Traen tejidos, ovillos de hilo y retales que pueden contener colorantes.
- 13 Partos: bajo los aqueménidas, los partos estaban sometidos, y es solo después del período griego séleucida cuando dominarán Persia. Partia corresponde al actual Turkmenistán. La delegación trae vasos y un camello. Los sujetos están tocados con un turbante alrededor del cuello.
- 14 Gandharienses:[101] esta satrapía se encuentra río arriba del Indo, entre Kabul y Lahore, al oeste del actual Panyab. Los sujetos ofrecen lanzas y un búfalo asiático.
- 15 Bactrianos: la delegación lleva un camello y vasos. Naturales de Bactriana al norte de Afganistán, los sujetos están tocados con una cinta.
- 16 Sagartios: sus trajes y presentes (trajes y caballo), son semejantes a los de los medos, capadocios y armenios, lo que sugiere la pertenencia a un mismo grupo. Su tierra de origen es mal conocida: vecina de Tracia en Asia Menor, o cerca del mar Negro y del Cáucaso, incluso situada en las estepas de Asia Central cerca de Bactriana.

- 17 Sogdianos: tenían por origen Sogdiana, actual Pakistán. Esta etnia pertenecía al grupo de los escitas, de los que llevaban el gorro. Llevan un caballo, hachas, objetos que pueden ser brazaletes, y una espada.
- 18 Indios: estos sujetos, que venían de Sind, el valle bajo del Indo, están vestidos con un taparrabos, y calzados de sandalias. Llevan un burro, hachas, y cestas con provisiones llevadas sobre la espalda por medio de una balanza.
- 19 Tracios (o escitas): Tracia estaba situada entre el mar Egeo y el mar Negro, en un territorio hoy compartido por Grecia, Turquía, y Bulgaria. Los sujetos llevan un caballo. Llevan un gorro puntiagudo con largas extremidades, similar a los gorros escitas.
- 20 Árabes: estos sujetos vienen de Fenicia - Asiria. Están calzados con sandalias, y vestidos con túnicas con ribetes bordados. Llevan un dromedario.
- 21 Drangianianos: no hay acuerdo entre los autores referente al origen de esta delegación. Para unos, se trata de individuos que vienen de Merv en Bactriana, estados actuales de Afganistán, de Uzbekistán y de Tayikistán). Para otro, los sujetos vienen de la región de Kermán, al este de Irán. Además, su estilo de peinado sostendría un origen cerca de Kandahar, así como su escudo, lanza, y el tipo del buey que traen.
- 22 Somalíes (o lidios): el origen de esta delegación es controvertido. Acompañados por un carro, los sujetos traen un kudú o un íbice, están vestidos con pieles, pero no son negroides. El tipo morfológico de los individuos, lo mismo que la presencia de un carro, indicarían un origen libio, mientras que el antílope y los aderezos de pieles sostendría un origen situado más al sur, (Yemen o Somalia).
- 23 Nubios (o etíopes o abisinios): se trata de sujetos negroides, que llevan un okapi o una jirafa, defensas de elefante y un vaso.

#### Escalera norte
La escalera norte fue añadida por Jerjes I, para facilitar el acceso a la Apadana desde la Puerta de todas las Naciones. Los relieves de esta escalera presentan los mismos temas que los de la escalera este, pero están más degradados.
El entrepaño central mostraba inicialmente a Jerjes I, Darío el Grande y a un funcionario. Este último podría ser un ganzabara (gobernador del Tesoro), o un quiliarca (oficial comandante de la guardia). Este relieve ha sido trasladado al Tesoro y ha sido sustituido por otro que muestra a ocho guardias. Una inscripción cuneiforme trilingüe en la escalera ha recogido en gran parte el texto de la de la Puerta de todas las Naciones, sin precisar el nombre del edificio.

### Tachara
Así nombrado por una inscripción situada en un montante de su puerta sur, el Tachara, o palacio de Darío, está situado al sur de la Apadana. Es el único de los palacios en tener un acceso al sur por medio de un pórtico. La entrada del palacio se hacía inicialmente por este lado, por una doble escalera. Construido por Darío I, el palacio fue completado luego por Jerjes I quien lo amplió, luego por Artajerjes III, quien añadió una segunda escalera al oeste. Esta nueva entrada crea una asimetría inédita. Los trajes de los personajes medos, cilicios y sogdianos representados son diferentes de los de las otras escaleras anteriores, lo que sugiere un cambio de moda, y refuerzan la idea de una construcción ulterior.

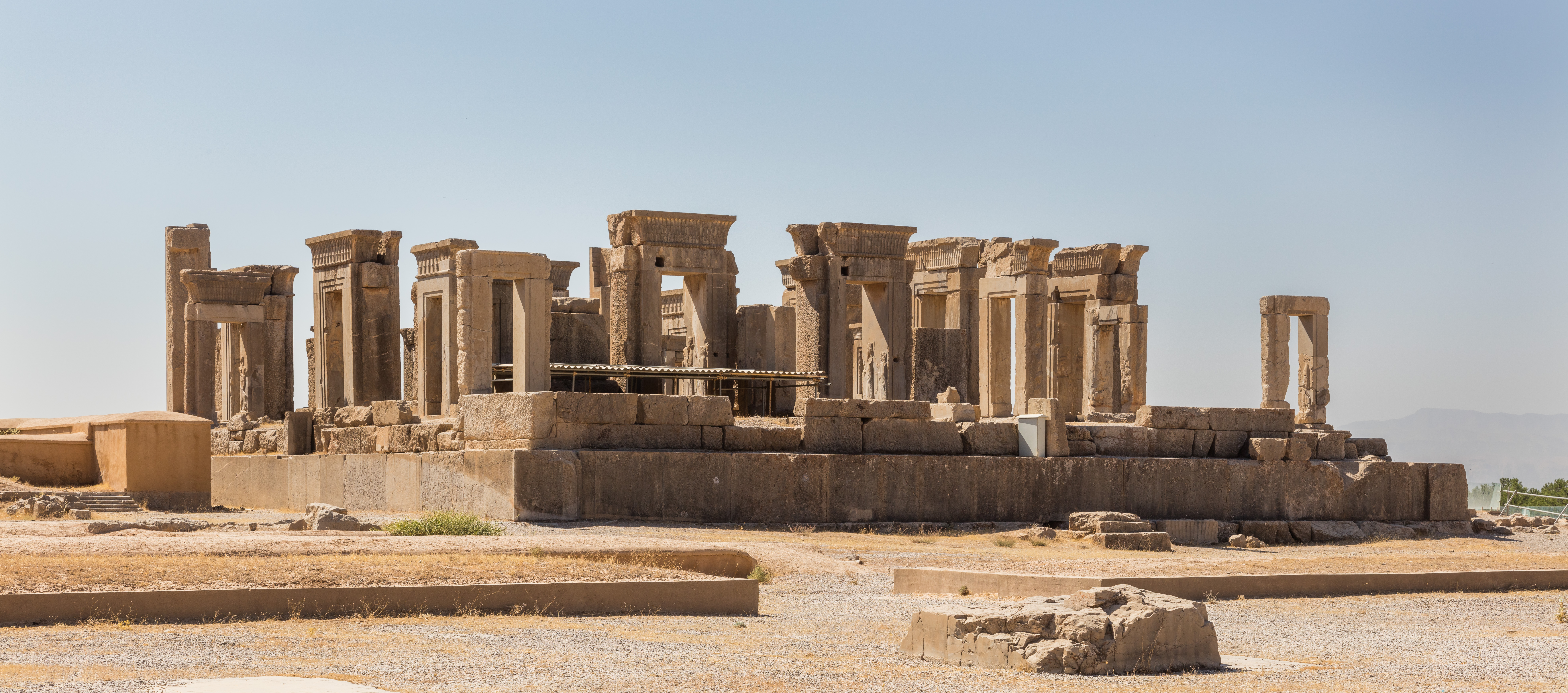
Vista general.
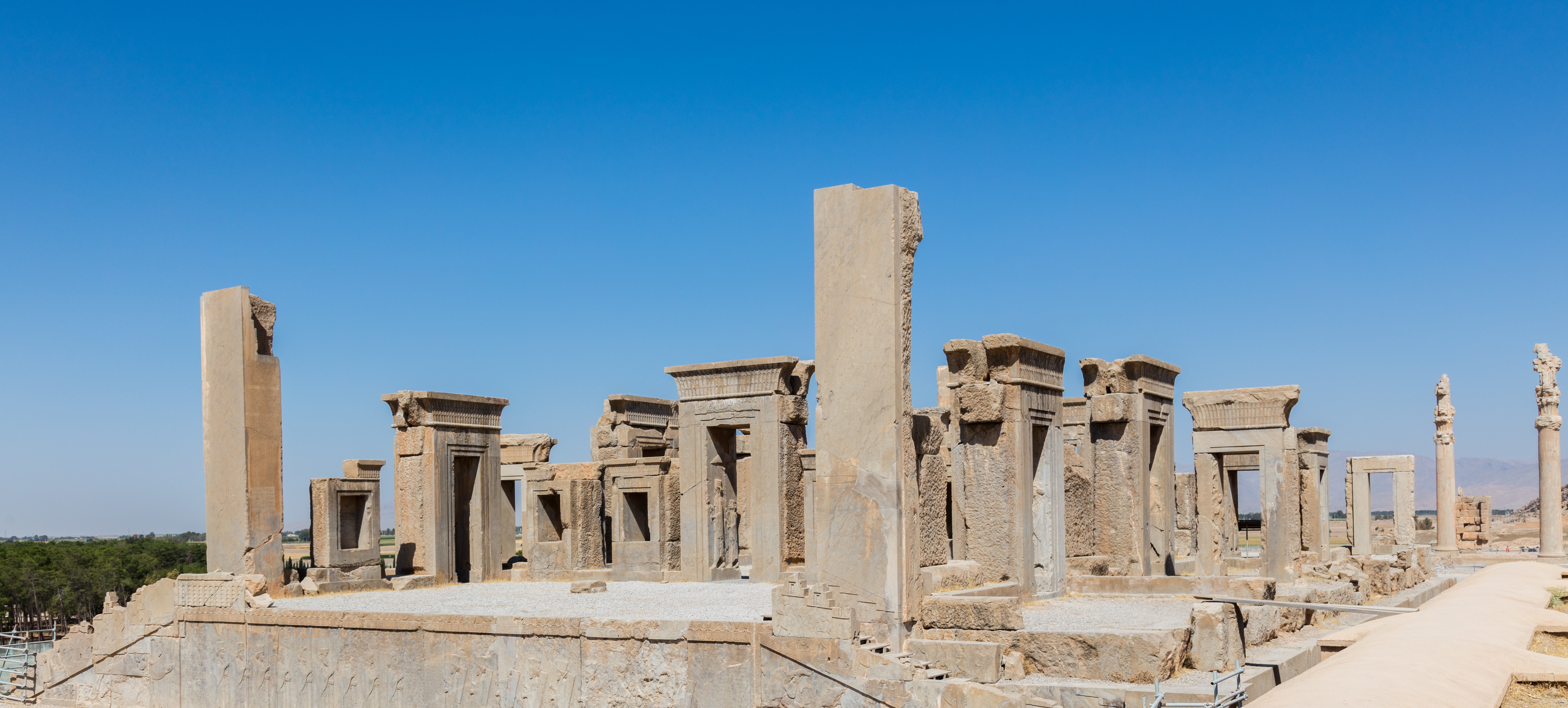
Escalera sur del Tachara (Apadana en último plano).
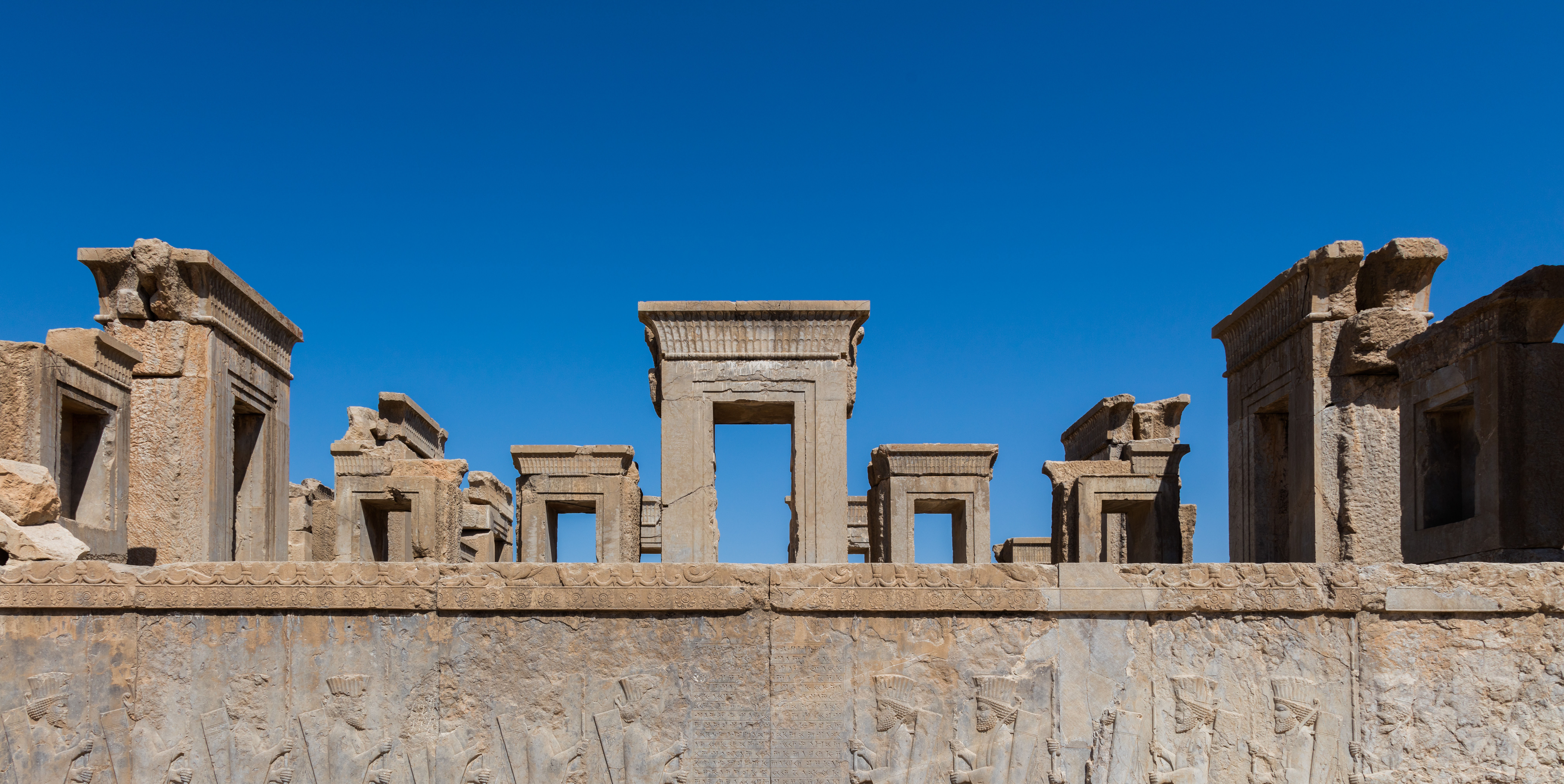
Tachara.
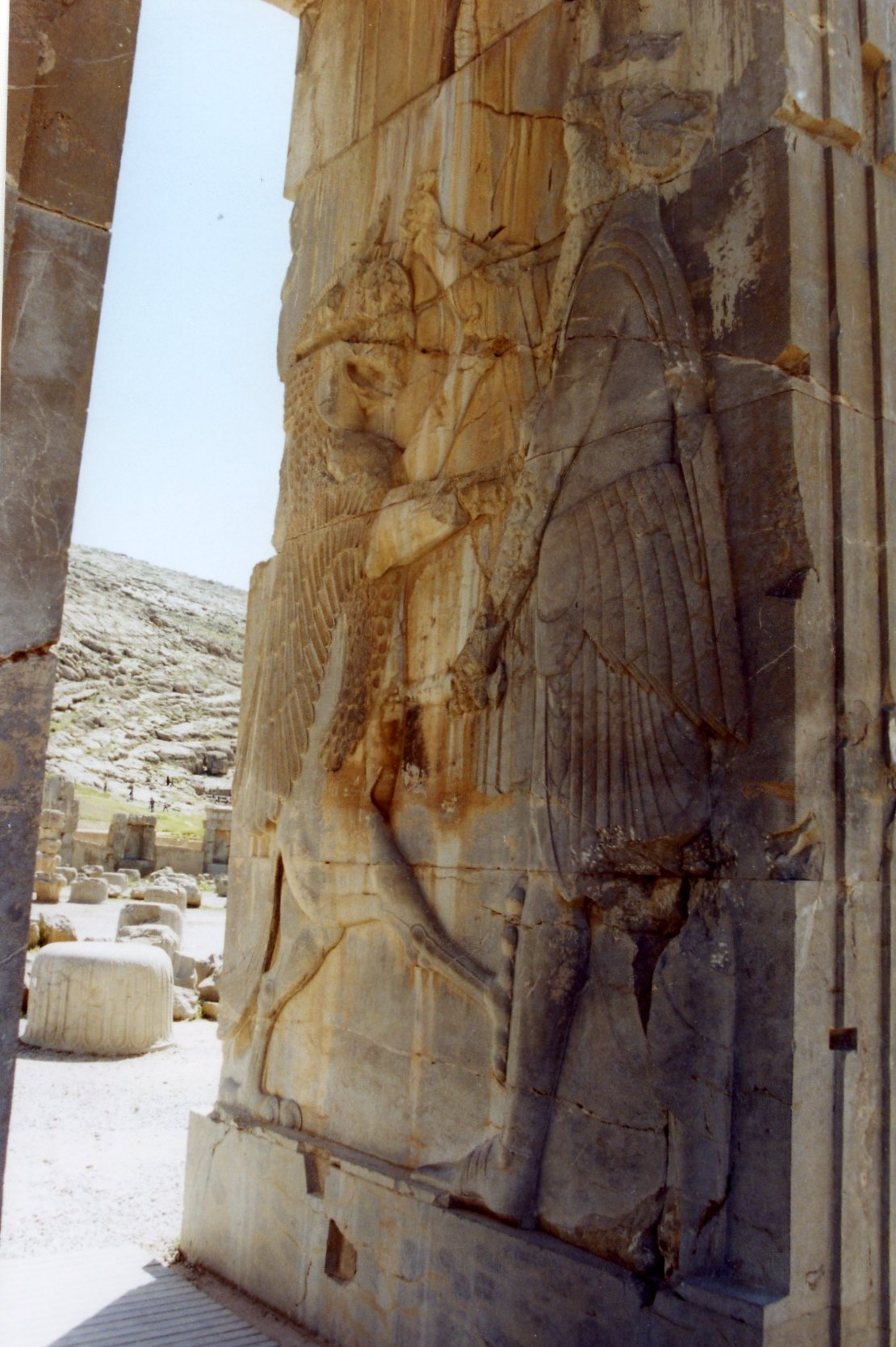
Rey combatiendo el mal (Tachara).
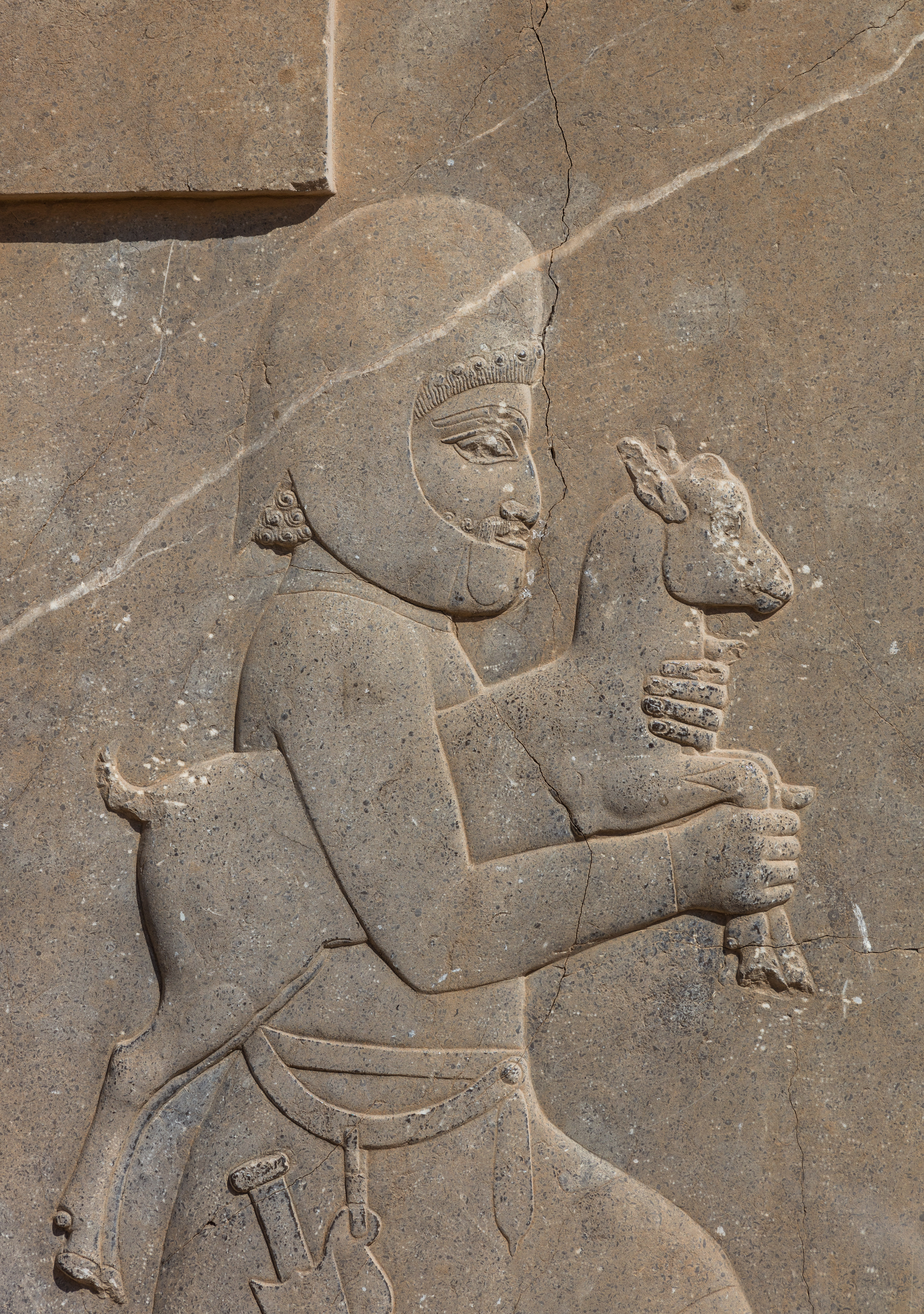
Detalle de un bajorrelieve en Tachara.

Las mochetas de la escalera sur presentan símbolos de Noruz: león que devora un toro. Las partes ascendentes representan a medos y aracosios que traen animales, jarras y otras cosas. Se trata probablemente de sacerdotes que vienen de lugares santos zoroástricos tales como el lago Urmía en Media y el lago Helmand en Aracosia, y que llevan lo necesario para las ceremonias. El entrepaño central muestra dos grupos de guardias nuevos y tres paneles que llevan una inscripción trilingüe de Jerjes II, que indica que este palacio ha sido construido por su padre; está coronada por el disco alado, símbolo o bien de Ahura Mazda o de la gloria real, encuadrado por dos esfinges.

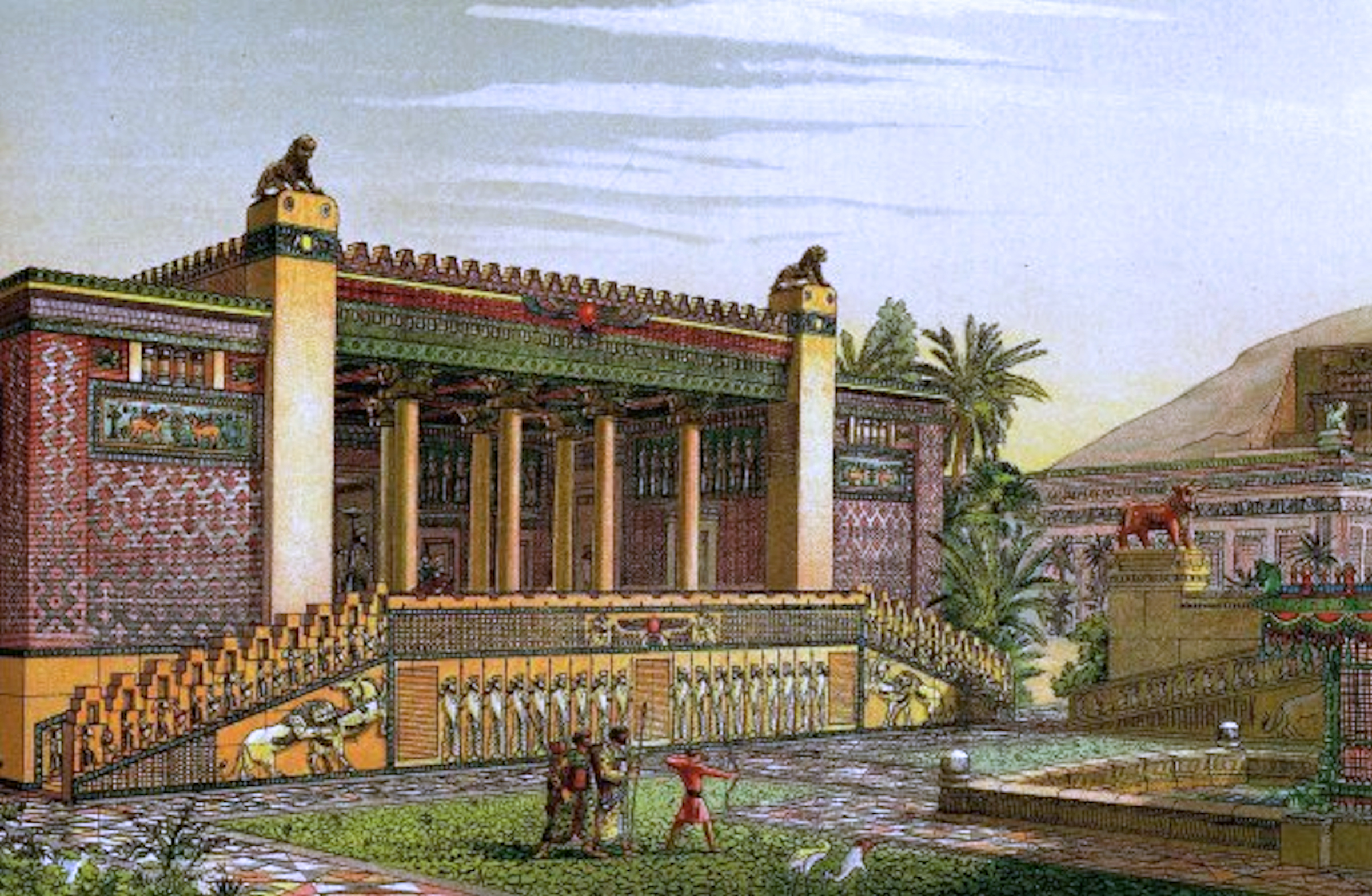
Reconstrucción del Tachara, por Charles Chipiez (1884).
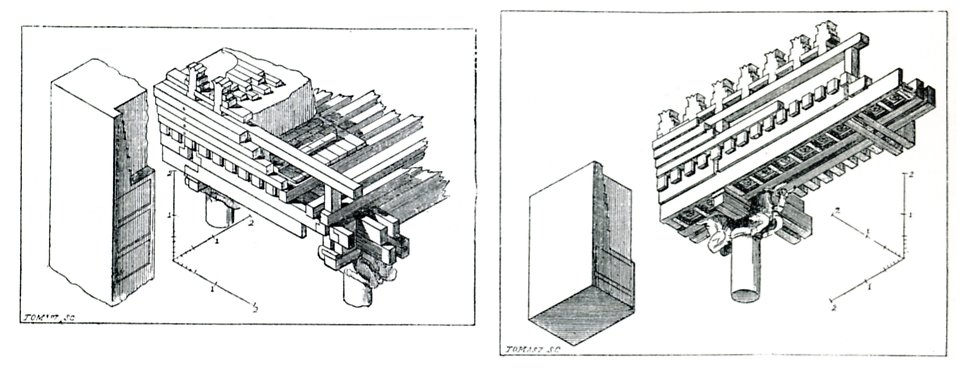
Estudio del tejado del Tachara, por Charles Chipiez (1884).
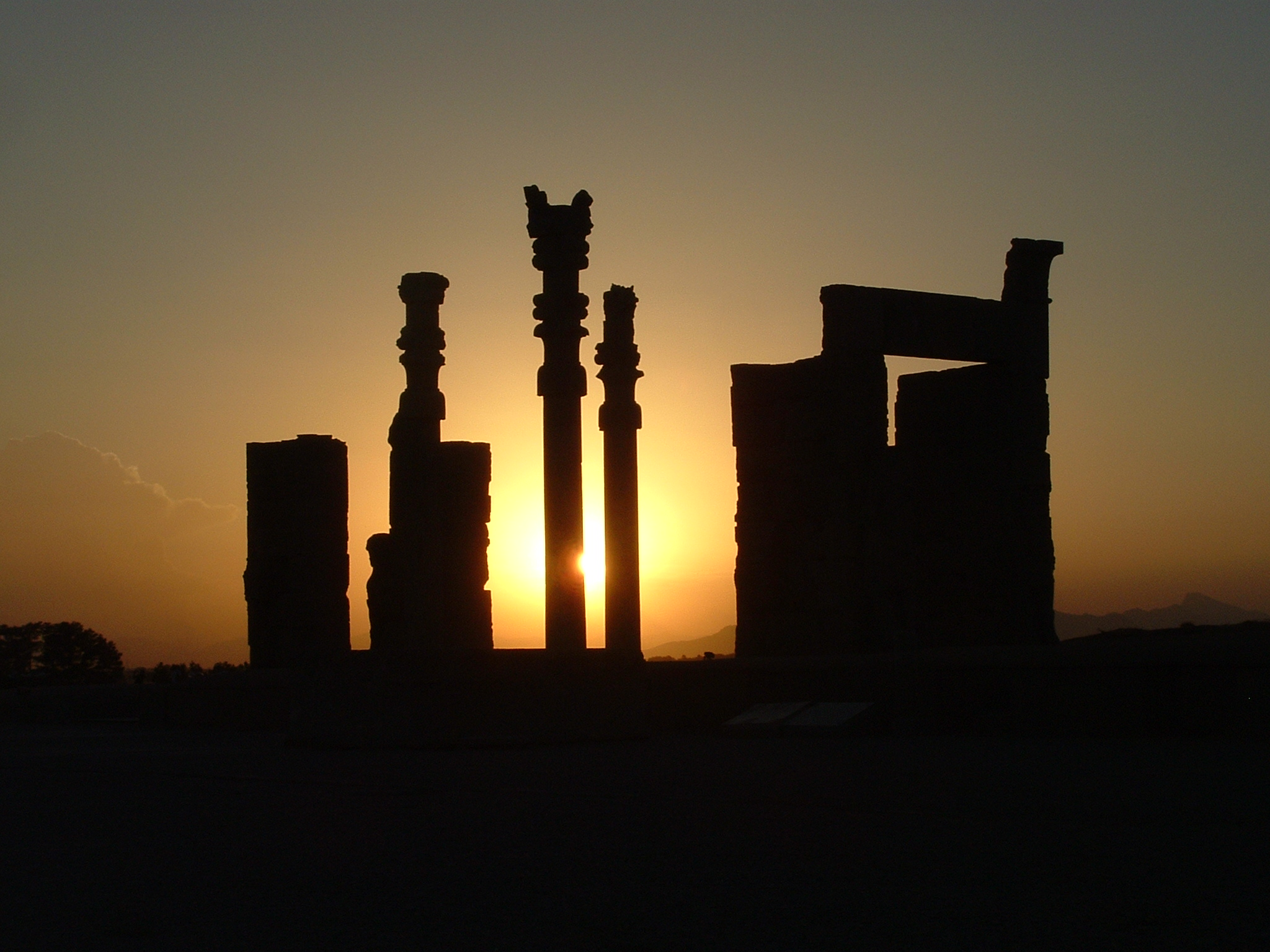
Puesta de sol en Persépolis.

La entrada del palacio se hace por una sala, mediante una puerta, donde un relieve representa a los guardias. Esta sala es seguida por otra puerta que se abre al vestíbulo principal, sobre la que se encuentra un relieve que representa al rey que combate al mal con forma de un animal. Este tema está en otras puertas del palacio, en el Palacio de las Cien Columnas, y en el harén. La figura maléfica es simbolizada por un león, un toro, o un animal quimérico. El tipo de figura podría tener una relación con la función de la obra, o con temas astrológicos.
En el cuarto de baño real se abre una puerta. Está adornada con un relieve que muestra a un rey preparado para una ceremonia y seguido de dos servidores que tienen una sombrilla y un espantamoscas. El rey está coronado, vestido con un rico aderezo adornado con piedras preciosas. Lleva pulseras, y las joyas penden de su barba trenzada. Otro relieve muestra probablemente a un eunuco, única representación imberbe del sitio. Lleva una botella de ungüento y una servilleta. La circulación de agua estaba asegurada por un canal cubierto en el suelo que pasaba por medio de la estancia. Aún pueden verse restos del cemento rojo que recubría el suelo de la sala.
El palacio consta de otras dos pequeñas salas situadas en sus lados. El pórtico sur se abre a un patio rodeado por los otros palacios. Sobre cada dintel de las puertas y ventanas está grabada una curiosa inscripción: 

ventana de piedra hecha en la casa de Darío.

El nombre de Tachara procede de una inscripción cuneiforme trilingüe sobre cada montante del pórtico sur:

Darío el gran rey, el rey de reyes, el rey de los pueblos, el hijo de Vistaspa, el aqueménida, que ha hecho este Tachara.

Sin embargo, es dudoso que esta palabra, cuyo significado exacto es desconocido, designe al edificio en sí mismo: se ha encontrado en las bases de columnas de otros lugares de Persépolis, que llevan inscripciones de Jerjes y que mencionan esta palabra:

Soy Jerjes, el gran rey, el rey de reyes, el rey de los pueblos, el rey de esta tierra, el hijo del rey Darío, el aqueménida». El rey Jerjes declara: «He hecho este Tachara».

### Tripylon
Obtiene su nombre de sus tres entradas. El Tripylon, o vestíbulo de audiencia de Jerjes, o Palacio central, o Sala del Consejo, es un palacete situado en el centro de Persépolis. Se accede por el norte por una escalera esculpida, cuyos relieves muestran principalmente a guardias medos y persas. Otros relieves representan a nobles y a cortesanos de camino a un banquete. La escalera sur del Tripylon se encuentra en el Museo Nacional de Irán en Teherán. Un pasillo se abre al este, a una puerta adornada con un relieve que muestra: 
- arriba, Darío en su trono delante de Jerjes como príncipe coronado, resguardados bajo una marquesina adornada con símbolos divinos, toros, leones y bellotas; rey y príncipe tienen en la mano hojas de palma, símbolo de fertilidad;
- abajo, sujetos provenientes de veintiocho naciones los llevan.

Este relieve designa claramente a todos la voluntad de Darío de nombrar a Jerjes sucesor legítimo al trono.

### Hadish
El Hadish, o palacio de Jerjes, se encuentra al sur del Tripylon; está construido sobre un plano semejante al Tachara, pero dos veces más grande. Su vestíbulo central constaba de treinta y seis columnas de piedra y de madera. Se trataba de troncos de árboles de grandes proporciones y grandes diámetros de los que no queda nada. Está rodeado por el este y el oeste por pequeñas habitaciones y pasillos, cuyas puertas presentan relieves esculpidos. Se encuentran allí procesiones reales que representan a Jerjes I acompañado de servidores que lo ponen a cubierto bajo una sombrilla. La parte sur del palacio está compuesta de pisos cuya función es controvertida: en un tiempo descritos como de la reina, son considerados como almacenes o anexos del Tesoro. El acceso a la terraza del Hadish se hacía por una escalera monumental al este, de doble tramo, primero divergentes y luego convergentes, y una escalera más pequeña de tramos convergentes al oeste;  ambos presentan la misma decoración que la escalera sur del Tachara: toros y leones, guardias persas, disco alado y esfinge.
Hadish es una palabra en antiguo persa que figura en una inscripción trilingüe en cuatro ejemplares, sobre el pórtico y la escalera: significa «palacio». Son los arqueólogos quienes llaman a este palacio hadish, no siendo conocido el nombre original. La atribución a Jerjes es segura, pues este, además de estas cuatro inscripciones, hizo grabar su nombre y sus títulos al menos catorce veces.

### Palacio de las Cien Columnas
También llamado sala del Trono, tiene forma de cuadrado de 70 m de lado: es el más grande de los palacios de Persépolis. Cuando se excavó parcialmente, estaba cubierto por una capa de tierra y de cenizas de cedro de más de tres metros de espesor. Muy perjudicado por el incendio, solo han quedado las bases de las columnas y los montantes de las puertas.
Dos toros colosales constituyen las bases de las columnas principales, de 18 m, que sostenían el tejado del pórtico de la entrada, al norte del palacio. La entrada era por una puerta ricamente decorada con relieves. Entre las representaciones, una describe el orden de las cosas, mostrando de arriba abajo: a Ahura Mazda, el rey sobre su trono, luego muchas filas de soldados sosteniéndolo. El rey ejerce pues su poder de Ahura Mazda, que lo protege, y manda al ejército que lleva su poder.

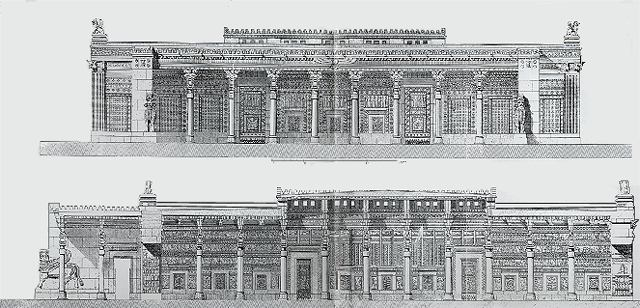
El Palacio de las Cien Columnas reconstruido por Charles Chipiez (1884).
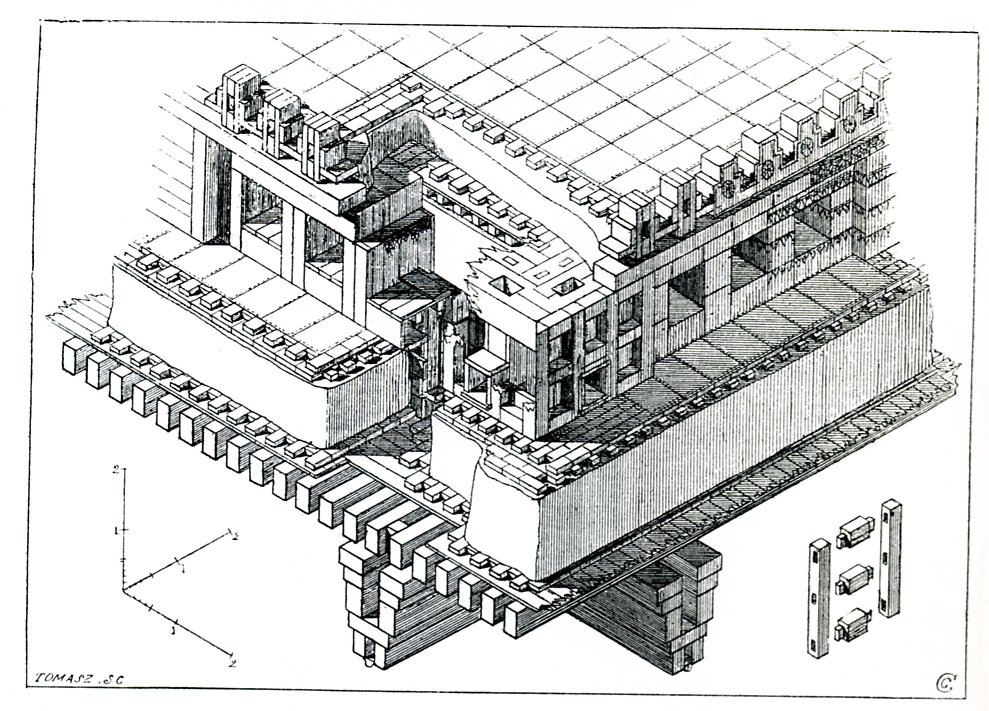
Estudio del tejado del Palacio de las Cien Columnas, por Charles Chipiez (1884).
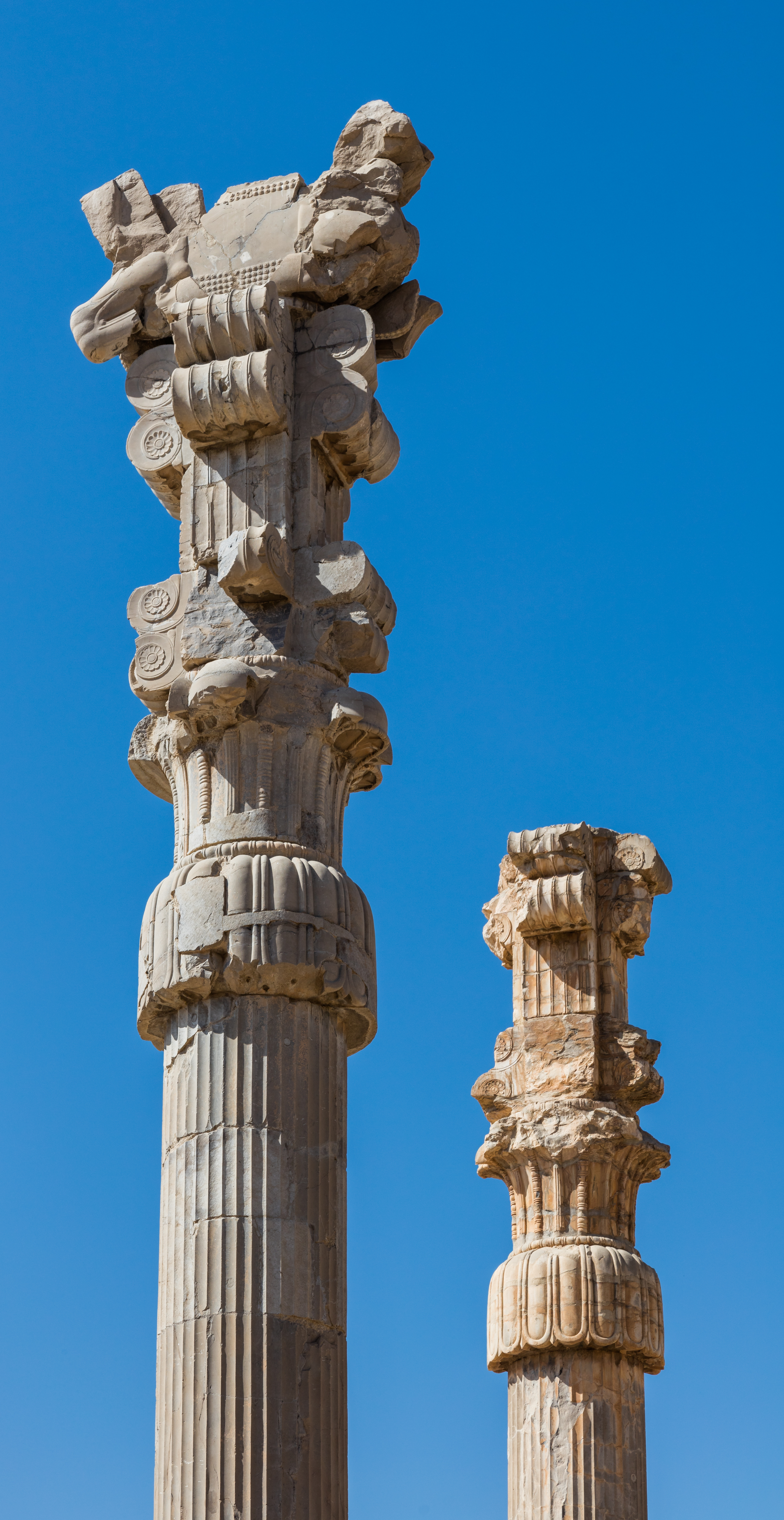
Detalle de dos columnas.
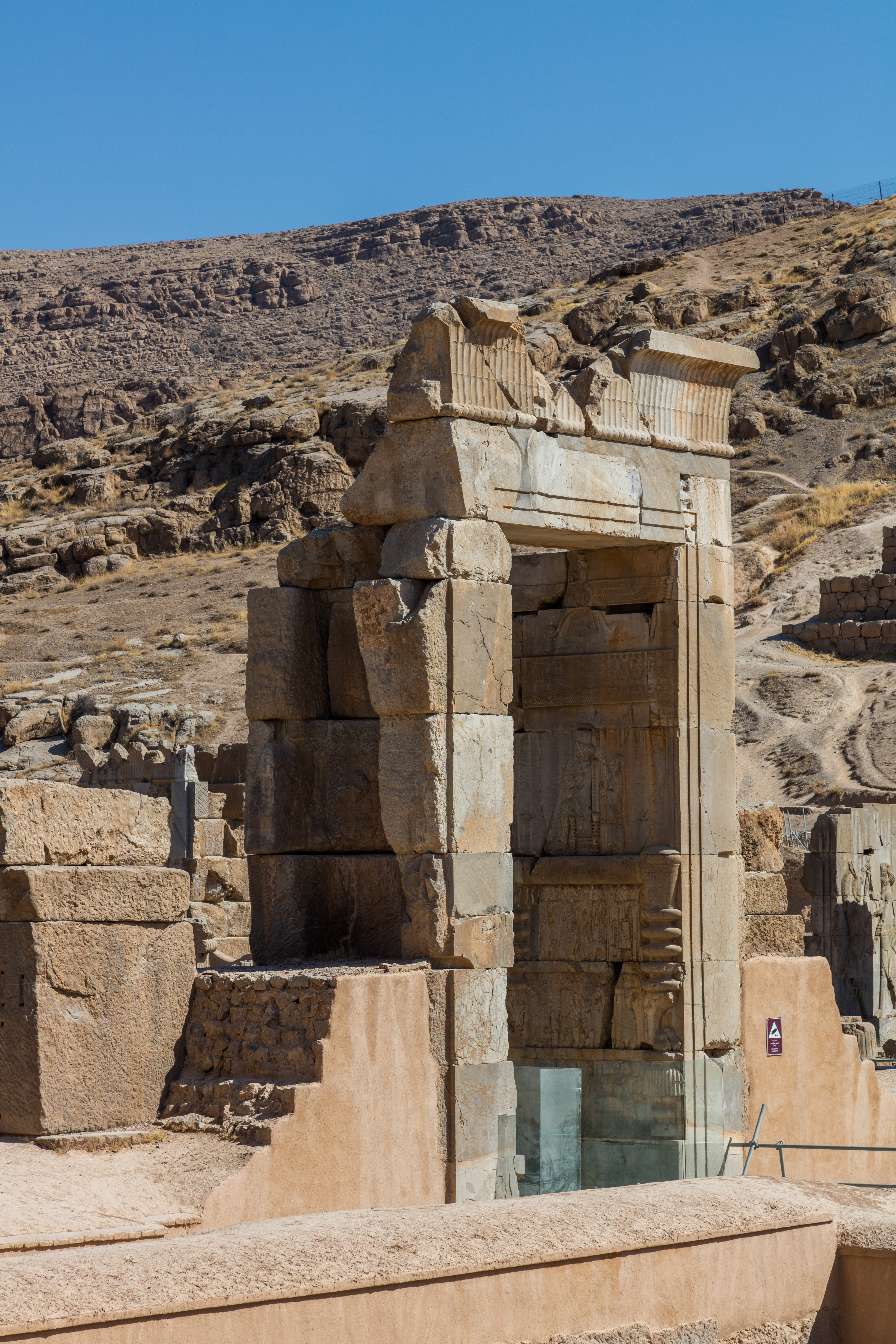
Puerta
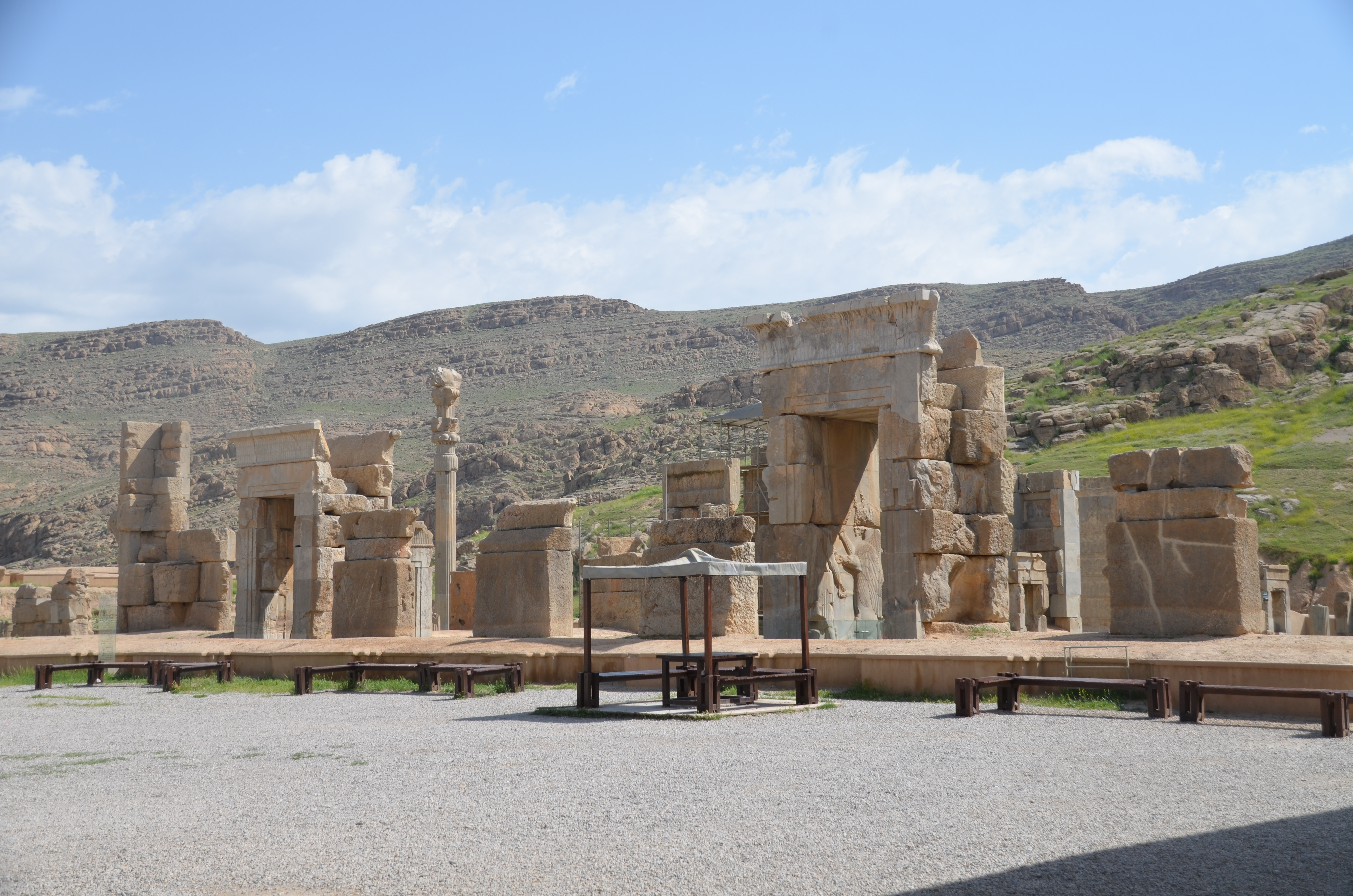
Pacio de las Cien Columnas (sala del Trono).

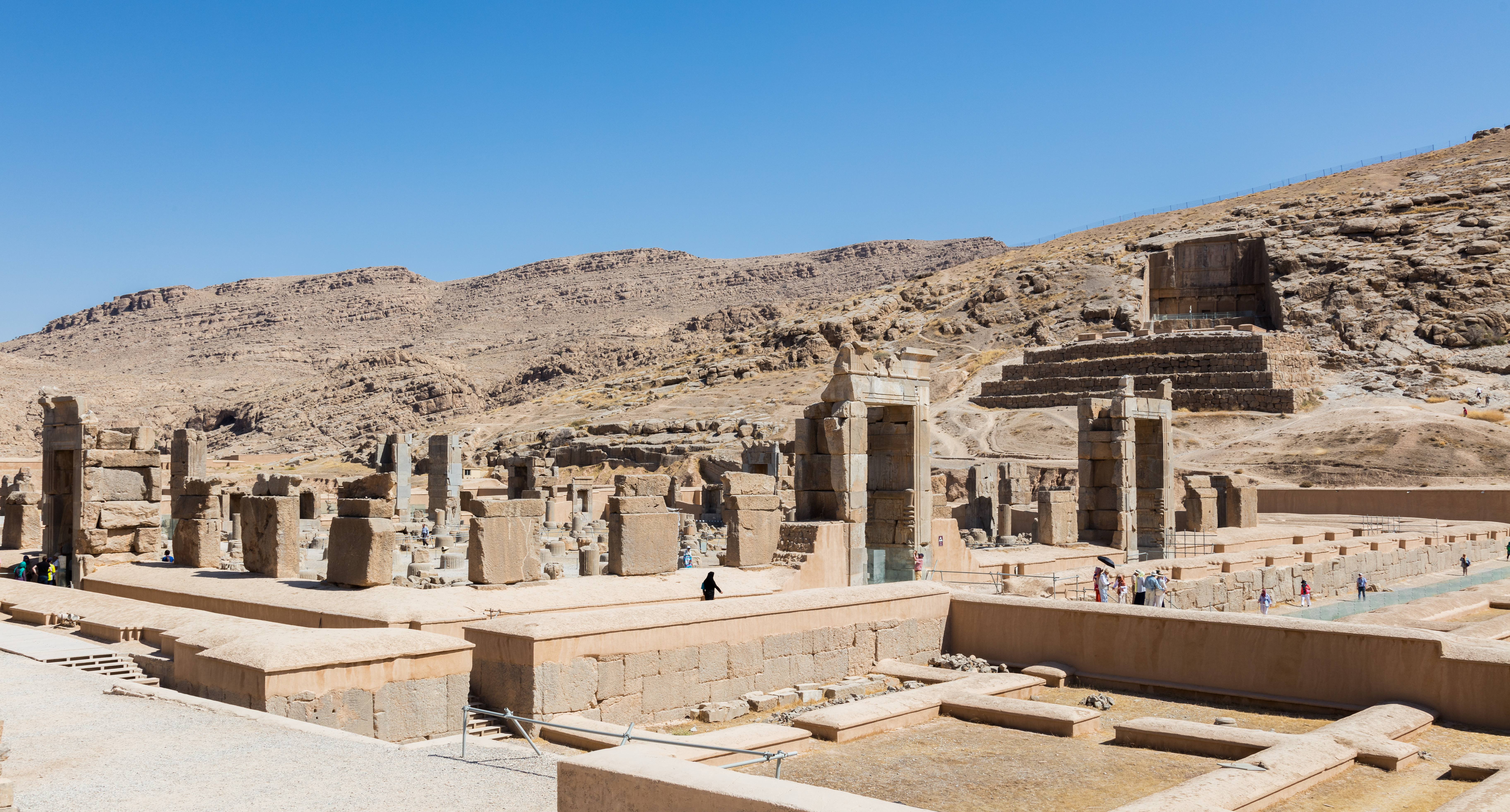
Vista general.
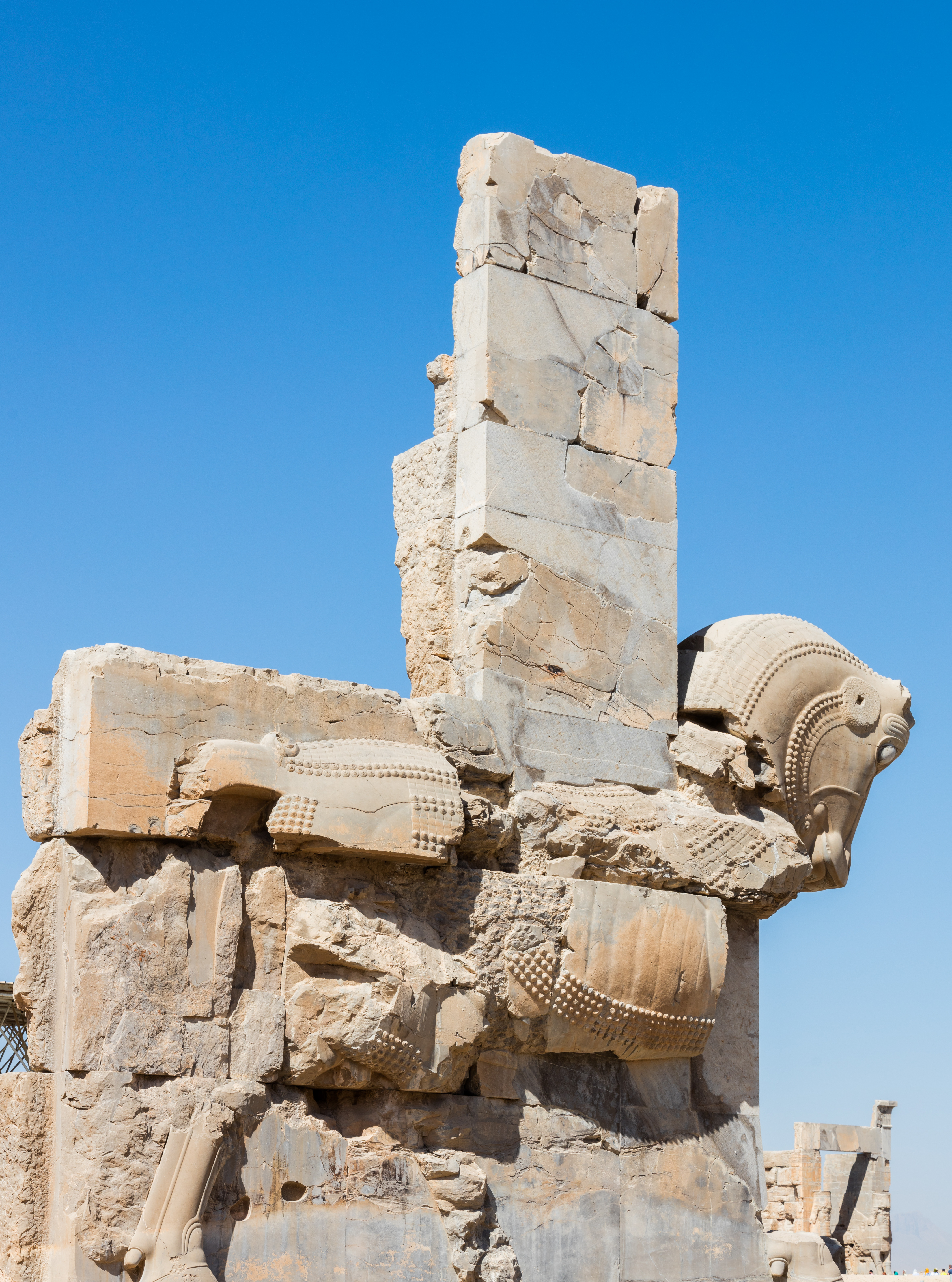
Columna con un toro.
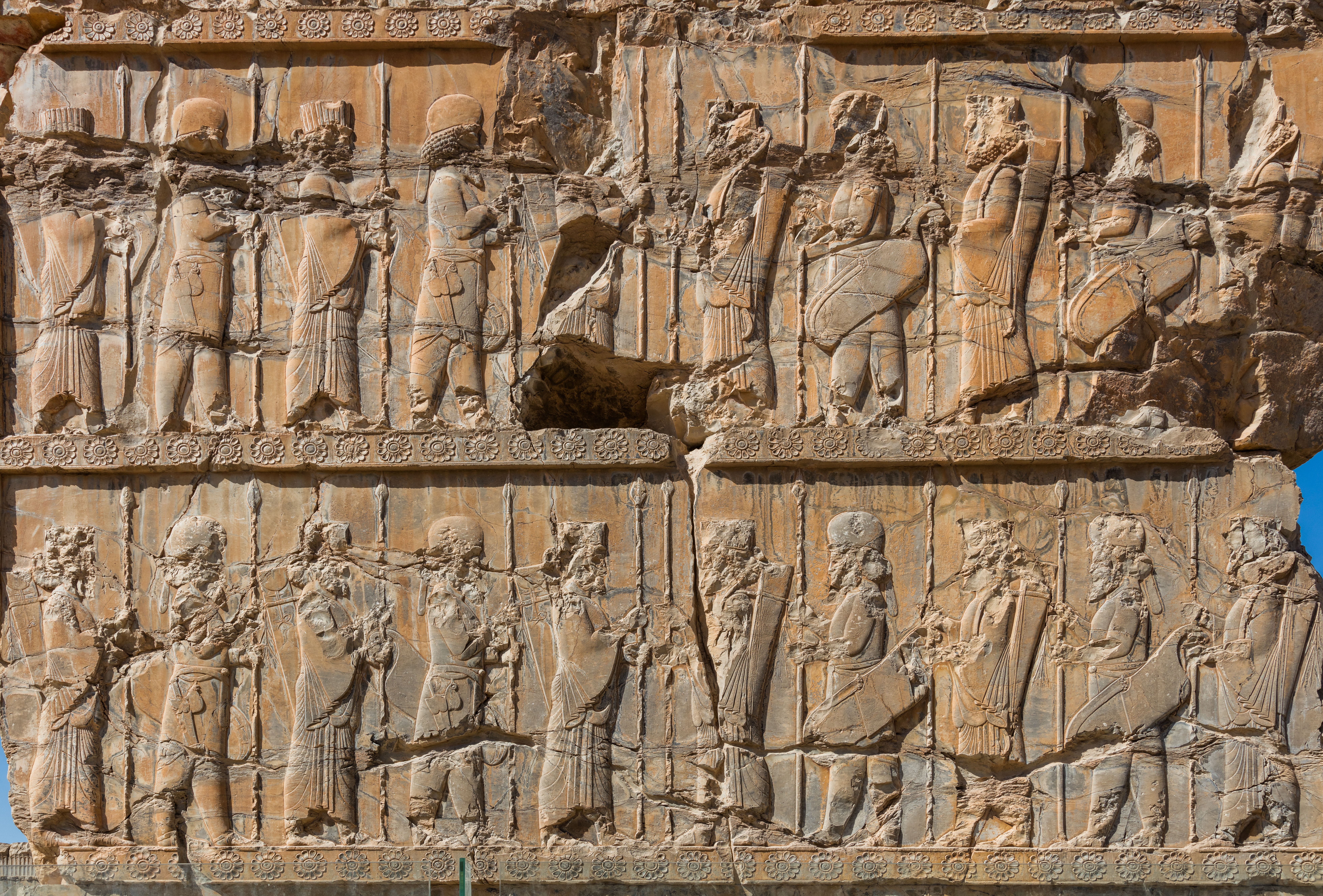
Detalle inferior del relieve sur (Guardia de los Inmortales).
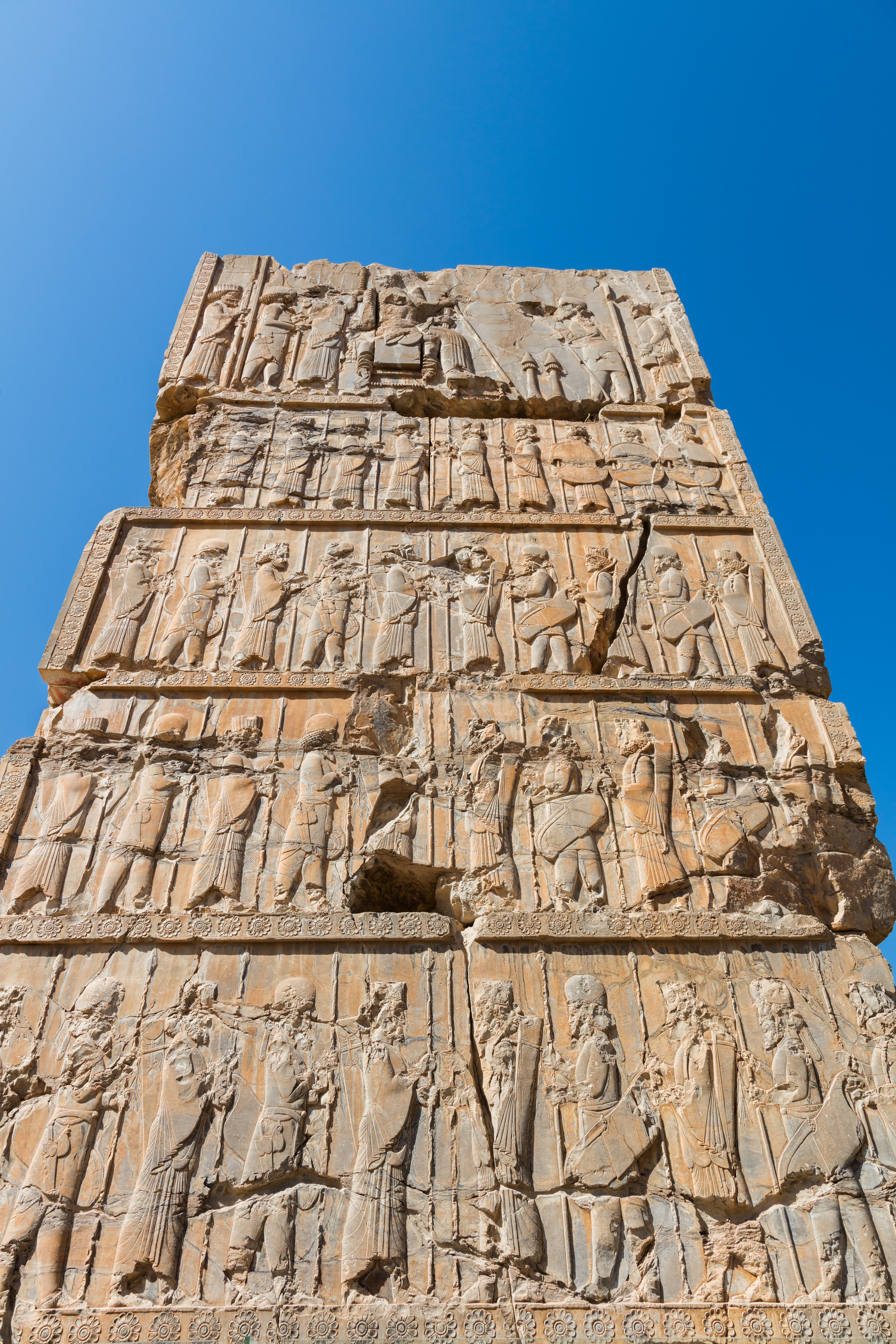
Detalle superior del relieve sur.
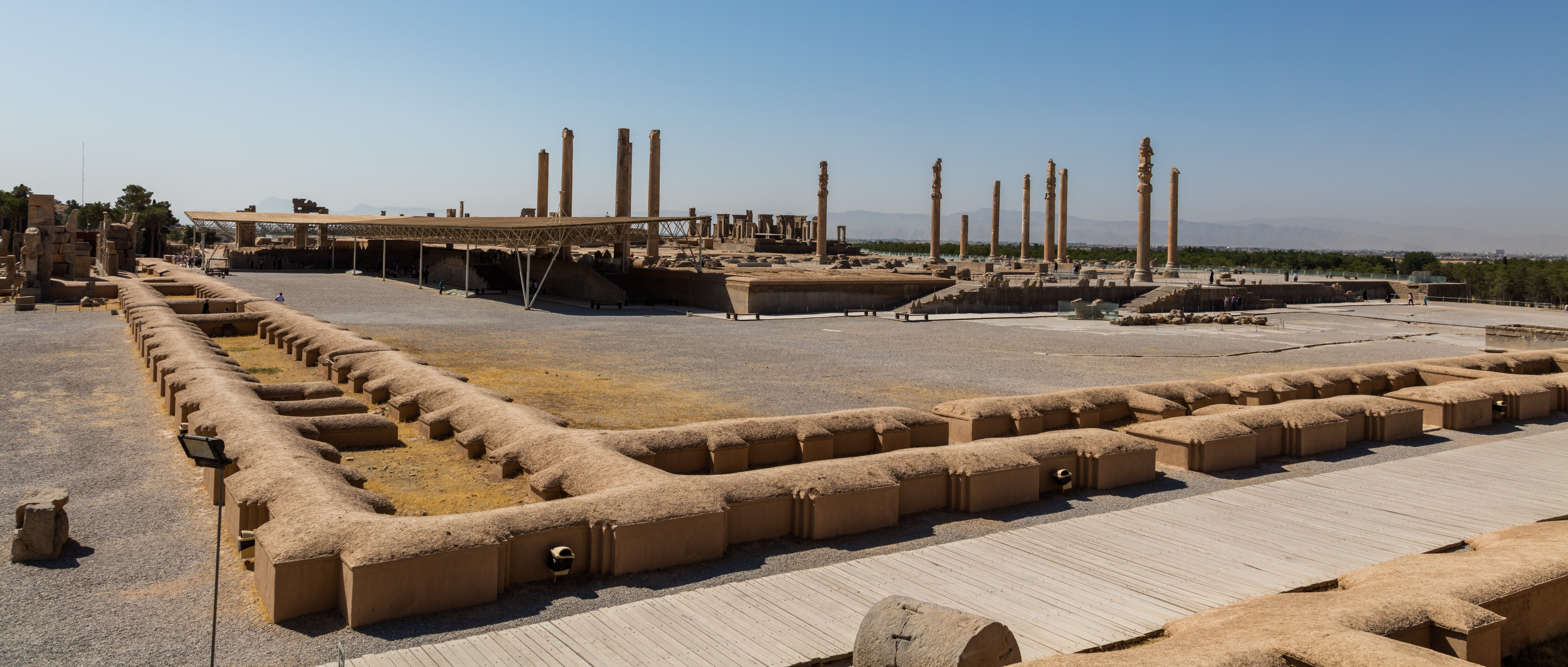
Palacio de las Cien Columnas (vista norte.)

El palacio está decorado con numerosos relieves en notable estado de conservación, que representan toros, leones, flores y  bellotas.
La puerta sur del palacio presenta un relieve completamente diferente. Simboliza el sostén aportado al rey por las diferentes naciones que componen el imperio. Los soldados que componen las cinco filas inferiores pertenecen a muchas naciones, reconocibles por su tocado y armamentos. Vuelto hacia el Tesoro, este mensaje se dirige más bien a los servidores y les recuerda que las riquezas que transitan por esta puerta se deben a la cohesión del imperio. Unas tablillas cuneiformes detallan los archivos de los tributos, dando así una estimación de las riquezas que transitaban por estas puertas.
Si los relieves de las entradas norte y sur del palacio conciernen esencialmente a la afirmación de la monarquía, los de las partes este y oeste presentan, como en otros palacios, escenas heroicas de rey combatiendo al mal.

### Tesoro
Construido por Darío I, se trata de una serie de salas situadas en el ángulo sureste de la terraza, que se extienden sobre una superficie de diez mil metros cuadrados. El tesoro consta de dos salas importantes, cuyo tejado era soportado respectivamente por cien y noventa y nueve columnas de madera. Se han encontrado tablillas de madera y de arcilla, que detallan el montante de los salarios y beneficios pagados a los obreros que lo habían construido. Según Plutarco, diez mil mulas y cinco mil camellos habría necesitado Alejandro Magno para trasportar el tesoro de Persépolis. Según algunas tablillas, 1348 personas trabajaban en el Tesoro en 467 a. C.
El Tesoro ha sido muchas veces reconstruido y modificado. Muchas inscripciones han sido encontradas en bloques macizos de diorita, que mencionan al rey Darío. Se han encontrado dos relieves de los que uno procede de la escalera norte de la Apadana. Se encuentra ahora en el museo de Teherán y representa a Jerjes I (o a Darío el Grande)en el trono. El rey recibe a un oficial medo inclinado hacia delante, que lleva su mano derecha a los labios en señal de respeto. Podría tratarse de un quiliarca, comandante de mil guardias, o de un gobernador del tesoro, o ganzabara). Jerjes y los nobles persas se encuentran de pie, detrás del soberano. Dos portadores de incienso se encuentran entre el rey y los dignatarios. En las excavaciones, este edificio, ha sido identificado como el Tesoro. A pesar de su gran superficie el acceso era por dos pequeñas puertas estrechas.

### Guarnición y sala de las 32 columnas
Entre el Palacio de las cien Columnas y la montaña se encuentran múltiples salas que componían los barrios de los servidores y de los soldados, la cancillería, y los despachos. Se han encontrado más de treinta mil tablillas y fragmentos de tablillas en elamita. Según Quinto Curcio Rufo y Diodoro Sículo, Alejandro habría dejado en el lugar tres mil soldados, lo que da una idea de la capacidad de guarnición de Persépolis. Al norte de estos campamentos de chozas, se encuentran los restos de una sala que constaba de treinta y dos columnas, cuya función no está clara.

### Harén y museo
Se accede al harén por la puerta sur del Palacio de las Cien Columnas. El edificio tiene forma de «L»,  cuya ala principal tiene una orientación norte-sur. El centro consiste en una sala con columnatas, abierta al norte a un patio por un pórtico. Esta sala tenía cuatro entradas, cuyas puertas estaban decoradas con relieves. Los relieves laterales muestran todavía escenas de combate heroico que recuerdan las del Tachara o del Palacio de las Cien Columnas. El rey es mostrado en lucha con un animal quimérico (toro-león cornudo y alado), con cuello de cuervo, cola de alacrán, que puede ser una representación de Ahriman, divinidad maléfica. El héroe hunde su espada en el vientre de la bestia que le hace frente. El relieve sur muestra a Jerjes I seguido de servidores, según una escena idéntica a las del Hadish. La parte sur del ala y la otra ala que la prolonga hacia el oeste consiste en una serie de veinticinco salas hipóstilas, de dieciséis columnas cada uno. El edificio presenta además dos escaleras que lo enlazan al Hadish, y dos patios pequeños que podrían corresponder a jardines cerrados.
No es cierto, que el harén haya podido ser un lugar de residencia de mujeres. Según unos, la sección central habría podido estar destinada a la reina y a su séquito. Otros piensan que las mujeres residían en el exterior de los muros. La función del edificio es pues controvertida. La presencia de relieves elaborados, así como su situación, en un nivel alto es el de un edificio que tiene una función importante. Por el contrario, su tamaño y su posición sugieren más bien una función administrativa. Es probable que la denominación de «harén» sea errónea: los investigadores occidentales han proyectado su visión de los harenes otomanos sobre la Persia aqueménida que carecía de ellos.
El harén ha sido excavado y ha sido restaurado parcialmente por Ernst Herzfeld por un procedimiento de anastilosis. Reconstruyó varias salas, que sirvieron de talleres de restauración y de presentación de las obras encontradas en el complejo. Una parte del harén se transformó en museo. El museo del sitio presenta una gran variedad de objetos encontrados:
- cerámicas, platos y vasos de terracota, azulejos de cerámica;
- piezas de monedas;
- herramientas de todo género: de mampostería, de talla, de cocina, o utensilios de boca, morteros;
- artesanías de hierro forjado, puntas de lanza y de flechas, fragmentos de trompetas o de adornos metálicos, clavijas metálicas;
- restos de tejidos o restos de madera que componen la infraestructura;
- bocados metálicos y trozos de saetas;
- tablillas grabadas.

Hay obras encontradas en los alrededores, que datan de ocupaciones posteriores, sasánidas e islámicas, incluso anteriores (prehistóricas). La gran diversidad de las obras que recogen usos diarios, permiten tener una idea de la vida de la época. Además, la comparación de las obras con algunas obras pictóricas (bocado, lanzas) dan una idea de la minucia del trabajo de los obreros en la talla de los relieves.

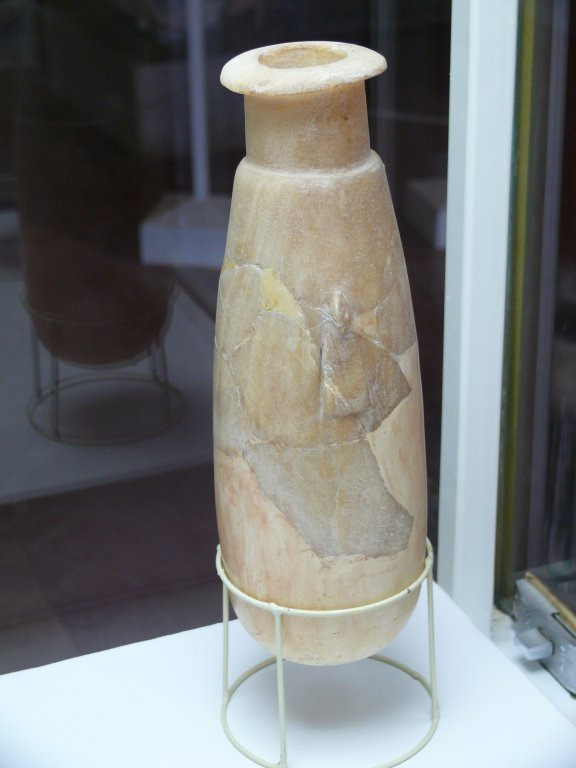
Recipiente de mármol para perfumes (Museo de Persépolis).
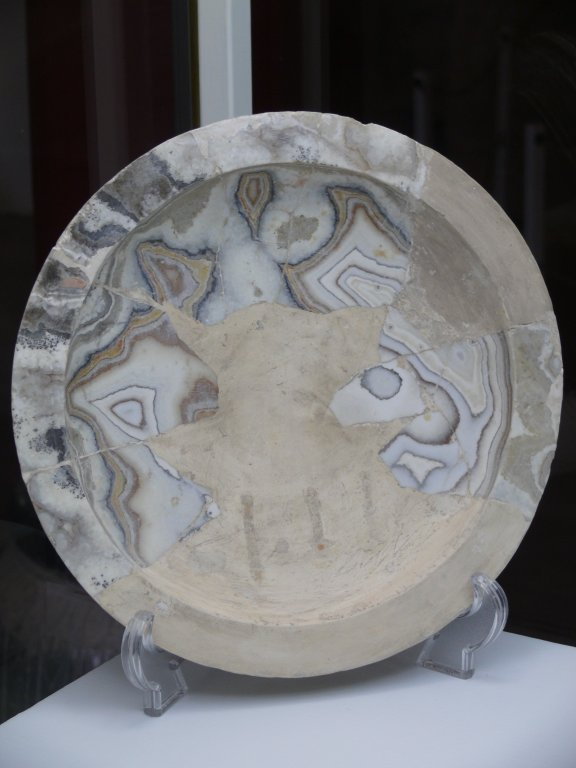
Plato de mármol (Museo de Persépolis).
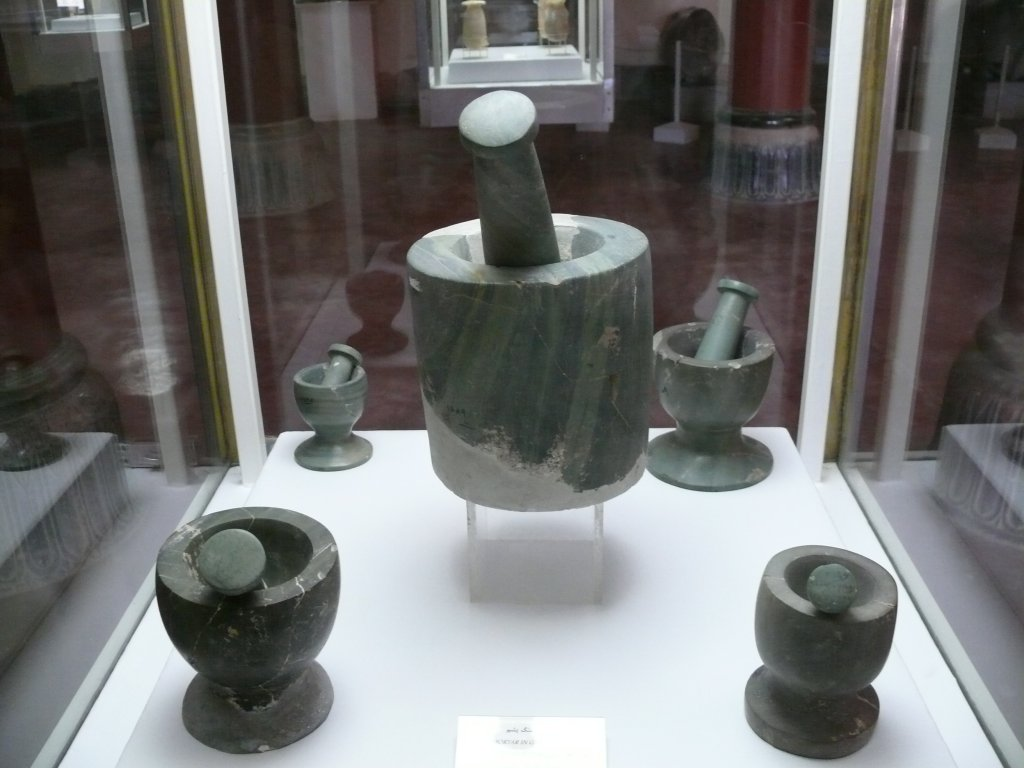
Morteros (Museo de Persépolis).
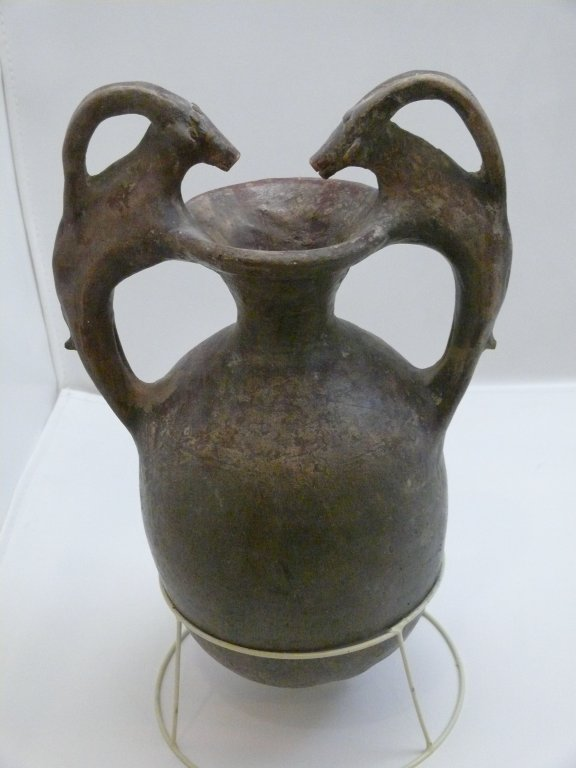
Vaso con asas en forma de íbices (Museo de Persépolis).
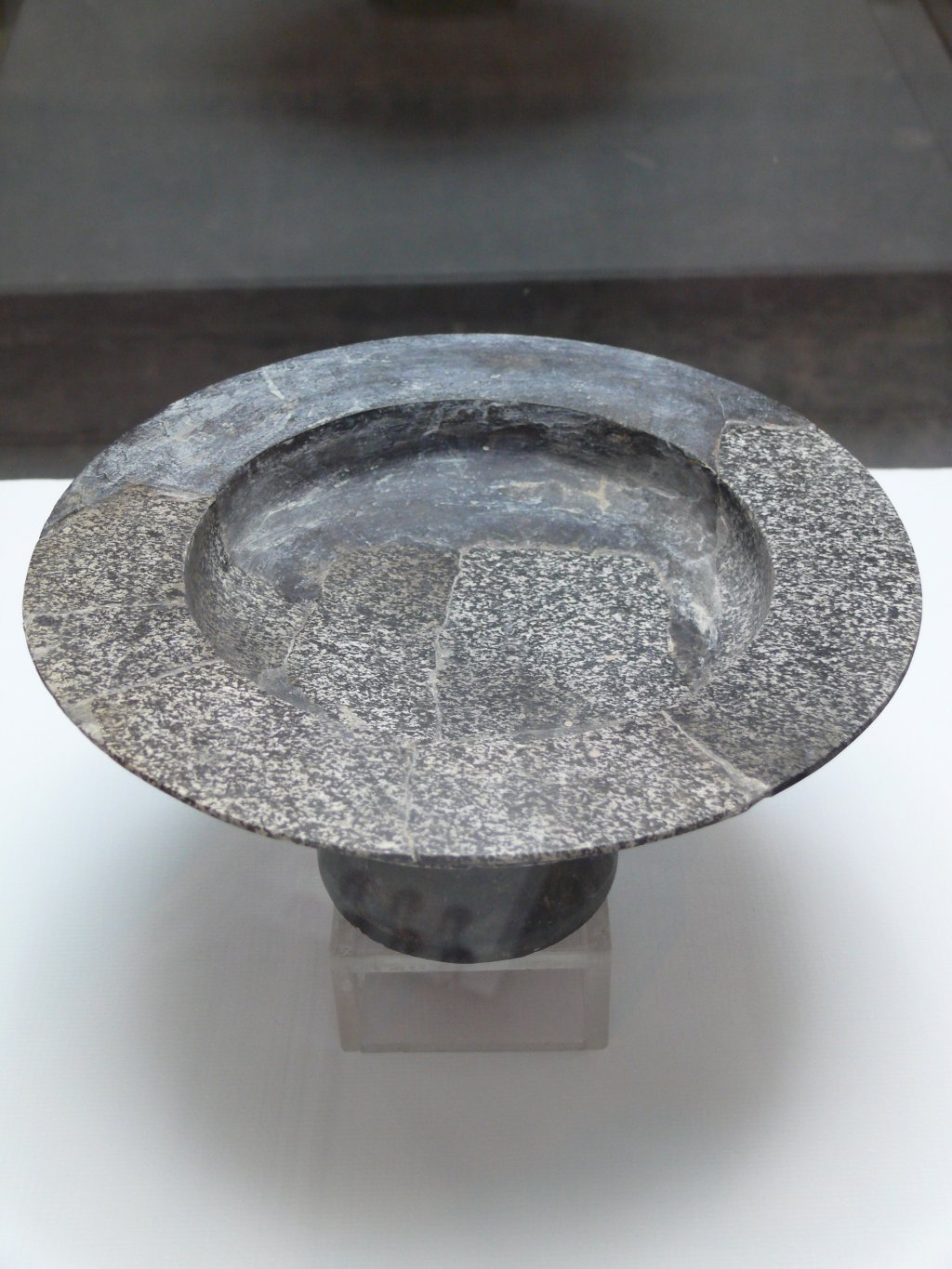
Plato de piedra (Museo de Persépolis).
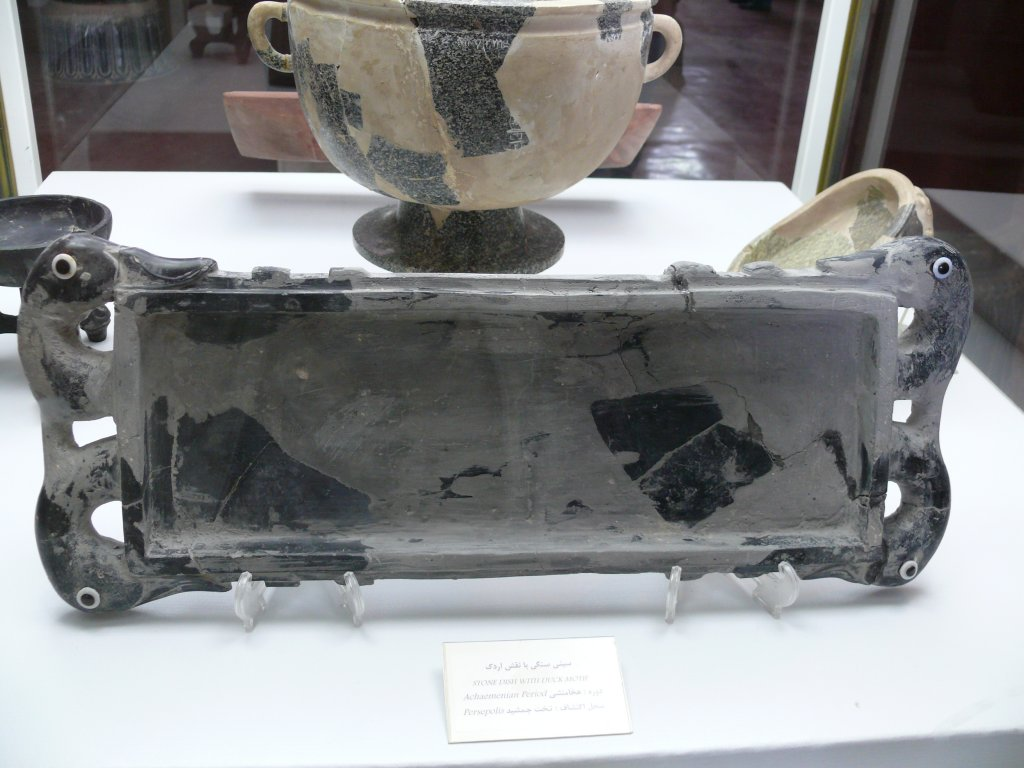
Plato de piedra con asas en forma de pato (Museo de Persépolis).
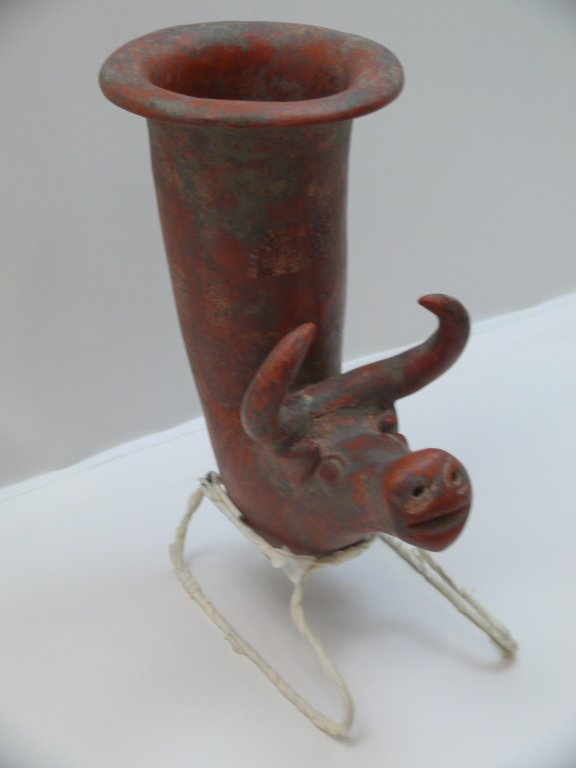
Ritón de terracota (Museo de Persépolis).
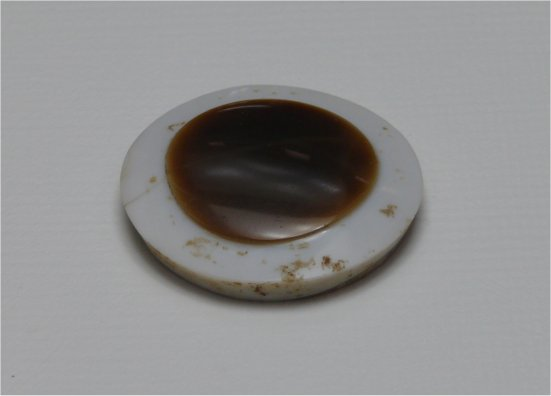
Ojo de una estatua (Museo de Persépolis).

### Otras construcciones
Parece que se construyó un palacio en el ángulo sudoeste de la terraza, perteneciente a Artajerjes I. Las ruinas no corresponden a este palacio, sino a una construcción residencial post-aqueménida llamada Palacio H. Las esculturas que representan cuernos han sido dispuestas cerca del muro de la terraza, de las que no se conoce la función; han sido encontradas enterradas al pie de la terraza.
Otra estructura llamada palacio G, se encuentra al norte del Hadish, y es una construcción post-aqueménida. Parece que fue realizada en el emplazamiento de una estructura destruida, que podría ser el palacio de Artajerjes III. Los restos de una construcción, llamada palacio D, han sido encontrados al este del Hadish. Como las anteriores, esta construcción posterior a la dinastía aqueménida, ha reutilizado restos y ornamentos que proceden de las ruinas de la terraza.,
En 2016, un equipo dirigido por Pierfrancesco Callieri y Alizera Askari Shaverdi halló una monumental puerta de estilo babilónico con planta rectangular, muros de ladrillo de diez metros de grosor, un pasillo central y una cámara interior. La puerta es una reproducción de la Puerta de Istar de Babilonia. Tras estudiar una inscripción hallada en las excavaciones, los arqueólogos descubrieron que esta puerta se construyó antes del reinado de Dario I. Este descubrimiento confirma que ya existía una ciudad antes de su reinado.

## Elementos anexos
Han sido hallados numerosos elementos fuera de los muros de la terraza. Se trata de restos de jardines, de viviendas, de sepulturas post aqueménidas, o de tumbas reales aqueménidas. Además, una red compleja de canalizaciones intra y extramuros está en curso de exploración.

### Viviendas y barrios
Son ruinas que aún no han sido excavadas completamente y visibles a 300 m al sur de la terraza. Posiblemente anteriores a los palacios, estas construcciones constan de muchas casas. La más amplia consiste en un vestíbulo central rodeado de salas secundarias y es accesible por una escalera. Parecen haber estado destinadas a personas de alto rango social. Una construcción se encuentra al norte de la terraza, cuya función es desconocida. El resto de las viviendas, en particular las de la gente modesta, eran, como se menciona en el documental Enquêtes Archéologiques: « Persépolis, le Paradis perse » (Investigaciones arqueológicas: Persépolis, el paraíso persa), probablemente de terracota que se quemó con el tiempo. En 2008, un equipo italo-iraní descubrió varias viviendas en la llanura bajo la terraza. Sus arqueólogos hallaron un horno, casas de artesanos y grandes edificios que probablemente fueron viviendas de aristócratas. Tras los descubrimientos de 2016, los mismos arqueólogos revelaron que Persépolis no era una ciudad densa, ya que todos los barrios y viviendas estaban separados por grandes jardines.
En 2016, Pierfrancesco Callieri y Alireza Askari Chaverdi contrataron a geofísicos que, gracias a la prospección geofísica, pudieron calcular el magnetismo del suelo bajo la terraza. También cartografiaron la presencia, a distintas alturas, de fragmentos de cerámica que datan del periodo aqueménida. La comparación entre el magnetismo del suelo y la concentración de fragmentos en la superficie reveló la existencia de zonas de ocupación que probablemente correspondían a los antiguos barrios de la ciudad baja. Los arqueólogos empezaron a excavar en estas zonas y muy pronto encontraron una serie de objetos, viviendas y barrios. A medida que excavaban, también se dieron cuenta de que los barrios tenían especializaciones, es decir, que los habitantes de un mismo barrio tenían todos la misma profesión.

### Jardines
Los científicos tomaron varias muestras de muestras de la llanura situada bajo la terraza y descubrieron sedimentos que contenían semillas de polen. Tras ser estudiadas por especialistas en palinología, se sabe que proceden de varios árboles, entre ellos nogales plantados por sus frutos, olivos plantados por su aceite, pinos, plátanos y cipreses plantados para dar sombra. Ninguno de estos árboles existía en Persépolis antes de la llegada de los aqueménidas. Así que fue esta dinastía la que importó estos árboles de los cuatro puntos cardinales de su imperio, como una forma de que los reyes hicieran gala de su poder y magnificencia. En el programa Investigaciones arqueológicas: Persépolis, el paraíso persa, Peter Eeckhout afirma: «El poder de los reyes aqueménidas puede medirse por su capacidad para crear estos paraísos terrenales en medio del desierto». Los aqueménidas llevaron a cabo importantes obras de desarrollo en estas tierras hasta entonces áridas. Por tanto, fue el desarrollo a gran escala de jardines lo que los aqueménidas apoyaron. 
Una parte de ellos fueron perjudicados en 1971, durante la ceremonia de celebración de los 2500 años de la monarquía de Irán. Otros daños han resultado de la construcción de una carretera asfaltada después de la revolución. Dichos jardines llamados Pairidaeza (palabra persa antigua de la que proviene la palabra «paraíso»), eran realizados a menudo al lado de los palacios aqueménidas.

### Red hidráulica
El sistema de canalización de la terraza encierra todavía preciosos secretos, lo que motiva excavaciones profundas. Se trata de extraer y analizar los sedimentos. Más de 2 km de red han sido descubiertos, que recorren la terraza y sus alrededores, y que pasan bajo los palacios. Las dimensiones de los canales (60 a 160 cm de ancho, 80 cm a varios metros de profundidad) explican la importancia del volumen sedimentario y el valor del potencial arqueológico. Los restos que contienen pueden así revelarse preciosos: ha sido hallado una parte del supuesto trono de Darío, igual que unos seiscientos fragmentos de cerámica que han conservado sus colores. Los trabajos tropiezan, sin embargo, con un problema complejo: la retirada de los sedimentos permite la infiltración de agua, lo que perjudicaría la estructura del complejo.
La red de colectores y de canales de agua atraviesa los cimientos y el suelo de la terraza. Es, pues, probable que los planos de la totalidad del complejo hayan sido realizados en detalle antes de su construcción. Cortados directamente en la piedra de la base de los muros, antes de su erección, los colectores permitían evacuar las infiltraciones pluviales.
Gracias a las imágenes por satélite, los arqueólogos han descubierto un canal de quince kilómetros de longitud que llevaba agua de buena calidad desde la montaña de Seyedan hasta la Terraza de Persépolis.

### Sepulturas reales
Situadas a algunas decenas de metros de la terraza, dos tumbas cavadas en la roca de Kuh-e Rahmat dominan el yacimiento. Estas tumbas son atribuidas a Artajerjes II y a Artajerjes III. Cada sepulcro está rodeado por esculturas en columnatas que representan las fachadas de palacio, resaltadas con grabados. Estas representaciones, como las de las tumbas de Naqsh-e Rostam, han permitido comprender mejor la arquitectura de las construcciones palatinas persas. En la parte superior del sepulcro de Artajerjes III, el rey está representado sobre un pedestal a tres niveles, haciendo frente a Ahura Mazda y a un fuego sagrado igualmente realzado. Un muro presenta una inscripción trilingüe que recuerda que Darío el Grande ha dado una descendencia, que ha construido Persépolis, y hace una lista de sus bienes. Cada versión difiere ligeramente de las otras dos. Una tercera tumba inacabada se encuentra más al sur. Parece haber estado destinada a Darío III, último rey aqueménida. Al pie de la montaña han sido encontradas restos de sepulturas post-aqueménidas, a un kilómetro al norte de la Terraza.

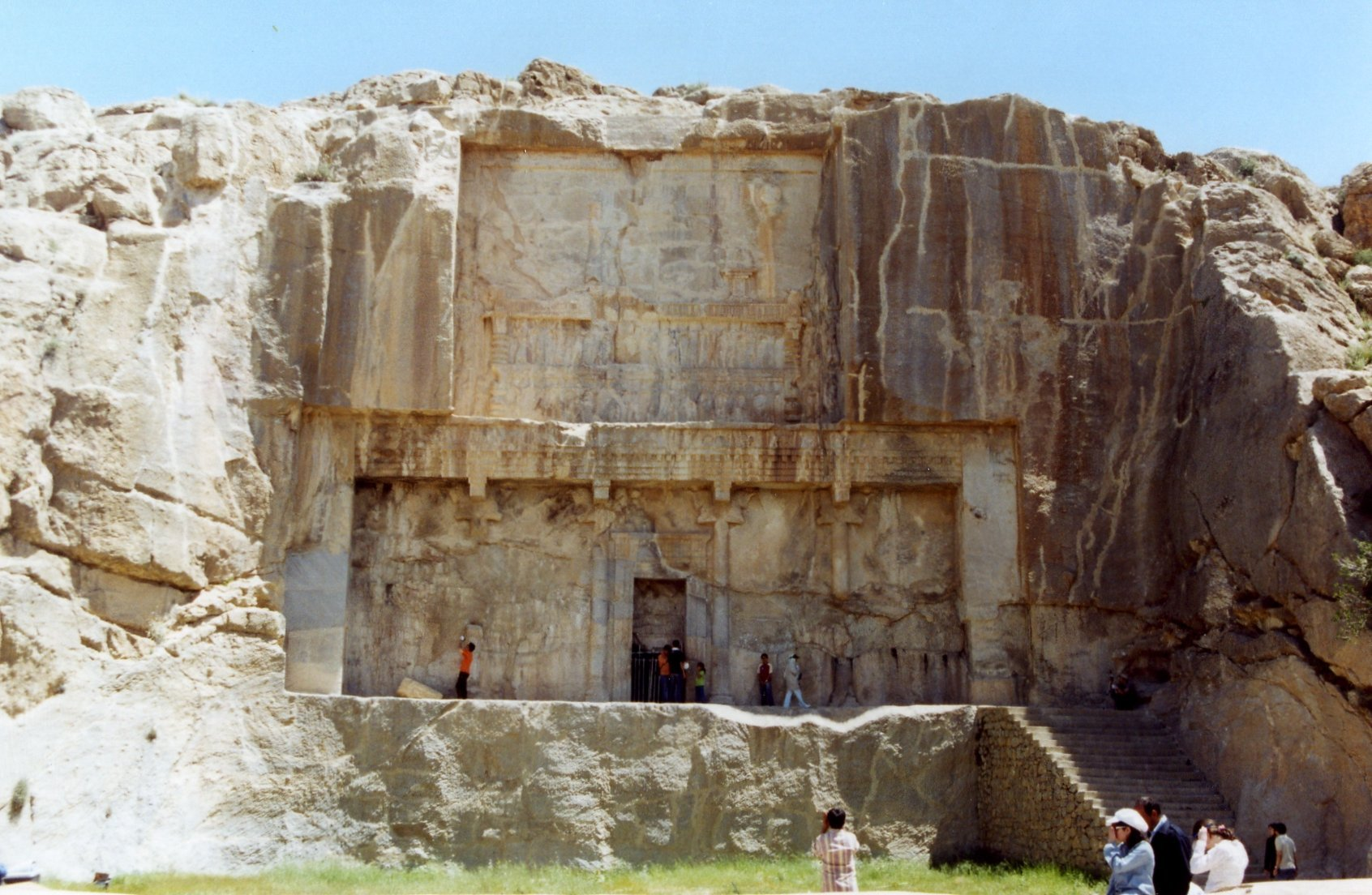
La tumba de Artajerjes II.
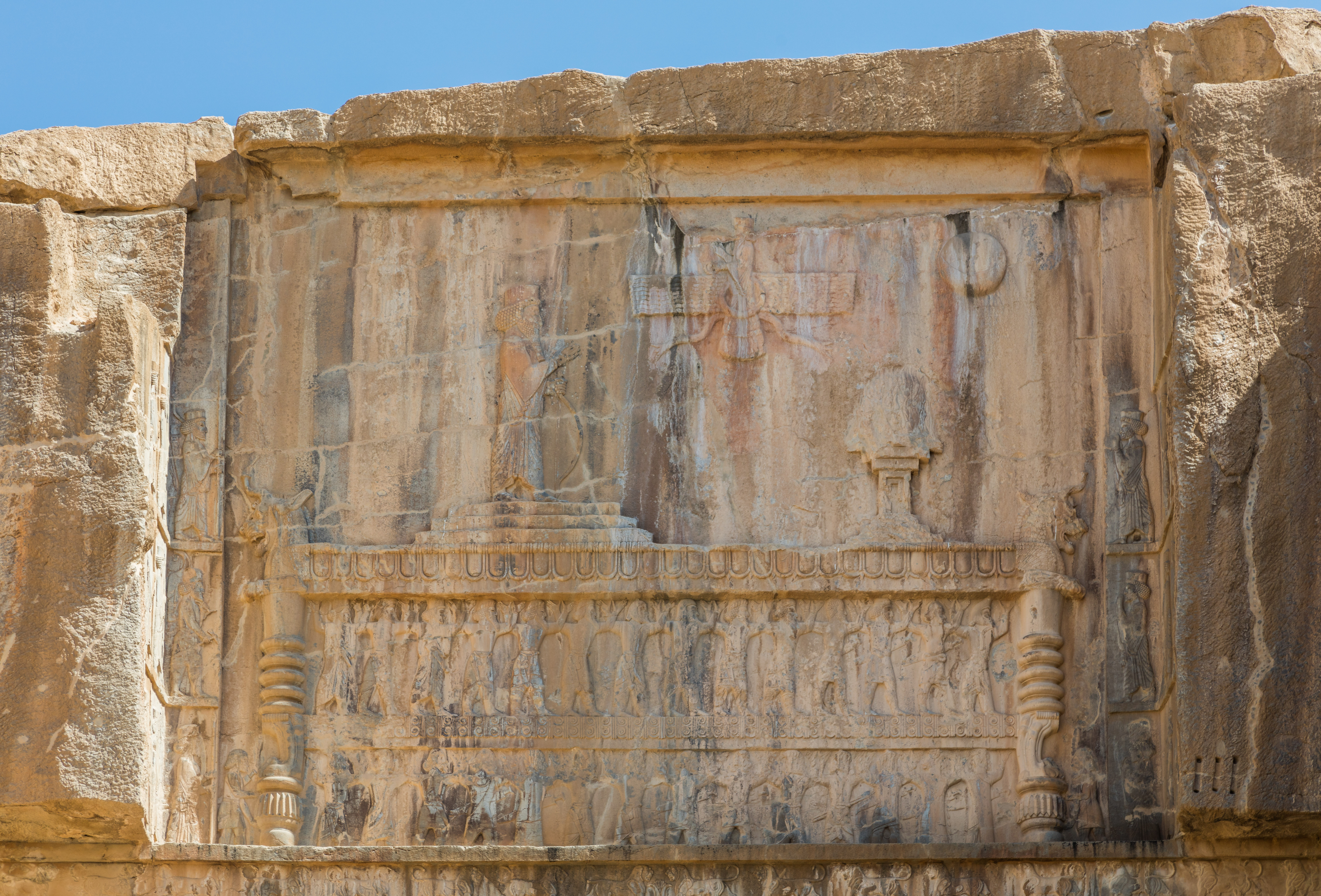
La tumba de Artajerjes III.
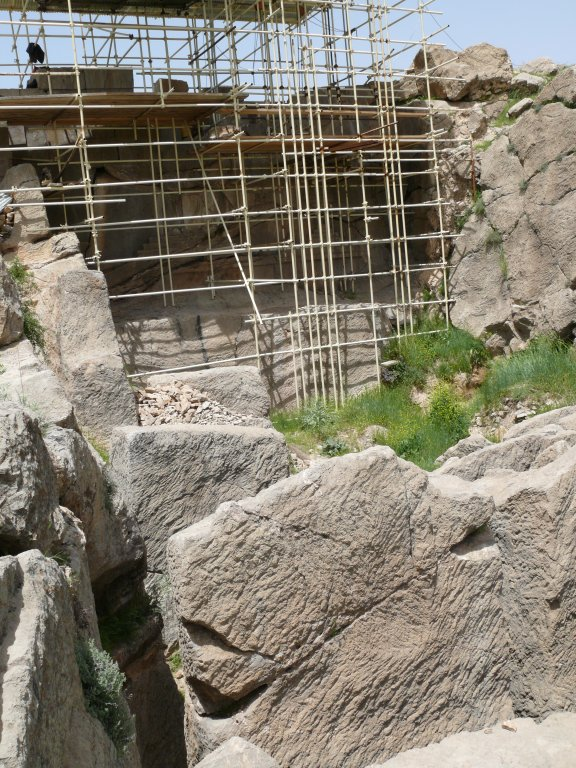
Tumba inacabada de Darío III.

## Tablillas de Persépolis
Durante las excavaciones de Ernst Herzfeld y Erich Schmidt, han sido descubiertas en Persépolis dos series de archivos que comprenden numerosas tablillas cuneiformes de madera y de arcilla. La primera serie es conocida bajo el nombre de Tablillas de la Fortaleza de Persépolis pues ha sido encontrada en la zona correspondiente a las fortificaciones del ángulo noreste de la terraza. Consta de alrededor de treinta mil piezas de las que seis mil son legibles. El contenido de cinco mil de ellas ha sido ya estudiado, pero no se han publicado en su totalidad. Contienen principalmente textos administrativos reeditados en elamita, lengua de los cancilleres, entre 506 a. C. y 497 a. C., pero las tablillas reeditadas en arameo, unos quinientos textos, han sido descifrados; una tablilla en acadio, una en griego antiguo, una en una lengua y grafía de Anatolia, y una en persa antiguo han sido encontradas.
Estas tablillas pueden ser clasificadas en dos subgrupos. El primero concierne al transporte de materiales de un lugar a otro del imperio; el otro es más un registro de cuentas. Estas piezas han permitido la obtención de información preciosa que permite comprender el funcionamiento del imperio y de su administración en los dominios tan diversos de la construcción, la circulación, los correos, los pasaportes, o las finanzas, pero estas tablillas también nos hablan de la vida cotidiana en Persépolis.Algunos cuerpos de oficios han podido ser así conocidos, como el gobernador del Tesoro, o ganzabara. Las tablillas han permitido también conocer el nombre de las personas que trabajaron en Persépolis, del humilde obrero al gobernador del Tesoro. Además, algunos permiten precisar el estatuto de las mujeres de toda clase social en la época aqueménida.
La otra serie, conocida bajo el nombre de Tablillas del Tesoro de Persépolis, cuenta con 139 piezas que describen los pagos realizados en oro y plata entre 492 a. C. y 458 a. C. Varias están marcadas con la huella de sellos, y constituyen cartas y memorándums dirigidos por los funcionarios al gobernador del Tesoro. La asombrosa conservación de tablillas de arcilla seca se explica por el hecho que han sido cocidas a alta temperatura por el incendio de Persépolis. Esta transformación involuntaria en terracota ha permitido paradójicamente su mejor resistencia al tiempo evitando que se convirtiesen en polvo.
Representando un patrimonio científico inestimable, han contribuido a un mejor conocimiento lingüístico del elamita y del antiguo persa, o de la organización política y de las prácticas religiosas de los aqueménidas. Este patrimonio se encuentra en el centro de una polémica de orden político: un proceso que quiere obtener el embargo para realizar una venta en provecho de las «víctimas del terrorismo de  Hamás». El Instituto Oriental de la Universidad de Chicago tiene la custodia de las tablillas desde su descubrimiento.

## Controversias sobre las funciones de Persépolis
El imperio persa aqueménida tenía, de hecho, varias capitales. Pasargada era la de Ciro II el Grande, Susa, Ecbatana, o Babilonia eran de sus sucesores. La mayoría de los autores están de acuerdo sobre la importancia de las funciones protocolarias y religiosas de Persépolis, ilustradas por el fuerte simbolismo de los adornos. Sin embargo, la interpretación de los relieves es delicada pues estos presentarían, de hecho, la visión idealizada que Darío el Grande tenía de su imperio. Para Briant, la imagen ofrecida es la de un poder real soberano e ilimitado, en un lugar concebido para expresar la dominación persa y la Pax persica. Mediante las virtudes que le confiere la protección de Ahura Mazda, el rey garantiza la unidad de un mundo cuya diversidad etnocultural y geográfica queda subrayada.
Existe cierta controversia sobre la realidad de las ceremonias descritas en los relieves, y se han expresado varios puntos de vista. Algunos ven Persépolis como un lugar reservado a los iniciados. Esta hipótesis se basa sobre todo en la escasez de escritos antiguos que mencionen el lugar antes de su toma por Alejandro Magno, que contrasta con el número y la diversidad de los pueblos sometidos. Tantas delegaciones deberían haber dado mayor relieve a Persépolis.. Para otros, tales recepciones habían tenido lugar. Se apoyan en la organización a nivel de la terraza, que respondería a una función claramente definida de separación de los habitantes según su rango social. La organización de los relieves que marcan la progresión del tributo hasta el tesoro, la existencia de caminos separados que llevan o a la Apadana o al Palacio de las Cien Columnas, son otros tantos argumentos en este sentido. Según este punto de vista, la función protocolar y religiosa de Persépolis se ejerce a través de los celebración del año nuevo (Nouruz). El rey de reyes recibía las ofrendas y percibía el impuesto de las delegaciones que provenían de todas las satrapías. El ceremonial obedecía a reglas estrictas dictadas por el respeto al orden de las cosas: las delegaciones seguían un orden preciso, y una separación clara reflejaba a las diferentes clases sociales, rey y personas de rango real, nobles persas y medos, pueblos persas y medos, sometidos). Estos no solo no eran admitidos en los mismos niveles, sino que seguían también caminos diferentes. Una vez anunciada la llegada de las delegaciones por los campaneros, son conducidas a través de la Puerta de Todas las Naciones. Mientras que los sometidos seguían por la vía de las Procesiones hasta la Puerta inacabada para ser recibidos, luego, en el Palacio de las Cien Columnas, los nobles se encaminaban por la otra salida de la puerta de todas las Naciones para entrar en la Apadana. La magnificencia y el fasto de los lugares tendrían el fin de impresionar a los visitantes, y de afirmar el poder del imperio.
H. Stierlin, historiador del arte y la arquitectura, abunda igualmente en este sentido. Los espacios liberados por la arquitectura de los palacios, como la Apadana, permiten mantener grandes recepciones, banquetes y ritos áulicos. El uso de libaciones y de banquetes reales se han difundido desde Persia en efecto, a la mayoría de las satrapías: Tracia, Asia Menor, o Norte de Macedonia, integran tales tradiciones. Además, el descubrimiento de numerosos objetos de orfebrería aqueménidas o de inspiración aqueménida, consagrados a las artes de la mesa testimonian la importancia de dichos banquetes para las persas. La configuración del sitio y el arreglo de los accesos testimonian una voluntad de volver a la persona real inabordable para algunos. Permite el seguimiento de una etiqueta rigurosa que confiere al soberano un carácter casi divino.
Existe una controversia en cuanto a la ocupación de Persépolis. Habida cuenta de los relieves, Roman Ghirshman sugería una ocupación anual transitoria de Persépolis. La ciudad habría sido ocupada solo durante las festividades de Noruz, y no tendría entonces más que una función ritual, Esta tesis es discutida cada vez más y Briant señala que, aunque no cabe duda de la existencia de festivales y ceremonias en Persépolis, hay muchas objeciones a la hipótesis de que la ocupación se limitara al Año Nuevo. Las tablillas demuestran sin lugar a dudas que Persépolis estuvo permanentemente ocupada y que fue un importante centro económico y administrativo. También señala que la corte aqueménida era itinerante, recorría el imperio, y que los textos antiguos solo mencionan su presencia en Persia en otoño, no en primavera. Aunque no se puede descartar la existencia de las ceremonias de Nowruz, es posible que los relieves y las tablillas se refieran a ofrendas y tributos recogidos durante los viajes de los gobernantes nómadas.
Por fin, para Stronach, hace falta considerar antes la función de Persépolis bajo un ángulo político, teniendo en cuenta las condiciones del acceso de Darío al poder. Darío había debido vencer una gran oposición. Tales monumentos no habrían tenido por función literal reflejar el poder o las riquezas del imperio, sino más bien responder a imperativos políticos inmediatos. Construida poco después el advenimiento de Darío, Persépolis consagra en primer lugar, la legitimidad de su acceso al trono y afirma su autoridad hasta los confines del imperio. Además, la repetición de motivos que representan a Darío el Grande y Jerjes I sugiere la voluntad de legitimar a su sucesor. Igualmente, la multiplicidad de las referencias a Darío por Jerjes I sugiere la voluntad de consolidar y asegurar la sucesión al trono.

## Citas
```

```

No sé si mi Descripción, y las Figuras que la acompañan, darán una gran idea;  pero puedo asegurar que aquella se concibe por la vista, va más allá de todas las expresiones:  pues no tengo jamás nada por visto, ni concebido, ni tan grande ni tan magnífico. ¿Cuántos millares de hombres deben haber trabajado, y durante cuántos años? No es sólo aquí una Obra maestra, donde hay sólo trabajo y pena, como en las Pirámides de Egipto, que Horacio tiene mucha razón en llamar una maravilla Bárbara, pues no son después de todo más que un montón de piedras: aquí hay un arte infinito, orden e industria; y puede decirse que es una obra digna de los más grandes maestros y de las sabias manos que lo han formado.
Jean Chardin

El esplendor de Persépolis no es la contrapartida accidental de la monumentalidad y del fasto, es el producto de la belleza reconocida como valor supremo.
Arthur Upham Pope

Nunca en la antigüedad, el arte había dado muestras de tal audacia.
 Roman Ghirshman

(...) cuando he intentado hacer revivir en mi pensamiento estos grandiosos edificios, cuando veo estos pórticos con columnas de mármol o de pórfido pulido, estos toros bicéfalos, cuyos cuernos, pies, ojos y collares debían estar revestidos de un delgado pan de oro, las vigas de cedro del entablamento y de los techos, los mosaicos de ladrillos semejantes a pesados encajes en revestimiento de los muros, estas cornisas cubiertas de placas de esmaltes azul turquesa que acaban en un rayo de luz colgado de la arista saliente de los goterones de oro y de plata; cuando considero las pañerías suspendidas en la parte delantera de las puertas, las finas recortaduras de las celosías, las espesas capas de alfombras echadas sobre los enlosados, me pregunto de vez en cuando si los monumentos religiosos de Egipto, si los templos de Grecia, ellos mismos, debían producir sobre la imaginación del visitante una impresión tan sorprendente como los palacios del gran rey.
Marcel Dieulafoy.